# Maurice Duplessis
Vous lisez un « bon article » labellisé en 2021.
Pour les articles homonymes, voir Duplessis.

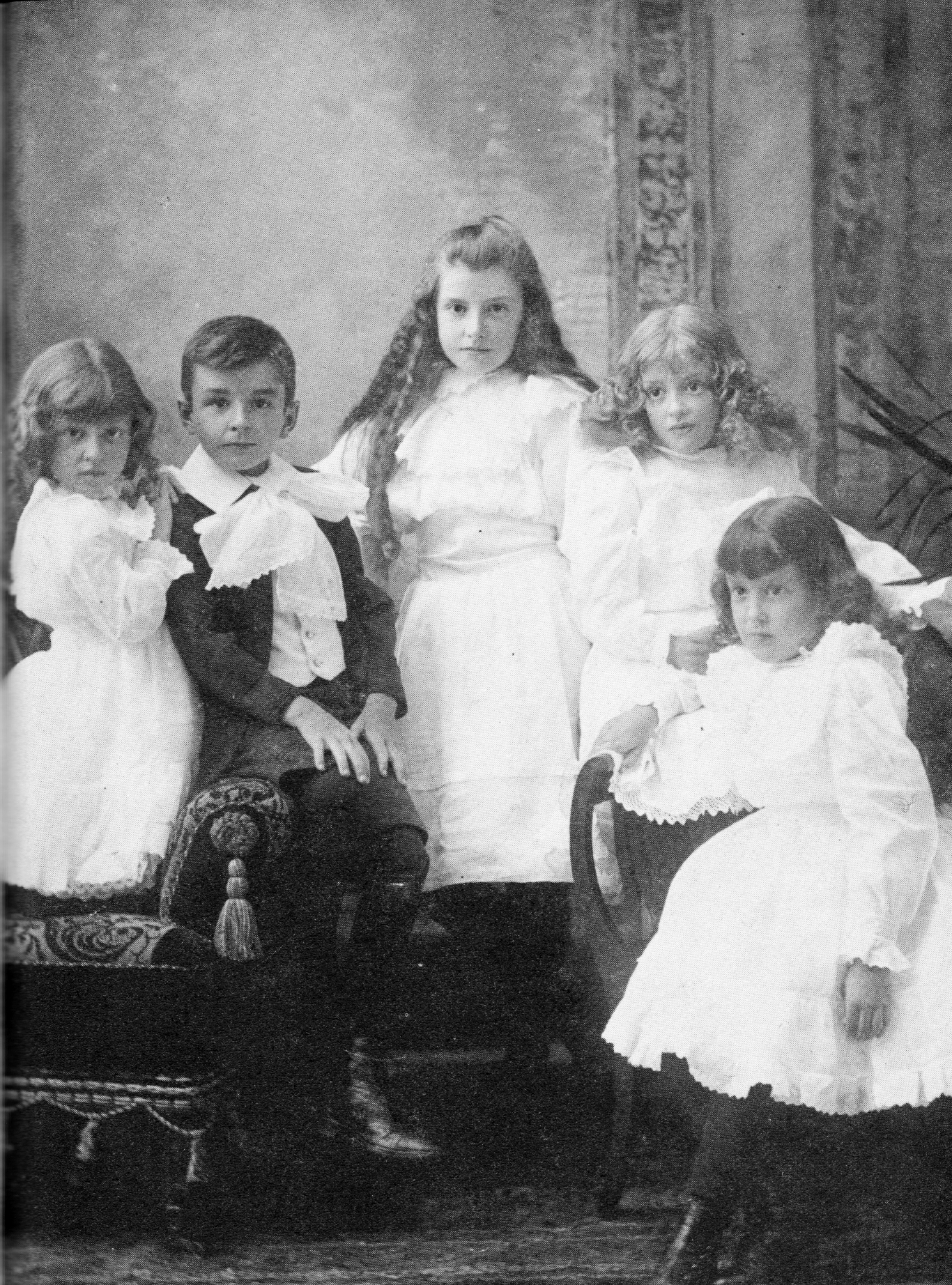
Maurice Duplessis et ses sœurs Marguerite, Jeanne, Étiennette et Joséphine-Gabrielle, 1897.

Maurice Le Noblet Duplessis, généralement appelé Maurice Duplessis, né le 20 avril 1890 à Trois-Rivières et mort le 7 septembre 1959 à Schefferville, est un avocat et homme politique québécois. Il est premier ministre du Québec et procureur général de la province de 1936 à 1939 puis de 1944 à 1959. Conservateur, nationaliste, anticommuniste et chrétien catholique, il domine avec son parti, l'Union nationale, la scène politique québécoise des années 1930 aux années 1950.
Il est le fils de Nérée Duplessis, conseiller juridique pour l'évêché de Trois-Rivières, juge de la Cour supérieure, député conservateur de Saint-Maurice et maire de Trois-Rivières. Maurice Duplessis étudie le droit à Université Laval à Montréal et devient avocat au Barreau du Québec en 1913. Il rentre dans sa ville natale de Trois-Rivières pour exercer le droit et gagne en notoriété.
Candidat du Parti conservateur du Québec (PCQ) dans la « forteresse libérale » de Trois-Rivières aux élections provinciales de 1923, il est élu aux élections de 1927 et de 1931. Habile orateur et homme politique, il succède à Camillien Houde comme Chef de l'opposition officielle à l'Assemblée législative du Québec en 1933. Duplessis forme une coalition électorale avec l'Action libérale nationale (ALN) aux élections de 1935 pour tenter de défaire le libéral Louis-Alexandre Taschereau, solidement installé au pouvoir depuis 1920. C'est toutefois en grande partie grâce au Comité des comptes publics que Duplessis entraîne, en 1936, la chute du gouvernement Taschereau, accusé de corruption.
Initialement en concurrence avec Paul Gouin, dirigeant de l'Action libérale nationale, Maurice Duplessis devient rapidement la figure prééminente de la coalition PCQ-ALN. De ce fait, le Parti conservateur se dissout et la plupart des députés de l'ANL rejoignent celui que l'on surnommera le « Chef ». Un nouveau parti, l'Union nationale, est alors formé pour l'élection de 1936 : les unionistes y triomphent et Maurice Duplessis devient premier ministre du Québec pour la première fois. Son premier mandat est notamment marqué par l'antisyndicalisme et la lutte contre le communisme. Il devient aussi bâtonnier du Québec, c’est-à-dire le président de l’Ordre des avocats du Québec, de 1937 à 1938. Le mandat de Duplessis à la tête de l’État québécois est toutefois de courte durée puisqu’il est défait par le libéral Adélard Godbout en 1939, lors d'élections anticipées se déroulant dans le contexte de l'entrée du Canada dans la Seconde Guerre mondiale.
En 1944, l'opposition généralisée à la conscription et le plébiscite de 1942 au Québec entraînent le retour au pouvoir de l'Union nationale. Le second mandat de Maurice Duplessis dure quinze ans et quatre législatures, durant lesquelles son gouvernement fait de la défense du champ de compétences provinciales, le maintien du rôle de l'Église catholique dans les domaines de l'éducation et la santé et l'obstruction aux réformes keynésiennes mises de l'avant par le gouvernement du Canada ses priorités. Le second gouvernement Duplessis est aussi connu pour son conservatisme, son autoritarisme, son système clientéliste de grande ampleur, son antisyndicalisme et sa lutte contre le communisme ainsi que contre les Témoins de Jéhovah. Partisan du libéralisme économique et opposant de l'État-providence, Maurice Duplessis préside à une période de forte croissance économique, notamment grâce au développement de la Côte-Nord. Ses adversaires lui reprochent toutefois un capitalisme sauvage s'appuyant sur le clientélisme et les capitaux étrangers ainsi qu'une opposition à la mise en place de programmes sociaux.
Maurice Duplessis meurt en fonction le 7 septembre 1959, à l’âge de 69 ans, des suites d'une hémorragie cérébrale, alors qu'il visitait la ville minière de Schefferville. Moins d'un an après sa mort, les libéraux de Jean Lesage remportent les élections de 1960 et ouvrent la voie à l’avènement de la Révolution tranquille. Cette période aurait mis fin à la « Grande Noirceur » qui aurait caractérisé le long règne de Maurice Duplessis à la tête du Québec. Bien qu'encore courante, cette interprétation est aujourd'hui remise en question par d'autres perspectives historiographiques, laissant place à un portrait plus nuancé des années du duplessisme.

## Biographie

### Enfance et formation

#### Un foyer«modeste, sobre et pieux»
Maurice Le Noblet Duplessis naît à Trois-Rivières le 20 avril 1890. Il est le fils de Nérée Le Noblet Duplessis, avocat, juge de la Cour supérieure, député conservateur à l'Assemblée législative et maire de Trois-Rivières de juillet 1904 à avril 1905, et de Berthe Genest,,. Son père provient d’une famille de cultivateurs de Yamachiche, village du comté de Saint-Maurice. La mère de Maurice Duplessis est la fille de Laurent-Ubald Genest, greffier de Trois-Rivières, et de Emma MacCallum de Montréal, aux ascendances écossaise et irlandaise. Ces origines anglo-saxonnes feront en sorte que le futur premier ministre du Québec sera toujours « bien disposé envers les anglophones ». Il dira même, à la blague, qu'il est en partie « un des leurs ».
À la fin du XIXe siècle, les Duplessis de Trois-Rivières sont des habitués des milieux politiques et religieux de la région. Plus particulièrement, on les retrouve dans les cercles des sympathisants conservateurs et ultramontains. Des assemblées politiques sont régulièrement tenues à leur domicile et on y débat des différentes affaires publiques du moment. Parmi les invités, on retrouve de nombreuses figures influentes de l'époque, notamment Louis-Olivier Taillon, Edmund James Flynn, Joseph-Mathias Tellier, Louis-Philippe Pelletier et Thomas Chapais. Le père, Nérée Duplessis, un homme très croyant, est un collaborateur de longue date de l’évêque de Trois-Rivières, Mgr Louis-François Laflèche, agissant à titre de conseiller juridique pour l'évêché. Les liens qui unissent les hommes sont très étroits, et lorsque Nérée Duplessis décide de se présenter comme candidat conservateur dans Saint-Maurice en 1886, Mgr Laflèche lui donne son appui avec enthousiasme. Il le désigne comme son « homme de confiance à l’Assemblée législative ». C'est au cours d'un discours tenu devant une assemblée de partisans, pendant la campagne électorale de 1890 que Nérée Duplessis apprend la naissance de son fils, mis au monde par le docteur Éphrem Panneton, un ami de la famille. L'enfant est baptisé quelques mois plus tard par Mgr Laflèche en personne, et il sera appelé Maurice – prénom choisi par le père, en l’honneur de sa circonscription électorale de Saint-Maurice.
Maurice Duplessis grandit dans le quartier Sainte-Cécile à Trois-Rivières (où il fera plusieurs de ses discours électoraux, entre autres à l'aréna Laviolette) dans un foyer modeste, sobre et pieux. Seul garçon de la famille, il est le deuxième de cinq enfants. Son père est un chef de famille bienveillant mais distant, « attitude qui, en ces temps et lieux, était considérée propre aux affaires de l'Église, de l'État, de la famille et des corporations ». Les quatre filles issues du couple Duplessis-Genest sont Marguerite, Jeanne, Étiennette et Joséphine-Gabrielle.
En 1898, il quitte sa ville natale pour aller étudier à Montréal, au collège Notre-Dame, alors tenu par les religieux de Sainte-Croix. Le jeune garçon y fait la connaissance du frère André, portier du collège, qui en retour se prend d’affection pour lui,. Il confie notamment au jeune garçon la responsabilité d'aller chercher les étudiants qui désirent s'adresser au recteur. C’est à son contact que Duplessis développe son culte de saint Joseph – une dévotion personnelle qu’il conservera toute sa vie et qui influencera parfois même ses choix politiques. Excellent élève et vif d’esprit, il remporte régulièrement des prix et des distinctions en français, en histoire, en latin et en philosophie. Pourtant, malgré ses brillants résultats et son caractère studieux, il n’en est pas moins taquin et espiègle. En effet, il joue volontiers des tours à ses camarades, pour la plupart des fils de cultivateurs, mais aussi à ses sœurs, cachant leurs vêtements, leurs oreillers, attachant des lits de manière à les faire s'écrouler dès qu'on s'y couche, lançant des seaux d'eau, des tartes, des petits pains et d'autres projectiles,.

#### La politique dans le sang
En 1902, à l'âge de douze ans, Maurice Duplessis est transféré au Séminaire de Trois-Rivières pour y suivre son cours classique. Son intérêt pour la politique se manifeste très tôt, apprenant par cœur des dates, des résultats et des faits de la politique québécoise et canadienne. Alors qu'il fréquente le cercle oratoire et la Société Saint-Thomas-d'Aquin du collège, il se démarque dans les débats de classes et en rhétorique. Il ne s'intéresse que très peu au sport. Il n'en pratiquera d'ailleurs aucun durant sa vie, à l'exception du croquet. À sa première année au séminaire de Trois-Rivières, Duplessis se classe douzième sur quarante-huit élèves. Il passe à la vitesse supérieure lors de ses deux dernières années, terminant premier de sa cohorte et méritant des prix en histoire, en théologie, en latin et en grec, en rhétorique ainsi qu'en composition française et anglaise. Très tôt, au sein d'envolées que son biographe Conrad Black qualifie « d'apologies aussi extravagantes que peu convaincantes des fondateurs du Canada français », il exprime tout l'attachement et l'admiration qu'il voue à ses racines et à sa foi catholique :

« Combien beau et méritoire était l'acte qui avait pour but l'établissement du catholicisme sur des terres inexplorées au sein de nations barbares plongées dans les forêts ténébreuses de l'idolâtrie ! Ah ! La mer, mesdames et messieurs, n'a pas toujours été cette étendue limpide d'eau dans laquelle se reflètent les rayons lumineux d'un soleil resplendissant ; ces vagues n'ont pas toujours été onduleuses et d'aspect symétrique sur lesquelles voguaient en une douce tranquillité d'antiques et fragiles vaisseaux. Que d'audace il a fallu pour s'aventurer vers ces immensités pélagiques en légère caravelle...À la lumières de ses actions glorieuses, osez me dire que Louis Hébert n'était pas un grand chrétien, qu'il n'était pas un amant dévoué et passionné du fleurdelisé. »

Cette admiration pour Louis Hébert, l'un des premiers colons de la Nouvelle-France, laisse déjà entrevoir un « sentiment de vénération pour la vie rurale » chez le jeune Maurice Duplessis : « Louis Hébert avait compris qu'avec l'honnête et bonne fortune de posséder la santé de l'âme et du corps, la vie aux champs apportait le vrai bonheur […] Malheureusement, de nos jours […] la campagne se voit délaissée par des légions de jeunes hommes forts et vigoureux qui la quittent pour aller encombrer les bureaux de grandes villes. » Duplessis n'oublie pas ses racines paysannes, lui qui passe ses vacances d'été sur la ferme de son grand-père, à Yamachiche.
Pendant son adolescence et jusqu'au début de la vingtaine, Maurice Duplessis se prépare à la vie publique en aidant à l'organisation politique auprès de J.A. Barrette, député conservateur de Berthier. Il suit aussi son père dans ses campagnes électorales et dans ses assemblées un peu partout à travers la région. Alors qu'il avait à peine dix ans, il s'était déjà exprimé lors d'assemblées publiques et avait été au contact des électeurs. Le jeune Duplessis manifeste alors un intérêt pour les aspects plus pratiques et moins théoriques de la politique. Toutefois, même si la vie publique était attrayante, l'influence du frère André se fait sentir puisqu'il est également attiré par l'Église. Mais les rigueurs de la soutane lui paraissaient trop contraignantes, et il avouera de lui-même à sa secrétaire quelques années plus tard : « le sacerdoce, c'est trop pour moi ». Conrad Black dresse le portrait d'un jeune Maurice Duplessis déterminé :

« Sa vie sociale était orientée en fonction de la vocation qu'il s'était choisie. Ses lectures, beaucoup plus nombreuses qu'il ne voulait l'admettre plus tard lorsqu'il s'adressait à des ouvriers et à des gens de la campagne, étaient plutôt de nature à le renseigner sur la vie publique qu'à le distraire. Il n'avait pas de passe-temps et en dehors de la politique, ses seules distractions de jeunesse furent le baseball professionnel (il aimait en mémoriser les statistiques presque autant que celles se rapportant à la politique) et, de temps à autre, l'opéra. »

Au début du XXe siècle, un engouement nationaliste traverse le Québec et la popularité de figures politiques telles qu'Henri Bourassa et Wilfrid Laurier se fait ressentir partout. Trois-Rivières et Duplessis n'y sont pas insensibles. Fortement influencé par sa famille et cette vague d'effervescence politique, Maurice Duplessis suit les traces de son père et s'engage vers le droit. Il n'est pas intéressé par les affaires, peut-être, estime Conrad Black, « parce qu'il savait que les Anglais y étaient fortement avantagés ». À l’automne 1910, il s’inscrit donc à la faculté de droit de l’Université Laval à Montréal (l'actuelle Université de Montréal). Cette voie, à l'époque, était le tremplin traditionnel vers la politique mais aussi vers les affaires. Pendant ses études, il se démarque par sa vivacité, son sens de la répartie, son franc-parler et son entregent,. Siégeant dans l'opposition, il est alors une vedette du « Parlement modèle » organisé par l'université. Maurice Duplessis fait son stage en droit chez Rodolphe Monty et Alfred Duranleau, deux conservateurs nationalistes et amis de la famille auprès desquels son père le réfère.

La famille de Maurice Duplessis
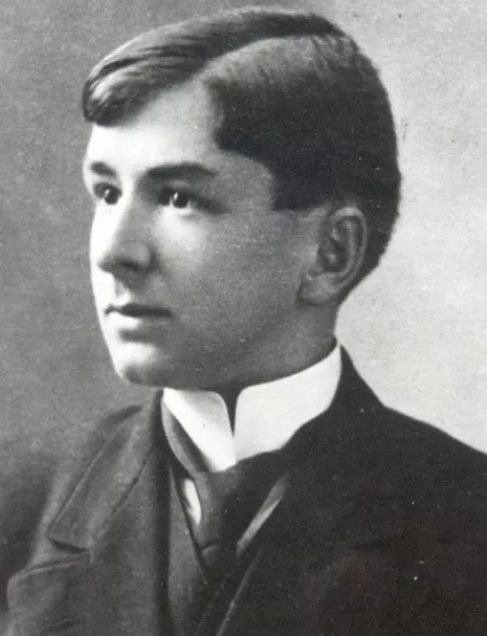
Maurice Duplessis en 1907.
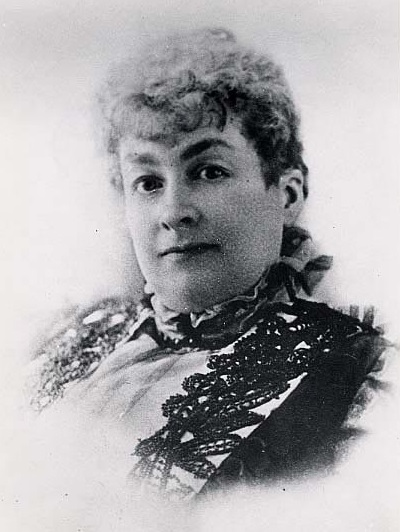
Berthe Genest, mère de Maurice Duplessis.
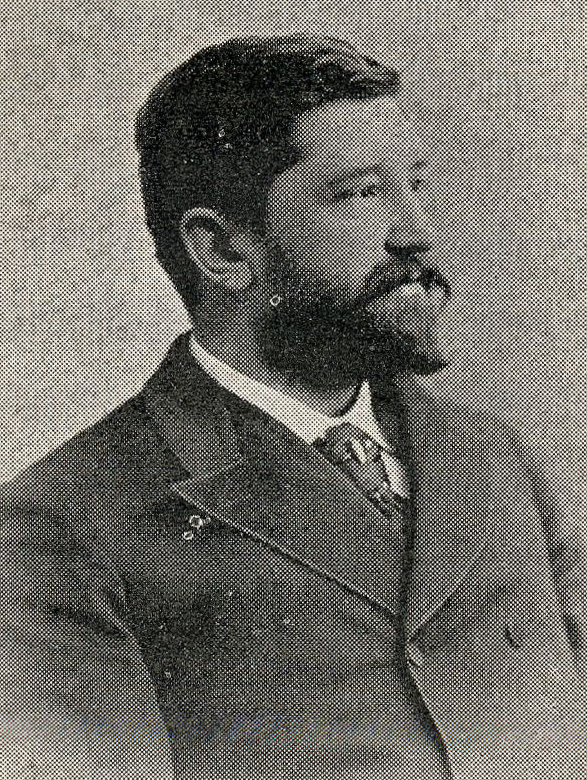
Nérée Le Noblet Duplessis, député conservateur de Saint-Maurice, juge à la Cour supérieure du Québec et père de Maurice Duplessis.
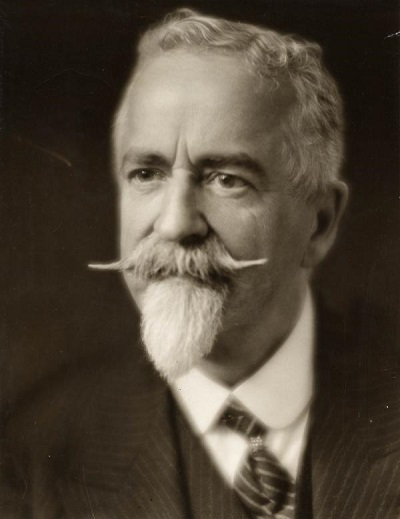
Samuel Genest, président de l'Association canadienne-française d’éducation de l’Ontario, activiste et oncle de Maurice Duplessis.
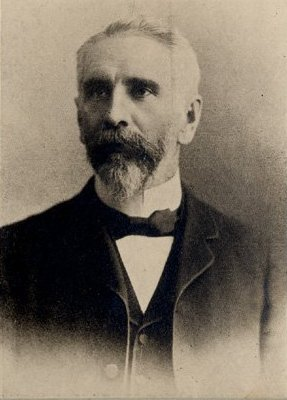
Richard-Stanislas Cooke, maire de Trois-Rivières, député libéral de Trois-Rivières et oncle de Maurice Duplessis.
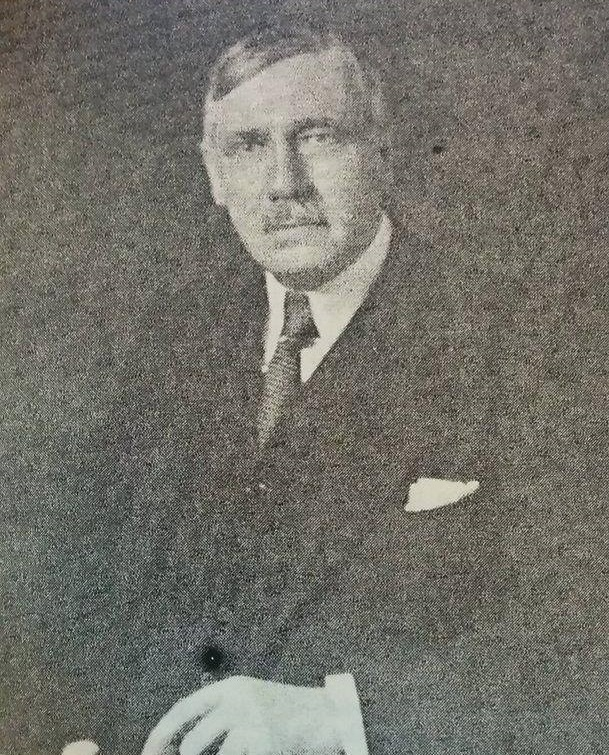
William-Pierre Grant, député libéral de Champlain et oncle de Maurice Duplessis.
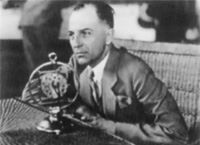
Jacques-Narcisse Cartier, cousin de Maurice Duplessis.

### Débuts professionnels et entrée en politique

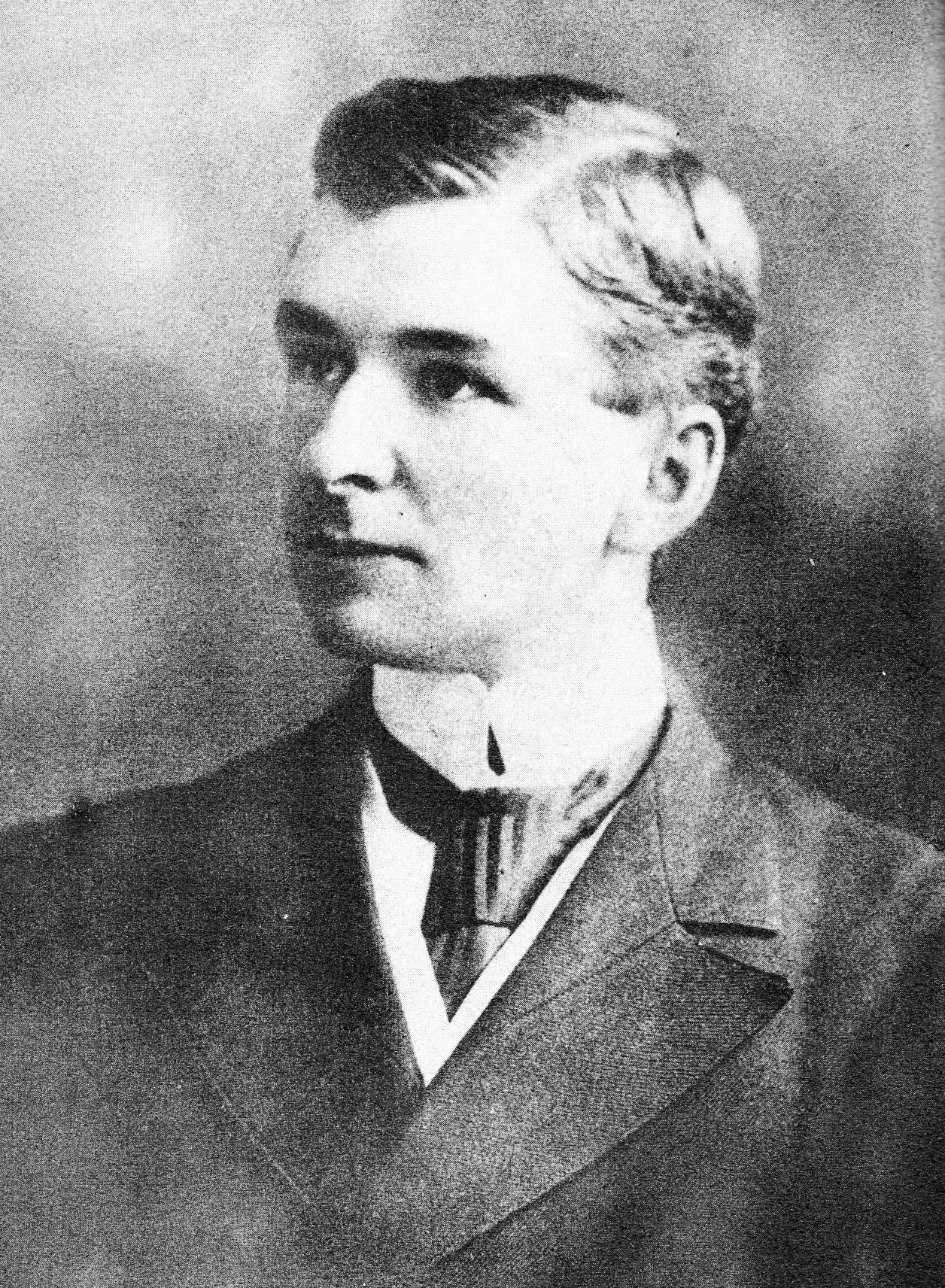
Maurice Duplessis en 1911.

#### Un jeune avocat bien en vue
Duplessis est reçu avocat au Barreau du Québec le 14 septembre 1913. Il retourne ensuite dans sa ville natale pour pratiquer le droit au sein du Barreau de Trois-Rivières, duquel il restera membre toute sa vie. Il s’associe alors à son père pendant peu de temps, jusqu'à ce que celui-ci soit nommé juge le 15 juin 1914. Il ouvre ensuite son propre bureau sur la rue Hart, derrière la demeure paternelle, avec son associé Édouard Langlois, un ancien camarade du Séminaire devenu le mari de sa sœur Gabrielle. Léon Lamothe, un autre avocat de Trois-Rivières, se joint au groupe et ils forment ensemble le cabinet Duplessis, Langlois & Lamothe, Avocats et Procureurs,. Le partenariat entre les trois hommes se maintient au moins jusqu'à tard dans les années trente.
Plus occupé par les affaires de droit civil que de droit criminel, Duplessis développe sa clientèle parmi les petites gens. Rapidement, il se fait une réputation d'avocat compétent, préparant ses causes consciencieusement, attirant une large clientèle grâce à ses plaidoyers efficaces. Sociable et dynamique, parcourant la ville à bord de sa voiture de luxe de marque Winton (achetée à crédit, au grand désarroi de son père), il devient vite une figure populaire à Trois-Rivières. Le jeune avocat s'implique dans les activités sociales de son milieu (notamment en s'occupant d'une équipe de baseball locale) et devient un habitué des tavernes à la mode. Son succès professionnel est toutefois obscurci par le décès de sa mère, Berthe Genest, en 1921.

#### Un siège à l'Assemblée législative

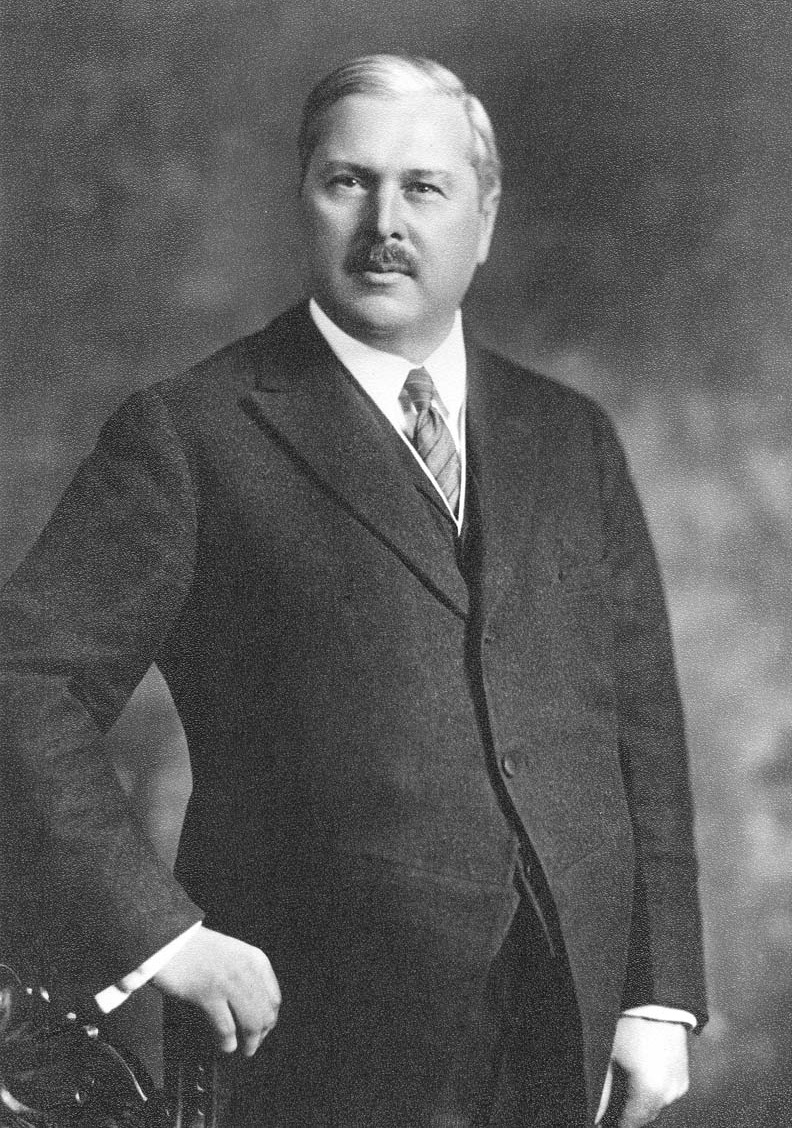
Arthur Sauvé, chef du Parti conservateur du Québec de 1916 à 1929 et père de Paul Sauvé, premier ministre du Québec successeur de Maurice Duplessis.

Malgré un début de carrière prometteur dans le domaine du droit, Maurice Duplessis ne perd pas de vue ses ambitions politiques. Il se présente une première fois comme candidat conservateur dans Trois-Rivières à l'élection québécoise de 1923, alors qu'il tente de déloger le libéral Louis-Philippe Mercier, récemment élu deux ans auparavant. Mercier mène une campagne féroce, jouissant d'une organisation libérale bien rodée, dirigée par son mentor, l'ancien maire de Trois-Rivières, Jacques Bureau. Maurice Duplessis compte plutôt sur les contacts de son père (notamment Louis-Olivier Taillon), la solidarité de ses confrères avocats et l'admiration de ses clients. Sa campagne est basée sur la critique d'un « mépris de l'autonomie provinciale » qu'il impute au premier ministre Louis-Alexandre Taschereau. Duplessis dénonce également une mauvaise gestion de la justice et discute des enjeux des boissons alcoolisées. Il fait venir des orateurs des quatre coins du Québec afin qu'ils se prononcent en sa faveur. Il invite même le chef de son parti, Arthur Sauvé, mais ce dernier, malade, ne peut se rendre à Trois-Rivières. Ne se faisant pas d'illusions, le jeune Duplessis sait qu'il ne risque pas de remporter la circonscription : il espère toutefois faire bonne figure afin de devenir le meneur de l'opposition dans la région.
Les deux candidats offrent finalement une course assez serrée, mais Mercier est élu par 1 612 voix contre 1 328 pour Duplessis. À l'échelle du Québec, les conservateurs essuient une nouvelle défaite alors que les libéraux de Taschereau forment un nouveau gouvernement majoritaire. Pour couronner le tout, le 25 avril suivant, Étiennette Duplessis, la sœur de Maurice, épouse Édouard Bureau, le fils de Jacques. Le 23 juin 1926, Nérée Le Noblet Duplessis, qui est affecté par le diabète depuis le début des années 1920, meurt à l'Hôtel-Dieu de Montréal. Les alliés comme les adversaires de cette éminente figure de Trois-Rivières viennent alors lui rendre hommage. Maurice Duplessis est très affecté par la mort de son père, qu'il admirait grandement et dont il espérait pouvoir venger les revers politiques de son vivant.
Lors de l'élection de 1927, il est prêt à se battre à nouveau. Cette fois, il a tout préparé et ne laisse rien au hasard. Son organisateur est Robert René, un marchand de chaussures « auquel on reconnaît du jugement et même de la psychologie ». Aidé par sa mémoire exceptionnelle des noms et des visages, Maurice Duplessis visite bon nombre de familles et contredit son opposant sans relâche lors d'assemblées publiques. Après une campagne serrée lui permettant de recueillir des appuis dans de nombreuses familles ouvrières et bourgeoises, il est finalement élu à 2 622 voix contre 2 496 pour son adversaire libéral Mercier. Sa majorité est faible – 126 voix – mais il s'agit de la première fois en 27 ans qu'un candidat conservateur réussit à remporter la victoire dans cette circonscription, considérée jusqu'alors comme une « forteresse libérale ». Debout sur le toit d'une voiture, face à ses partisans venus le féliciter pour sa victoire, Maurice Duplessis déclare prophétiquement : « Vous avez devant vous un futur premier ministre du Québec ». Il restait toutefois encore beaucoup de travail à faire car, malgré sa victoire à Trois-Rivières, Maurice Duplessis doit faire face à une nouvelle majorité libérale à l'Assemblée législative.

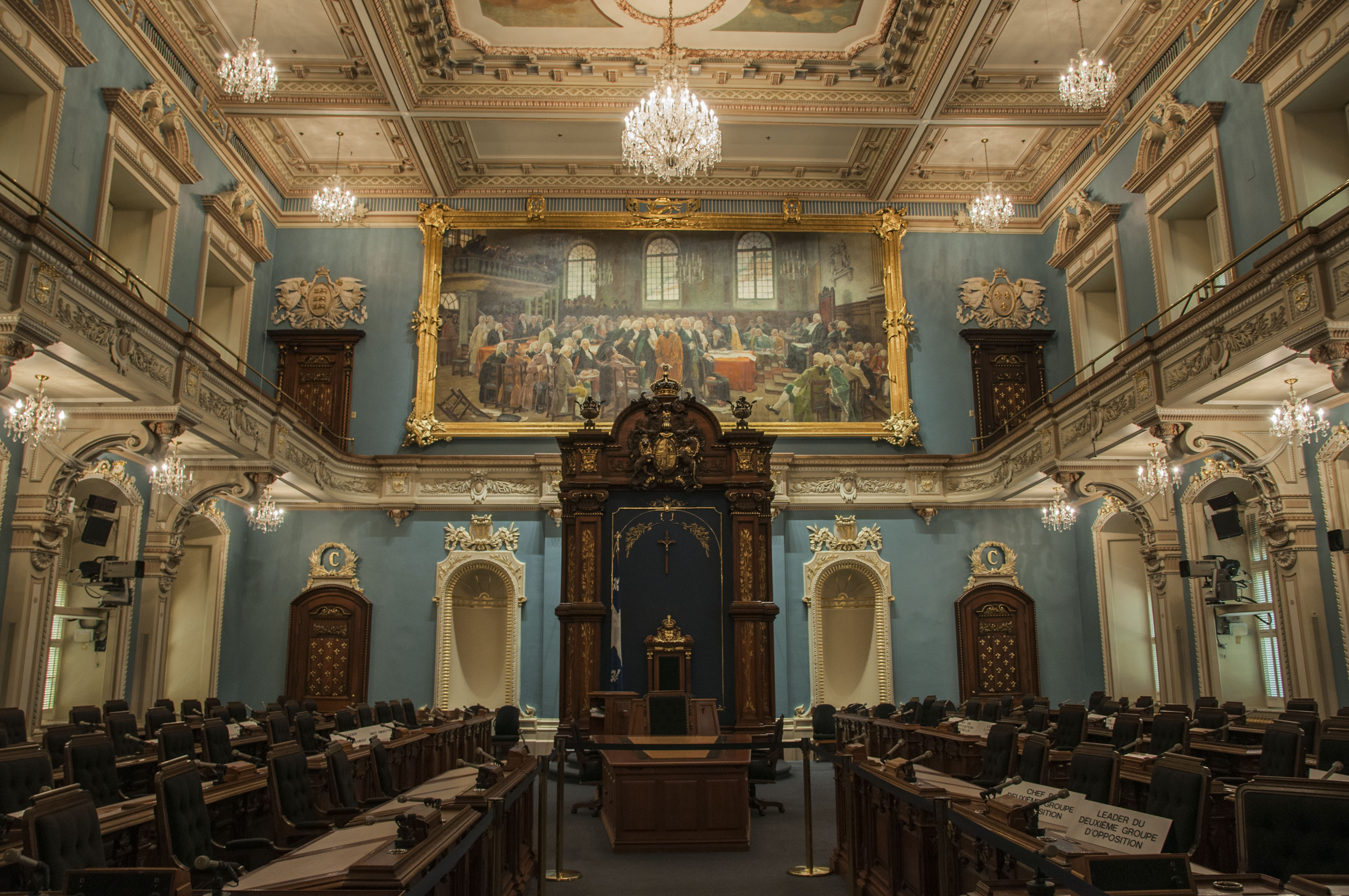
Le Salon bleu de l'Assemblée nationale du Québec. En 1927, 85 députés siègent au parlement québécois. Trois-Rivières est la plus vieille circonscription québécoise et existe électoralement depuis 1792.

Lorsque la session parlementaire s'ouvre, le 10 janvier 1928, Maurice Duplessis siège donc dans l'opposition. À l'époque, l'Assemblée nationale ne siège que deux mois par année, ce qui permet aux candidats de passer plus de temps dans leur circonscription. Ce mode de fonctionnement est loin de déplaire à Duplessis, qui résume ainsi ses priorités : « Les Trois-Rivières d'abord ; les Trois-Rivières ensuite ; les Trois-Rivières toujours ». Durant son premier mandat, il demande un inventaire de l'industrie forestière (on soupçonne à l'époque que les forêts sont surexploitées), un arrêt de l'augmentation des taxes, la réorganisation de la police provinciale ou encore la mise en place de lois visant à préserver le caractère religieux du dimanche. Duplessis réclame également que l'aménagement des routes tienne mieux compte des besoins des agriculteurs et des commerçants.

Brillant orateur usant de ses connaissances en droit pour éplucher les textes de loi, Maurice Duplessis devient rapidement une figure incontournable de l'opposition. Au caucus conservateur des 9 et 10 juillet 1929, alors qu'Arthur Sauvé démissionne de son poste de chef, on espère même que le jeune avocat brigue la chefferie du parti. Ce dernier considère toutefois que son heure n'est pas encore arrivée. C'est finalement Camillien Houde, le maire de Montréal, qui prend la tête du Parti conservateur du Québec. Cumulant désormais les fonctions de chef de l'opposition et de maire, il doit souvent s'absenter de l'Assemblée législative, ce qui permet à Duplessis d'exercer un important leadership au sein de l'hôtel du Parlement.

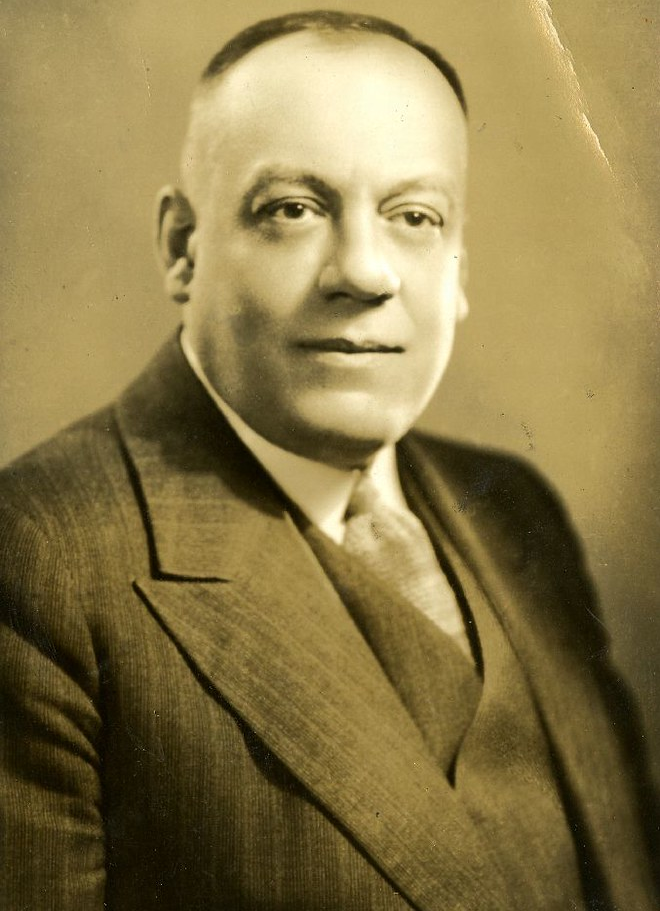
Camillien Houde, avant-dernier chef du Parti conservateur du Québec de 1929 à 1931, quadruple maire de Montréal et dissident politique.

Dans son discours de départ, Arthur Sauvé, le chef sortant, donne une idée de l'état de sa formation politique à l'époque : « Je souhaite à mon successeur de rétablir l'ordre dans nos rangs ravagés ». Bien que la relation entre Houde et Duplessis soit cordiale, ce dernier n'a pas beaucoup confiance en ce nouveau chef, que Conrad Black qualifie d'« impétueux, prolixe et fanfaron ». Duplessis confie ses pensées à un certain Antonio Barrette, qui est à l'époque un jeune délégué de Joliette : « Vous allez voir Houde monter jusqu'au sommet de la colline, mais rendu là, il va redescendre sur l'autre pente ». Black met en lumière l'attitude de Duplessis vis-à-vis de Camillien Houde, nous offrant du même coup un aperçu de l'univers idéologique du député trifluvien :

« Maurice Duplessis était à bien des points de vue fondamentalement conservateur ; il se méfiait de ce qui flamboyait et doutait de ce qui était improbable. La famille était importante pour lui. Il aimait aussi qu'un homme sache respecter la procédure. Pour lui, Camillien Houde était un homme désorganisé qui avait fait faillite à maintes reprises, qui n'appartenait à aucun milieu, n'avait ni famille ni profession, qui, sauf en ce qui concernait son éloquence de carrefour, était inexpérimenté en tout, indiscipliné et superficiel. Il était certain que Houde, gros homme bruyant et inefficace, ne serait pas de taille à se mesurer au rusé, magistral et minutieux Taschereau. »

La suite des choses semble donner raison à Maurice Duplessis puisque l'élection générale de 1931 est une nouvelle débâcle pour le Parti conservateur du Québec : les libéraux de Taschereau sont à nouveau reconduits au pouvoir au sein d'un gouvernement majoritaire (79 sièges contre 11 pour les conservateurs). Camillien Houde perd dans sa propre circonscription (Sainte-Marie), à Montréal. À Trois-Rivières, Maurice Duplessis sera quant à lui réélu de justesse à 3 812 voix contre 3 771 pour son adversaire libéral Louis-Philippe Bigué – une majorité de seulement 41 voix. Cette nouvelle défaite électorale du Parti conservateur lui fait envisager plus sérieusement d'en briguer la chefferie.

### Chef de l'opposition et premier ministre du Québec

#### Duplessis à la tête de l'opposition
En 1931, Camillien Houde perd les élections municipales montréalaises et doit céder son poste de maire à Fernand Rinfret. Il n'est donc plus élu, ni au niveau municipal, ni au niveau provincial. Lorsque le premier ministre Taschereau apprend la nouvelle, il annonce que « ce résultat signifie la fin du houdisme ». Après avoir tenté de contester le résultat des élections provinciales, les conservateurs dénonçant une panoplie d'irrégularités, Houde démissionne de son poste de chef du Parti conservateur du Québec le 19 septembre 1932. À sa demande, c'est le député Charles Ernest Gault qui assure l'intérim. Il s'agit là d'un véritable affront pour Maurice Duplessis. Ce dernier ne tarde toutefois pas à prendre les rênes du parti, alors qu'il ravit l'intérim à Gault et entre en Chambre comme chef de l'opposition dès janvier 1933. Entre-temps, Duplessis est créé Conseiller du roi le 30 décembre 1931, un titre honorifique décerné à certains juristes éminents du Commonwealth.

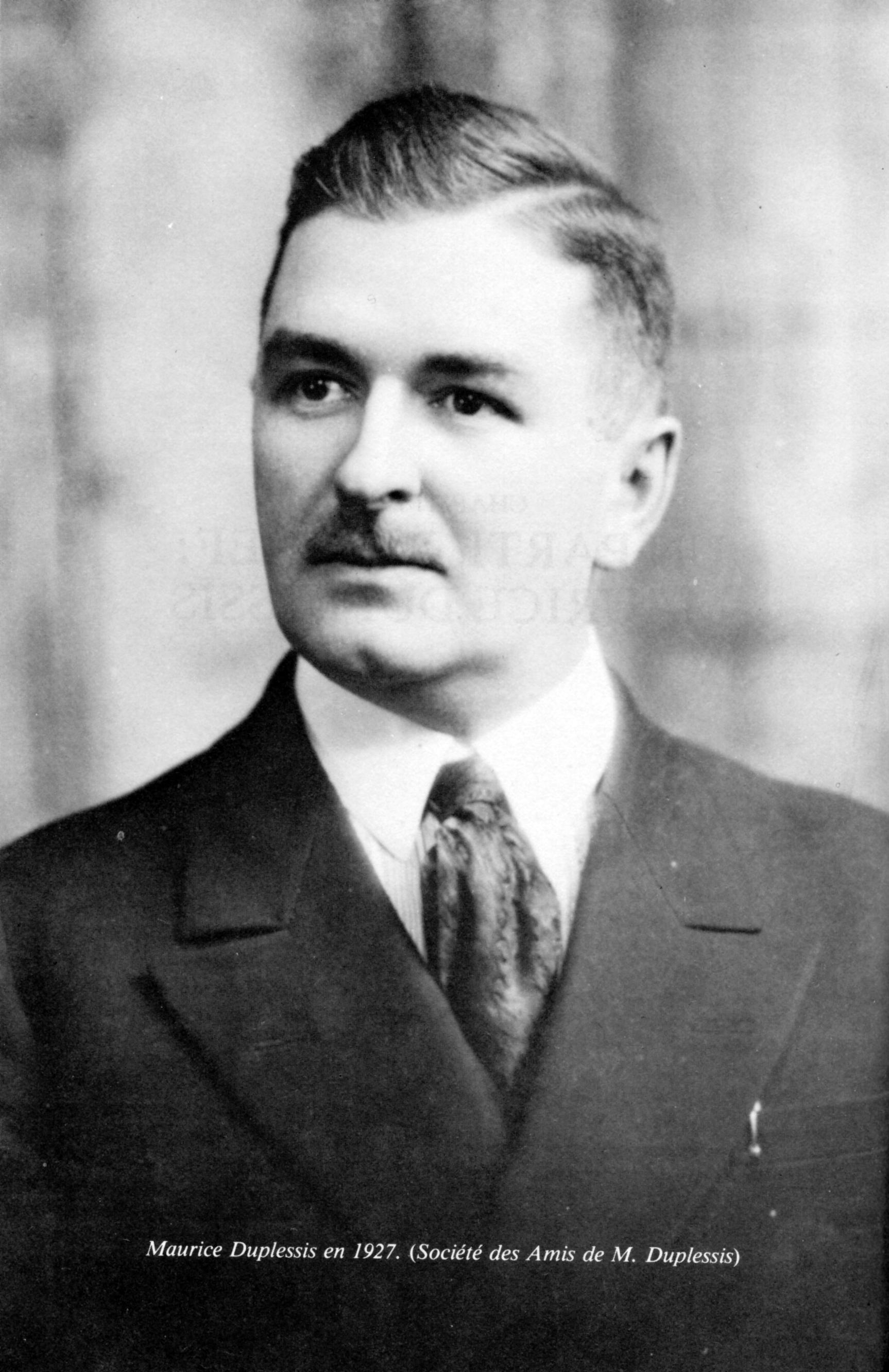
Maurice Duplessis, député de Trois-Rivières, 1927.

C'est en octobre 1933 que Maurice Duplessis convoque un congrès, à Sherbrooke, pour élire un nouveau chef. En pleine Grande Dépression, le caucus conservateur le choisit comme successeur de Houde, alors que le trifluvien défait Onésime Gagnon, député de Dorchester, à 332 voix contre 214,. Sept des dix députés conservateurs élus à l'Assemblée ainsi que tous les ministres fédéraux du Québec, à l'exception de Maurice Dupré, partenaire professionnel de Gagnon, ont alors donné leur appui à Maurice Duplessis, qui monte en puissance.
Le nouveau chef du Parti conservateur du Québec est accueilli en héros à Trois-Rivières et Québec. Dans la capitale nationale, Duplessis rencontre le cardinal Jean-Marie-Rodrigue Villeneuve, l'évêque anglican Williams, le lieutenant-gouverneur du Québec Henry George Carroll ainsi que le maire de la ville, Henri-Edgar Lavigueur. Il n'a toutefois pas que des sympathisants. Le chef sortant, Camillien Houde, déclare, à l'intention des duplessistes : « Je périrai ou ils périront ». Dans la presse, il surenchérit : « M. Gagnon a tort de se rallier. Quant à moi, je me considère libre d'adhérer à tout mouvement sérieux qui pourrait être tenté pour nous débarrasser, dans Québec, des deux partis politiques qui perpétuent l'idée que la force prime le droit. » Cette déclaration quelque peu prophétique est révélatrice de l'animosité entre Maurice Duplessis et Camillien Houde. Les deux hommes deviennent des ennemis politiques et ne se réconcilient qu'une dizaine d'années plus tard,.

Maurice Duplessis ne perd pas de temps à se mettre au travail. Dans sa réplique au discours du Trône de Louis-Alexandre Taschereau, il passe à l'offensive, condamnant sans relâche les politiques du premier ministre libéral. Plus précisément, il critique la surcapitalisation, un désordre dans l'industrialisation et l'exploitation des ressources, une iniquité vis-à-vis des municipalités, des affrontements inutiles avec le fédéral ainsi qu'un manque de considération pour les traditions. De manière plus générale, pour reprendre les termes de Conrad Black, Duplessis veut mettre en lumière la « lassitude et l'immobilité caractéristiques d'un gouvernement au pouvoir depuis trop longtemps ». 

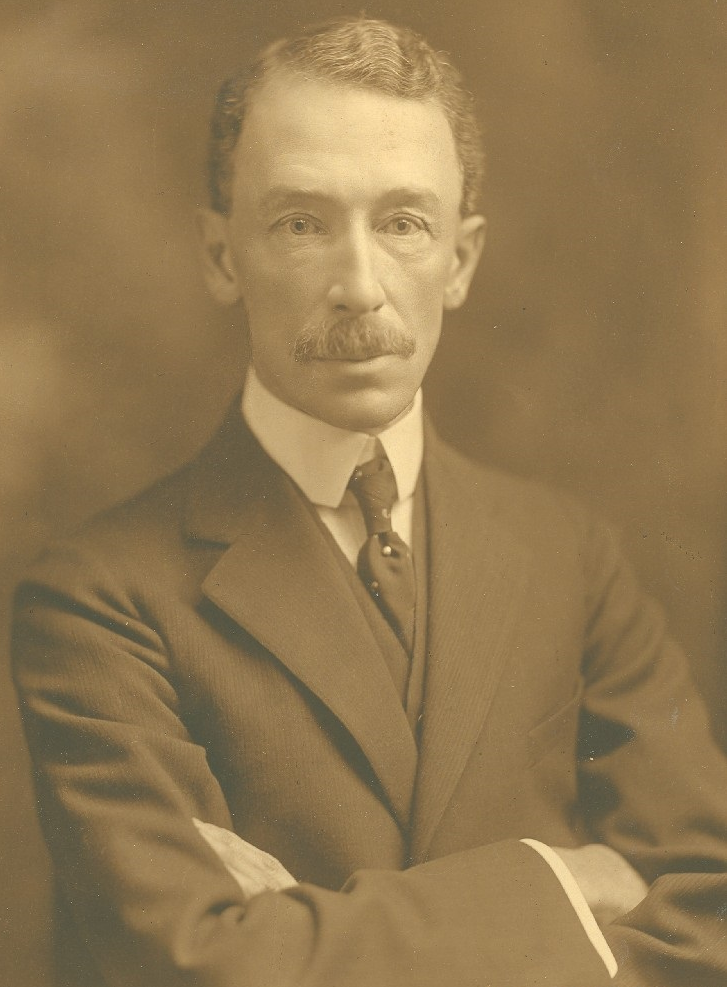
Louis-Alexandre Taschereau, chef du Parti libéral du Québec et premier ministre du Québec de 1920 à 1936.

Maurice Duplessis et ses conservateurs ne sont pas les seuls insatisfaits du régime de Taschereau. En effet, même dans les rangs du premier ministre, une opposition commence à pointer le bout du nez. Certains libéraux nationalistes sont déçus de la manière dont leur chef gère la crise économique des années 1930. Menés par Paul Gouin, ces dissidents finissent par claquer la porte du Parti libéral et fondent l'Action libérale nationale (ALN) en 1934. Ce nouveau parti politique compte notamment dans ses rangs Philippe Hamel, Joseph-Ernest Grégoire et Oscar Drouin. Le 28 juillet 1934, il fait paraître son programme dans les journaux francophones. L'ALN préconise la colonisation, l'exploitation rurale et le corporatisme. Dans le contexte de la Grande Dépression, on insiste sur l'importance du développement agricole : «...l'œuvre de restauration économique se ramène principalement à une œuvre de restauration rurale, basée sur l'agriculture familiale et la coopération. C'est pourquoi nous plaçons, à la base même de notre plan d'action, les réformes agraires. » L'ALN critique également les trusts, notamment dans le domaine de l'énergie, et propose de nationaliser les compagnies hydroélectriques.
Initialement, Maurice Duplessis était défavorable à la création d'une tierce formation politique. Le chef conservateur est sans équivoque quant aux nombre de partis au Québec : « Deux suffisent, un bon et un mauvais ». Duplessis est alors concentré sur les élections provinciales de 1935, qui arrivent à grands pas. Il commence sa tournée provinciale le 17 juin 1934, dans la circonscription d'Antonio Élie, un député conservateur du comté de Yamaska et éleveur de renards ayant remporté le trophée du Mérite agricole. C'est chez ce champion du monde rural que Maurice Duplessis donne un discours qui laisse entrevoir tout l'attachement qu'il voue à la tradition et toute la méfiance qu'il cultive vis-à-vis de la modernité, comme le souligne Conrad Black :

« Duplessis accusa Taschereau de tous les crimes inhérents à une industrialisation désordonnée. On avait accordé la priorité à des projets d'exploitation hydro-électrique plutôt qu'à l'industrie agricole. La colonisation était presque mise en rancart dans la ruée vers l'urbanisation. On avait négligé le fermier pendant qu'on accordait toujours plus de privilèges aux industriels étrangers et corrompus, on n'avait offert aucune compensation aux éleveurs de renards (comme Élie ; le marché des fourrures avait pratiquement disparu au début des années 1930), pas plus qu'on n'avait offert de crédit agricole ou de programme d'électrification rurale et l'assistance offerte aux vieilles paroisses, qui formaient l'armature morale et sociale du Québec, était bien insuffisante. La terre, l'Église et la culture — tout ce qui était patriotique, divin et traditionnel — était jeté par-dessus bord pour faire place à l'urbanisation, à la spéculation et au matérialisme déshumanisant. Et parmi les masses grouillantes des villes, la prudence, la pratique religieuse et la foi, tout ce qui était honnête et digne était balayé par la frivolité, le libertinage, le désordre, l'alcoolisme et le manque de respect envers Dieu et l'État. »

Durant cette tournée pré-électorale, Duplessis s'attaque frontalement aux intérêts économiques étrangers dans la province. Il reproche à Taschereau d'avoir favorisé des chaînes de supermarchés en leur accordant des crédits de taxe tandis que des épiciers indépendants sont acculés à la faillite. Il dresse le même bilan en ce qui concerne les ressources naturelles, qu'il considère comme étant souvent utilisées au détriment des Québécois car elles sont monopolisées par des compagnies étrangères. Le chef conservateur n'est pas le seul à dresser un tel bilan de la gestion économique du Québec. L'Action libérale nationale, dont le programme s'inspire de l'École sociale populaire des Jésuites, tire les mêmes conclusions. Deux semaines avant l'élection provinciale de 1935, le Parti conservateur du Québec de Duplessis et l'ALN de Paul Gouin s'entendent pour former une coalition : c'est l'« Alliance Gouin-Duplessis », aussi désignée sous le nom d'« Union nationale ». Les deux partis se partagent alors les circonscriptions afin d'éviter que leurs candidats ne s'affrontent.

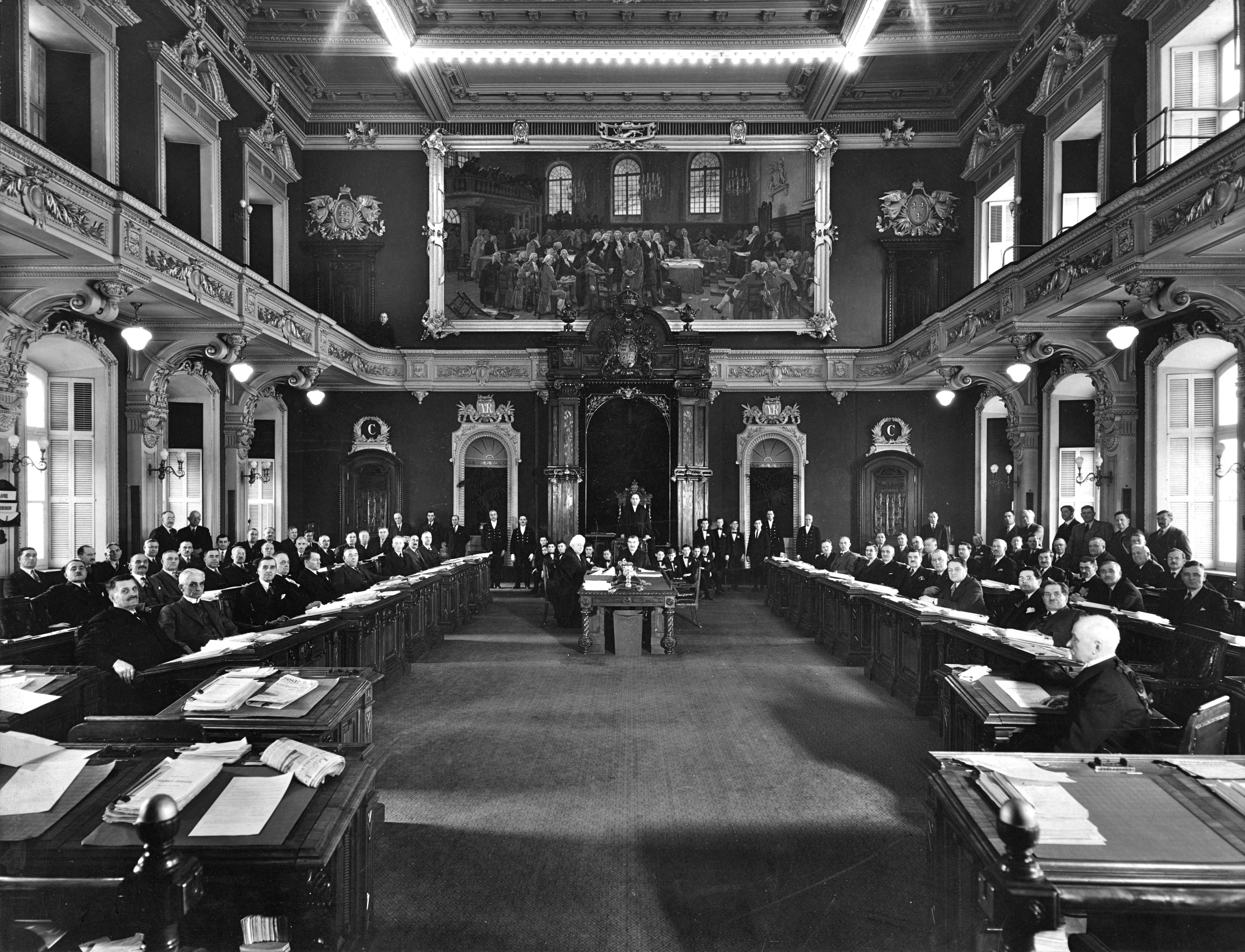
L'Assemblée législative du Québec, en date du 5 avril 1933. Assis à la première rangée à droite, troisième à partir du fond, Duplessis fait directement face à Taschereau.

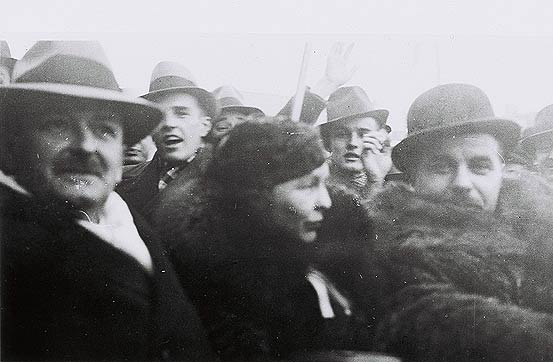
Maurice Duplessis, chef du Parti conservateur, et Paul Gouin, chef de l'Action libérale nationale lors d'une réunion politique à Québec en 1935.

En novembre 1935, la coalition entre les conservateurs et l'ALN semble avoir le vent dans les voiles. Le gouvernement libéral s'essouffle, attaqué de toutes parts par une opposition qui lui reproche toujours une complaisance vis-à-vis des trusts et des compagnies étrangères et embarrassé par des soupçons de corruption. Lorsque l'Union nationale organise une assemblée au marché Saint-Jacques le 19 novembre 1935, la seule mention de Louis-Alexandre Taschereau suffit à provoquer des cris d'indignation. Le premier ministre a d'ailleurs de la difficulté à aller au bout de ses discours, alors que les assemblées libérales sont chahutées par des manifestants en colère. Alors que Le Devoir et L'Action catholique soutiennent l'« Union nationale », libéraux et unionistes luttent pour s'assurer le soutien du clergé. Le Haut clergé semble toutefois avoir choisi de botter en touche, voire de soutenir le pouvoir, alors qu'il interdit parfois à des prêtres de se prononcer en faveur de l'opposition.
La coalition formée par les conservateurs et l'ALN ne sera pas suffisante pour déloger Louis-Alexandre Taschereau. Ce dernier est réélu à la tête d'un gouvernement tout juste majoritaire, raflant 48 des 90 sièges disponibles. Le pouvoir des libéraux est toutefois ébranlé puisque le Parti libéral a 20 sièges de moins qu'en 1931. Le Parti conservateur fait élire 16 députés et l'ALN en fait élire 26. Quant à Maurice Duplessis, il est réélu dans sa circonscription, qu'il remporte par une majorité de 1 200 voix (sur environ 8 500 votes). Le chef conservateur, par sa fougue qui contraste avec le modération de Paul Gouin, exerce une forte influence sur la députation de l'Action libérale nationale. Après les élections, la majorité des députés de l'ALN rejoignent les conservateurs pour fonder l'Union nationale (UN), un nouveau parti politique qui n'allait pas tarder à faire sa marque sur le Québec.

#### L'Union nationale à la conquête de l'État
Maurice Duplessis passe à l'offensive lorsque s'ouvre la nouvelle session parlementaire. Au printemps 1936, le Comité des comptes publics déclenche une commission d'enquête visant à étudier la gestion des fonds publics par le gouvernement Taschereau. Plusieurs irrégularités sont alors mises en lumière, alors que des ministres et des fonctionnaires reconnaissent avoir utilisé l'argent des contribuables pour des dépenses personnelles. Antoine Taschereau, frère du premier ministre et comptable de l'Assemblée législative, est notamment forcé de démissionner après avoir admis empocher des intérêts sur des dépôts bancaires publics. Plusieurs autres scandales éclatent à la suite des révélations du Comité des comptes publics. Le plus notable est probablement celui des « culottes à Vautrin », alors qu'Irénée Vautrin ex-ministre de la Colonisation, admet avoir acheté un pantalon aux frais du ministère. Bien que l'incident puisse sembler anodin, Maurice Duplessis, appelé à interroger le gouvernement lors de l'enquête, en fait un véritable symbole de « la corruption du gouvernement Taschereau ». Il use de son excellente mémoire pour retenir les informations qu'on lui présente et met les libéraux dos au mur. Alors que les journaux rapportent les moindres détails de l'enquête et que les lecteurs s'en délectent, le Comité des comptes publics est un véritable tremplin politique pour le chef de l'opposition.
Le 11 juin 1936, Louis-Alexandre Taschereau préside son dernier conseil des ministres et présente sa démission au lieutenant-gouverneur du Québec. C'est Adélard Godbout qui prend la tête du gouvernement. Ce dernier fixe de nouvelles élections au 17 août 1936. L'Union nationale a le vent dans les voiles mais la coalition entre les conservateurs et les députés de l'Action libérale nationale est fragile. Paul Gouin et Maurice Duplessis ne s'entendent pas sur la séparation des circonscriptions électorales (une clause accordait alors de 25 à 30 circonscriptions aux conservateurs et une soixantaine à l'ALN). En effet, Duplessis, qui exerce une forte influence sur la députation de l'ALN, exige le deux tiers des circonscriptions aux conservateurs. Il l'obtient. Cette décision provoque une rupture entre les deux chefs : le 18 juin 1936, Paul Gouin publie un manifeste pour annoncer qu'il combattra à la fois les libéraux de Godbout et les conservateurs de Duplessis.
Quoi qu'il en soit, la campagne électorale de l'Union nationale est lancée en début juillet, et c'est à Baie-du-Febvre, dans sa Mauricie natale, que Maurice Duplessis décide de l'officialiser. Les unionistes ont alors pour objectif d'associer Adélard Godbout à l'héritage de Louis-Alexandre Taschereau, son prédécesseur. Ils disent alors vouloir « abattre le régime Taschereau-Godbout ». Cette manœuvre politique fonctionne, alors que l'Union nationale mine sérieusement la popularité du gouvernement libéral. Aux quatre coins de la province, les orateurs unionistes discréditent le pouvoir. Ils distribuent à coup de milliers d'exemplaire un pamphlet, Le Catéchisme des électeurs. Cette brochure aux allures de pamphlet, d’abord de 43 pages en 1935 puis de 122 pages en 1936, présentée sous forme de questions-réponses, s'attaque aux enjeux politiques du moment. On reproche encore aux libéraux d'avoir vendu le Québec aux intérêts étrangers, notamment dans le domaine de l'électricité. L'Union nationale ne manque pas non plus de rappeler les nombreux scandales concernant la gestion des fonds publics. Peu avant l'élection, Paul Gouin annonce qu'il ne présente pas de candidats et qu'il quitte temporairement la politique : Duplessis est seul à la tête des unionistes. Quelques jours avant les élections, il réussit à réunir des dizaines de milliers de partisans au stade de Montréal. Malgré des difficultés financières, l'Union nationale va au bout de sa campagne et triomphe. Le 17 août 1936, les unionistes écrasent les libéraux, alors qu'ils obtiennent 76 des 90 sièges et forment un gouvernement majoritaire : Maurice Duplessis est premier ministre du Québec. Sa victoire met fin à 39 années consécutives de règne libéral.

#### Le goût du pouvoir
Le premier mandat de Maurice Duplessis à la tête du Québec s'amorce avec la formation de son cabinet ministériel. La tâche est délicate car l'Union nationale, fruit d'une coalition entre des tendances parfois divergentes, est loin d'être un bloc monolithique. Onésime Gagnon, rival de Duplessis lors de la course au leadership conservateur en 1933, obtient le ministère des Mines, de la Chasse et des Forêts. Le premier ministre décide toutefois de ne pas offrir de portefeuille ministériel à Philippe Hamel, figure de proue de l'ALN et de la lutte pour la nationalisation de l'hydroélectricité. De ce fait, il n'arrive pas à convaincre les libéraux Ernest Grégoire et Ernest Ouellet d'accéder à un ministère, ces derniers refusant de faire partie d'un cabinet ministériel qui n'inclut pas Hamel. Le cabinet est finalement composé de 14 ministres. Il compte une majorité d'anciens conservateurs et cinq libéraux. Aux lendemains de l'élection de Maurice Duplessis, Camillien Houde, son ancien rival du Parti conservateur, annonce à la surprise générale qu'il démissionne du poste de maire de Montréal, notamment parce que ses relations avec le nouveau premier ministre sont « loin d'être cordiales ». Une décision somme toute impulsive car, trois mois plus tard, il tentera de reconquérir la mairie de Montréal. Houde est toutefois battu par Adhémar Raynault, député ministériel soutenu par l'Union nationale.

Lors de son premier discours du trône, Maurice Duplessis résume en une phrase les priorités de son premier mandat : « la primauté du capital humain sur le capital argent ». Pour ce faire, il annonce quatre premières mesures législatives : la mise en place d'un crédit agricole provincial, l'abolition de la loi Dillon (une loi adoptée par les libéraux pour limiter les contestations judiciaires en matière électorale), la modification de la loi des pensions de vieillesse et de la loi des accidents de travail ainsi que l'interdiction aux ministres de faire partie de conseils d'administration. Maurice Duplessis installe également, dans un geste hautement symbolique, un crucifix au-dessus du fauteuil de l'Orateur de l'Assemblée législative. Bien qu'il estime que ce geste fut peut-être un clin d'œil à l'ultramontanisme de son père, l'historien Jonathan Livernois y voit surtout une continuité avec les politiques de Taschereau, rappelant que les libéraux avaient mis en place des crucifix dans les palais de justice et instauré la prière « universelle » en 1922.  

L'Union nationale remporte l'élection générale québécoise de 1936 et forme un gouvernement majoritaire
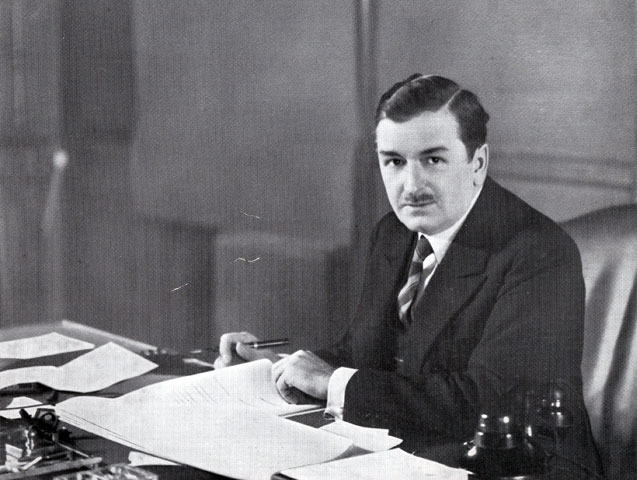
Première photographie officielle de Maurice Duplessis en tant que premier ministre du Québec, 1936.
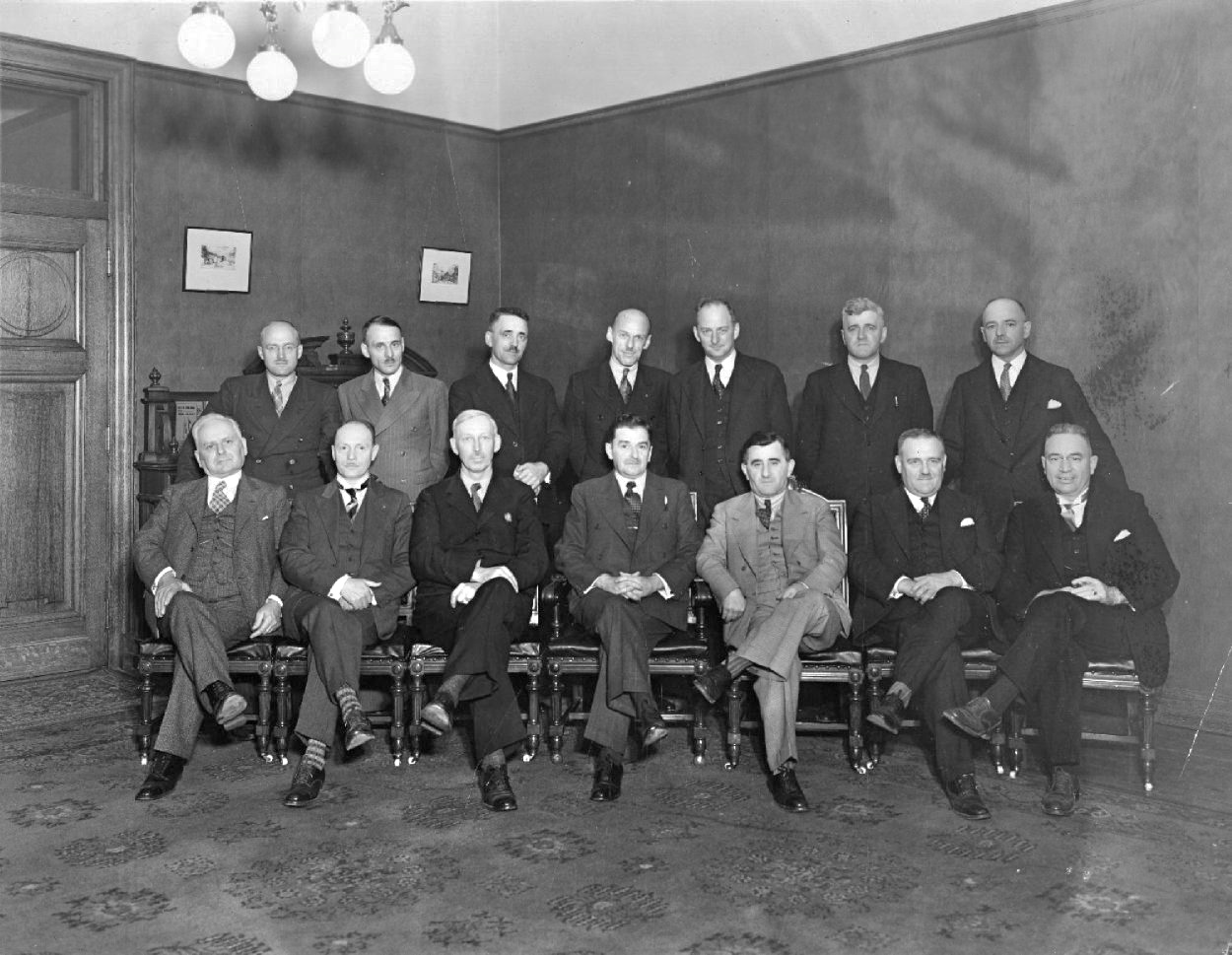
Gouvernement Duplessis de 1936.
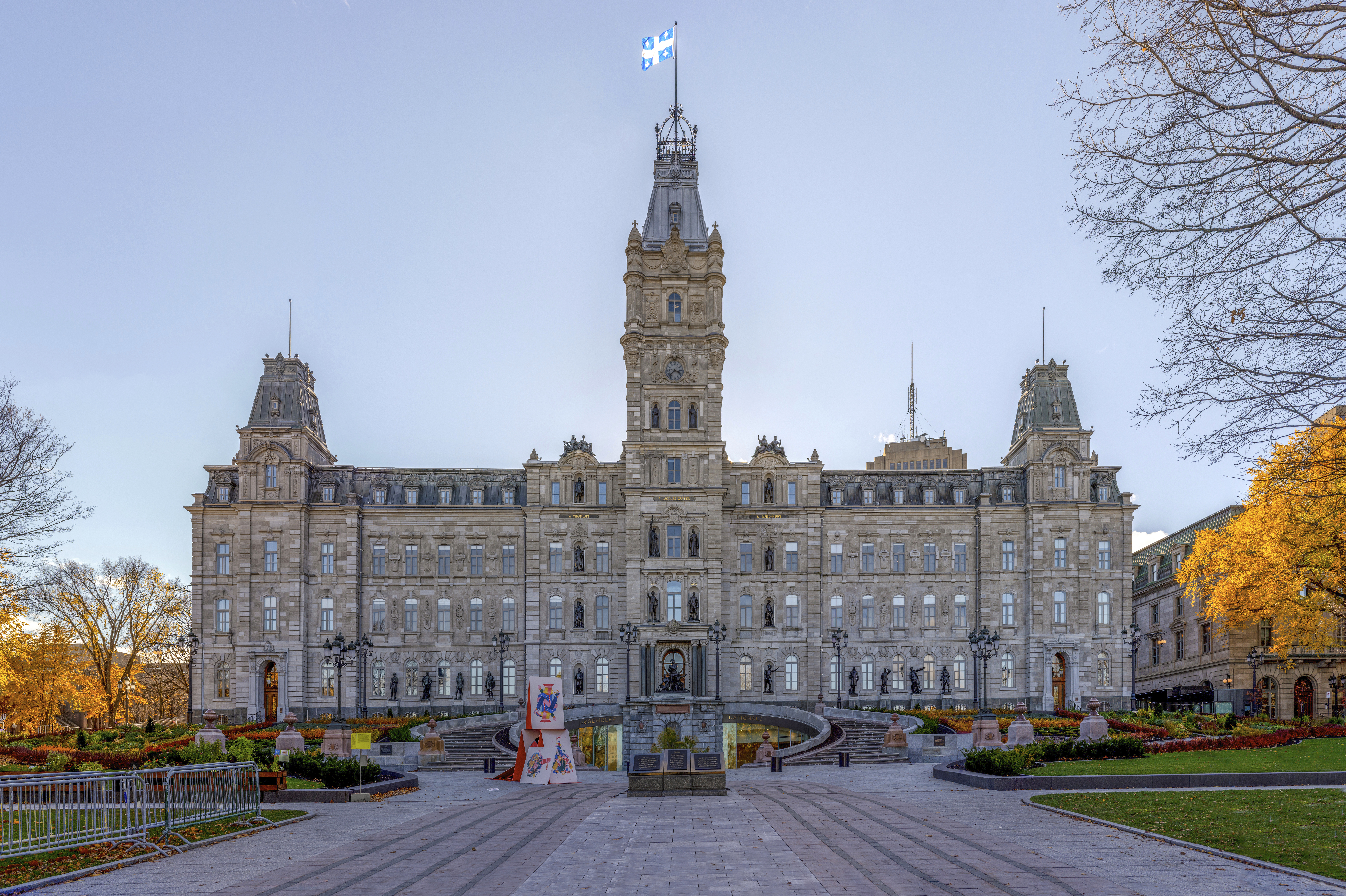
Sur la colline parlementaire, l'Hôtel du Parlement du Québec, qui abrite l'Assemblée nationale du Québec.
Logo de l'Union nationale, dont la durée de vie s'échelonne de 1936 à 1989.
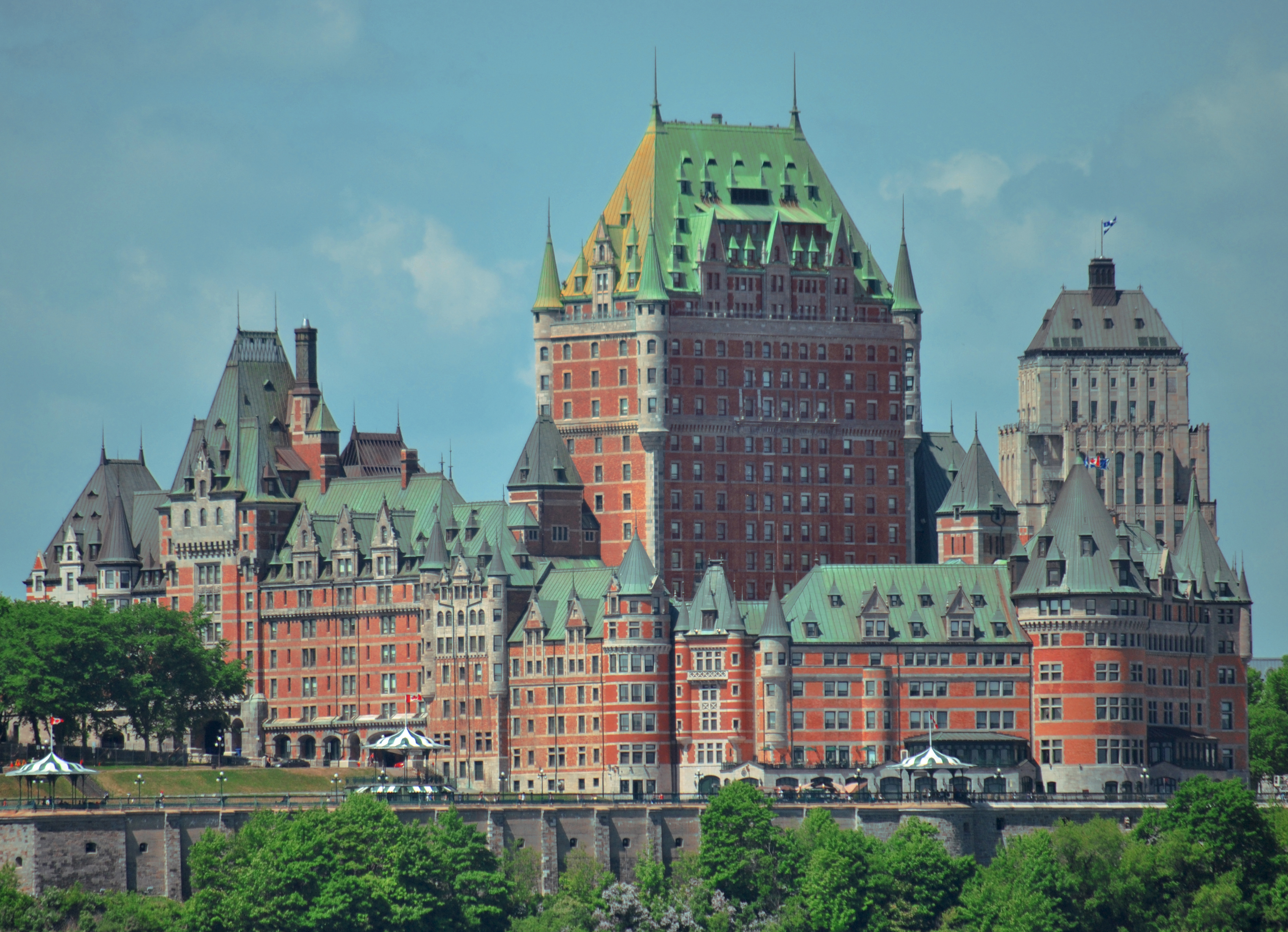
Le Château Frontenac, résidence officielle de Duplessis en tant que premier ministre du Québec[76].
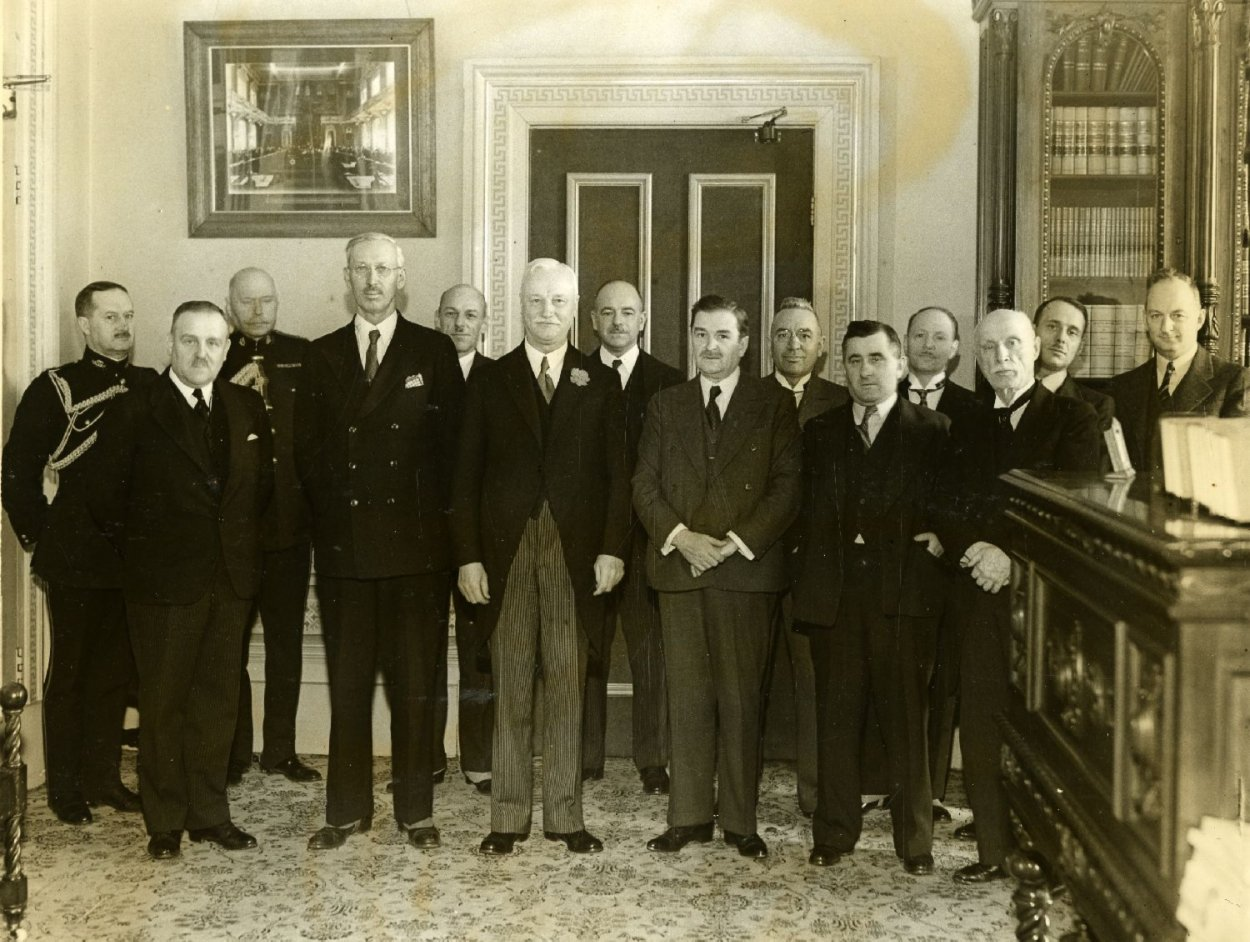
Le lieutenant-gouverneur du Québec, Ésioff-Léon Patenaude, et le cabinet Duplessis, 1936.
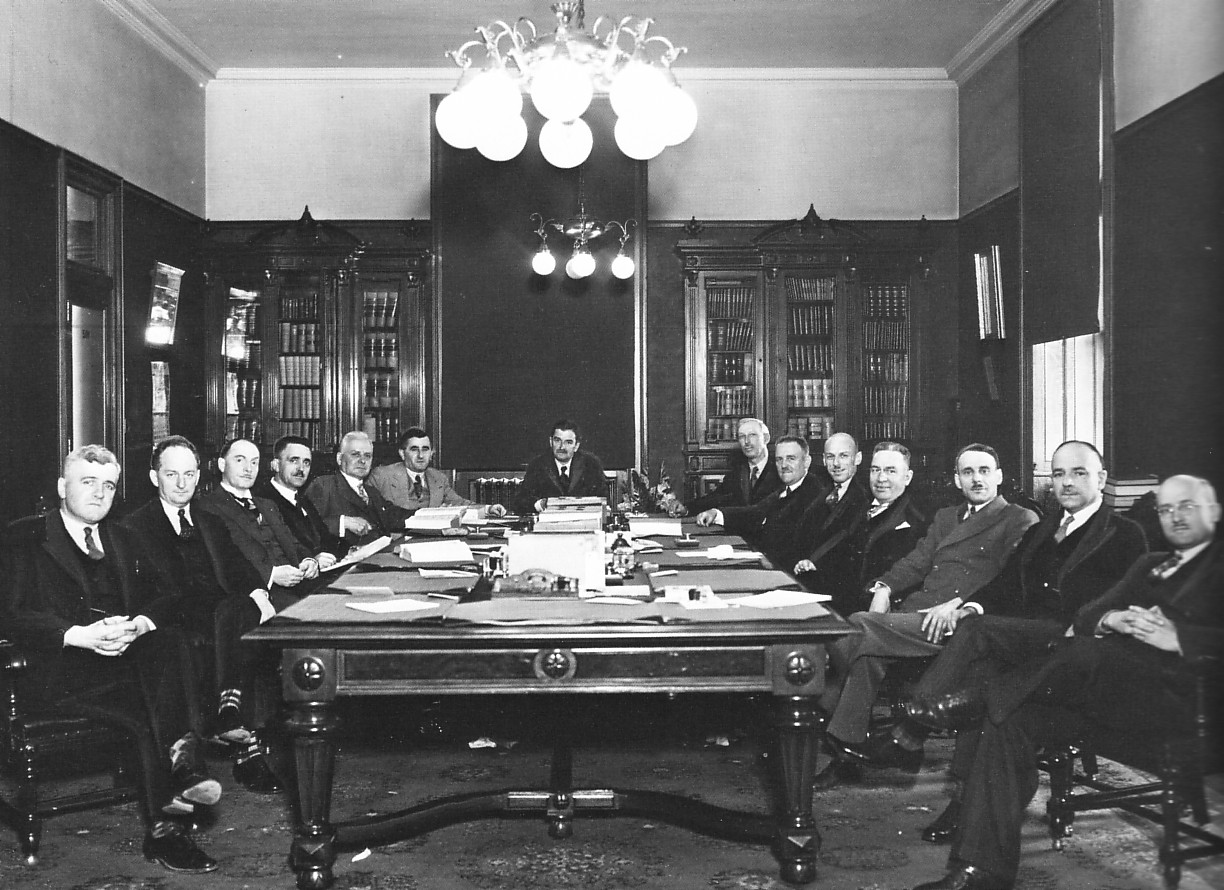
Le Conseil exécutif du Québec, 1936.

Le crédit agricole est une mesure très populaire dans les campagnes, ce qui donne à l'Union nationale le soutien des milieux ruraux. Fidèle à ses idéaux de jeunesse, Maurice Duplessis considère alors que « l'industrie clé est toujours l'agriculture ». Les unionistes ne manqueront pas de rappeler inlassablement, lors des élections suivantes, que le crédit agricole est né de leurs mains. Autre élément de continuité, mais cette fois avec ces prédécesseurs : Maurice Duplessis n'hésite pas à ouvrir la porte aux capitaux étrangers. C'est notamment le cas lorsqu'il permet au colonel Robert McCormick, un magnat américain des journaux connu pour son opposition au New Deal, d'installer une usine de papier à Baie-Comeau. À son tour, Maurice Duplessis est accusé par des nationalistes de « vendre le Québec aux étrangers ». À ce propos, Bernard Saint-Aubin, l'un des biographes du chef unioniste, souligne le « réalisme » de Duplessis (ses adversaires parlent plutôt d'« hypocrisie ») :

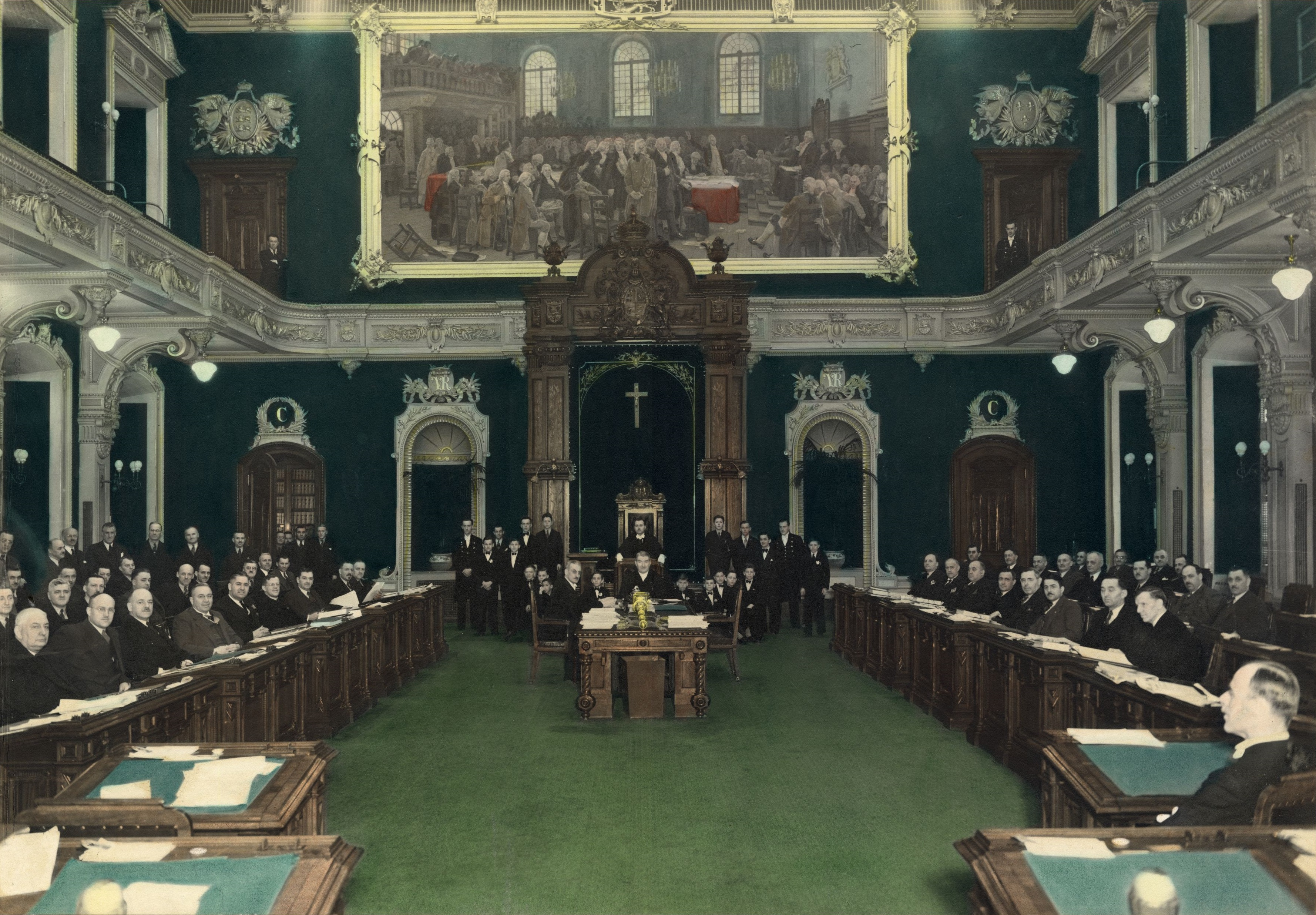
La 20e législature du Québec en Chambre, à l'Assemblée législative du Québec. C'est aussi le 7 octobre 1936 qu'un crucifix est accroché au-dessus du fauteuil de l'Orateur de l'Assemblée législative. Il sera retiré le 9 juillet 2019 à la suite d'une motion adoptée à l'unanimité par les députés québécois le 28 mars 2019- précédent.

« Il a de l'admiration pour les Anglais, les Américains, qui manifestent du dynamisme en affaires. Il sait que la province a besoin des géants de la finance - dont la plupart ne sont pas francophones - pour la mettre en valeur et créer des emplois pour les Québécois. En période de prospérité, on ne renverse pas les gouvernements. Il le sait également. L'Union nationale, quand elle était dans l'Opposition, avait promis de détruire la puissance des capitalistes étrangers sur l'économie du Québec, mais elle est désormais au pouvoir. Duplessis, qui est un réaliste, renoue avec la politique de son prédécesseur. Duplessis continue Taschereau comme Taschereau avait continué Gouin. Le premier ministre ne fait que poursuivre la politique traditionnelle des chefs de gouvernement du Québec qui, depuis la fin du XIXe siècle, ont fait appel à la finance étrangère pour développer la province. »

Outre le fait de lui attirer les foudres de divers nationalistes, ce « réalisme » duplessiste provoque des troubles à l'intérieur même de l'Union nationale. En effet, certains libéraux menés par Philippe Hamel ne digèrent pas le refus du premier ministre à s'engager dans un processus de nationalisation de l'hydroélectricité. Hamel et quatre autres députés, Oscar Drouin, Ernest Grégoire, René Chaloult et Adolphe Marcoux, finissent par claquer la porte de l'Union nationale et fondent le Parti national, qui ne fera pas long feu. Maurice Duplessis qualifie alors Hamel d'« hydromaniaque ». Le premier ministre entre également en conflit avec son ministre de la Voirie, François J. Leduc. Après que ce dernier ait refusé de démissionner, Duplessis l'éjecte en présentant au lieutenant-gouverneur la démission de l'entièreté du cabinet ministériel. Lors d'une cérémonie tenue dans le plus grand secret, il forme alors un nouveau cabinet constitué des mêmes ministres, à l'exception de Leduc. C'est la première fois depuis la Confédération de 1867 qu'un premier ministre provincial use d'une telle manœuvre pour renvoyer un ministre. Dans une lettre publiée par Le Devoir et mise en lumière par l'historien Jonathan Livernois dans son ouvrage La révolution dans l'ordre : une histoire du Duplessisme (Boréal, 2018), Leduc donne sa version des faits, accusant le régime duplessiste d'être enchaîné par les intérêts privés de quelques « amis du parti » :

« C'est parce que j'ai voulu conformer ma conduite administrative aux principes énoncés par le premier ministre dans son communiqué aux journaux que je ne suis plus ministre de la Voirie. J'ai cru qu'il était de mon devoir d'administrer la chose publique avec toute l'honnêteté et toute l'efficacité que l'on rencontre dans toute organisation bien menée, même si, pour atteindre ce but, il a fallu sacrifier quelques amis du parti, plus intéressés à leur avancement personnel qu'au progrès de la province, et même s'il a fallu, suprême sacrifice, me séparer de celui qui, pendant bien longtemps, a été mon chef. Je n'ai pas voulu dans la confection des routes, laisser s'établir une dictature contrôlée par deux ou trois entrepreneurs de vos amis qui auraient imposé leurs volontés au gouvernement plutôt qu'en exécuter les ordres. »

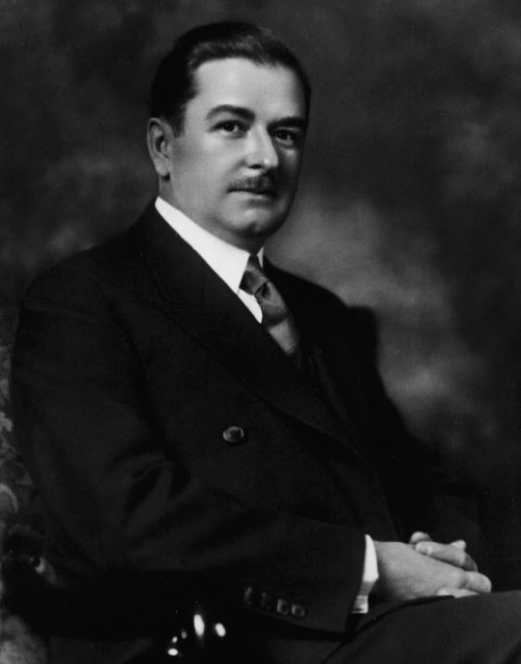
Maurice Duplessis, premier ministre du Québec et bâtonnier du Québec, 1938.

Duplessis prétend quant à lui que l'ex-ministre Leduc fut coupable d'« abus ». L'historien Robert Rumilly, biographe et sympathisant duplessiste, soutient la version du premier ministre en affirmant que Leduc était « partenaire silencieux » d'une entreprise engagée par son ministère. Quoi qu'il en soit, une chose est sûre parmi les spécialistes : le favoritisme et le clientélisme sont des caractéristiques indiscutables du régime de l'Union nationale sous Maurice Duplessis. Ce dernier ne s'en cache d'ailleurs pas, lui qui avait l'habitude de dire, dans les circonscriptions qui ne sont pas encore acquises aux unionistes : « Si vous voulez une école (un hôpital, un pont et le reste), montrez-le moi le jour de l'élection ». Même si Duplessis ne s'enrichit pas personnellement par le biais du système de favoritisme, l'Union nationale n'hésitera jamais à renflouer ses coffres avec l'argent d'entrepreneurs qu'elle remercie généreusement une fois au pouvoir. Ce système est en grande partie responsable des impressionnantes campagnes de financement électoral de la machine unioniste.
Le premier mandat des unionistes à la tête du Québec est également l'occasion de découvrir une autre caractéristique incontournable du duplessisme : un viscéral anticommunisme. Le chef de l'Union nationale est clair à ce sujet, lui qui soutient que le « communisme doit être considéré l'ennemi public numéro un, méprisé et méprisable ». En ce sens, Maurice Duplessis fait adopter la Loi protégeant la province contre la propagande communiste, plus communément appelée « Loi du cadenas ». Cette loi spéciale vise à mettre un terme aux activités communistes en rendant « illégal pour toute personne qui possède ou occupe une maison dans la province de l'utiliser ou de permettre à une personne d'en faire usage pour propager le communisme ou le bolchevisme par quelque moyen que ce soit ». Elle interdit également « d'imprimer, de publier de quelque façon que ce soit ou de distribuer dans la province un journal, une revue, un pamphlet, une circulaire, un document ou un écrit quelconque propageant ou tendant à propager le communisme ou le bolchevisme ». Les récalcitrants se voient fermer leurs locaux (à l'aide de cadenas, d'où le titre de la loi) et sont passibles d'un emprisonnement d'une durée de trois à douze mois. Le journal Clarté est le premier à être ciblé par la nouvelle législation, alors que ses locaux sont fermés en 1937. La Loi du cadenas sera abrogée en 1957, après que la Cour suprême du Canada l'ait déclarée anticonstitutionnelle. Jonathan Livernois rappelle toutefois que la « chasse aux communistes » n'était pas le monopole des unionistes à l'époque, puisque les libéraux comme les conservateurs s'inquiètent de la « menace rouge ». Le Parti libéral du Québec vote d'ailleurs en faveur de cette loi (qu'il n'abroge pas lorsqu'il reprend le pouvoir en 1939) et les réactions chez la population francophone comme dans la presse semblent généralement positives. Dans un contexte de Guerre froide, cette situation n'est pas sans rappeler l'ère du maccarthysme aux États-Unis.
Du côté du droit québécois, en mai 1937, un fait plutôt rare se produit au Barreau du Québec lorsque les membres du barreau élisent Maurice Duplessis à titre de bâtonnier du Québec pour le bâtonnat de 1937-1938, et ce alors qu’il occupe la fonction de premier ministre du Québec. Auparavant, Maurice Duplessis venait également d'être élu bâtonnier du Barreau de Trois-Rivières, l'un des trois barreaux de section fondateurs du Barreau du Québec,. Le poste de bâtonnier du Québec est hautement convoité par les avocats québécois et apporte son lot de prestige, tout en assurant au bâtonnier une influence non négligeable sur la direction à donner au Barreau du Québec ainsi qu'un droit de surveillance sur les affaires de cet ordre professionnel. En 1937 et en 1938, donc, Maurice Duplessis réalise un exploit inégalé dans l'histoire du Québec : il est non seulement le premier ministre actif en plus d'être le procureur général actif, il est aussi le bâtonnier de son barreau de section et bâtonnier du Québec, ce qui lui donne une influence considérable au niveau de l'orientation du droit québécois que nulle autre personne n'est à ce jour allé chercher.
L'été 1937 donne lieu à la première intervention directe de Maurice Duplessis dans une grève. Le premier ministre intervient dans un conflit de travail à la Dominion Textile, alors que 9 de ses usines tombent en grève sous la bannière de la Fédération nationale catholique. La Fédération veut alors négocier une convention collective et essuie un refus catégorique de la Dominion Textile. Le 27 août 1937, le premier ministre s'assoit à la table des négociations avec les représentants syndicaux et patronaux. Ces derniers finissent par s'entendre sur la mise en place d'un contrat collectif de travail. Durant son mandat, Maurice Duplessis fait d'ailleurs adopter la Loi sur les salaires raisonnables, qui vise à améliorer les conditions de travail des petits salariés non-syndiqués. Elle empêche notamment les patrons de renvoyer un employé pour le réembaucher à un salaire moindre et prévoit des sanctions contre les récalcitrants. En ce qui concerne les « salaires raisonnables », l'historien Jacques Rouillard souligne que la loi est à double tranchant puisqu'elle peut être instrumentalisée par les employeurs afin d'éviter de négocier avec les travailleurs et enjamber les syndicats :

« La loi comporte une disposition prévoyant son application lorsque les parties syndicale ou patronale ne réussissent pas à s'entendre selon la loi d'extension juridique (alors appelée Loi relative aux salaires des ouvriers). Cette disposition donne un bon argument aux employeurs pour refuser de négocier avec les syndicats en attendant que l'Office des salaires raisonnables détermine lui-même des salaires minimums. Cette stratégie est adoptée par la partie patronale lors de la fameuse grève des syndicats du textile affiliés à la CTCC en 1937, et cette avenue est suggérée par le gouvernement au syndicat catholique de la métallurgie en grève à Sorel la même année. »

Alors que la crise économique fait de l'hygiène publique un enjeu d'avant-plan, l'Union nationale crée le ministère de la Santé en 1936 et en confie les clés à Joseph-Henri Albiny-Paquette, médecin et député de Labelle. Maurice Duplessis finance également le médecin Armand Frappier, qui crée l'Institut de microbiologie et d'hygiène de Montréal en 1938. Cette institution, similaire à l'Institut Pasteur (Paris), permet au Québec de développer la production de produits biologiques et pharmaceutiques comme les vaccins et assure donc l'autonomie du Québec en la matière. En 1939, le Canada de William Lyon Mackenzie King est en état d'alerte alors qu'éclate la Seconde Guerre mondiale. Le spectre d'une potentielle conscription plane sur la province alors que les Québécois ont encore en tête la crise de 1917. C'est dans ce contexte que le gouvernement de l'Union nationale accueille, non sans crainte d'incidents, le roi George VI et la reine Elizabeth. Le discours que donne Maurice Duplessis au Conseil législatif, en présence des souverains britanniques, donne une idée des perspectives du premier ministre quant à la place du Québec dans le Canada et le Commonwealth : 

« Notre province a toujours été fidèle à la Couronne britannique ; elle a également été fidèle aux traditions héritées de ses ancêtres, au pacte de la Confédération de 1867 et à cette mission de rester français que des hommes d'État britanniques nous ont confiée en 1791. Nous chérissons ce passé, et nous ne cesserons jamais de considérer le Trône comme le boulevard de nos institutions démocratiques et de nos libertés constitutionnelles. Nous désirons ardemment imiter les autres provinces en contribuant à faire du Canada que nous aimons un pays paisible et puissant, toujours plus digne de vos très gracieuses et excellentes Majestés que la Providence, dans sa bonté, nous a donnés pour Souverains. »

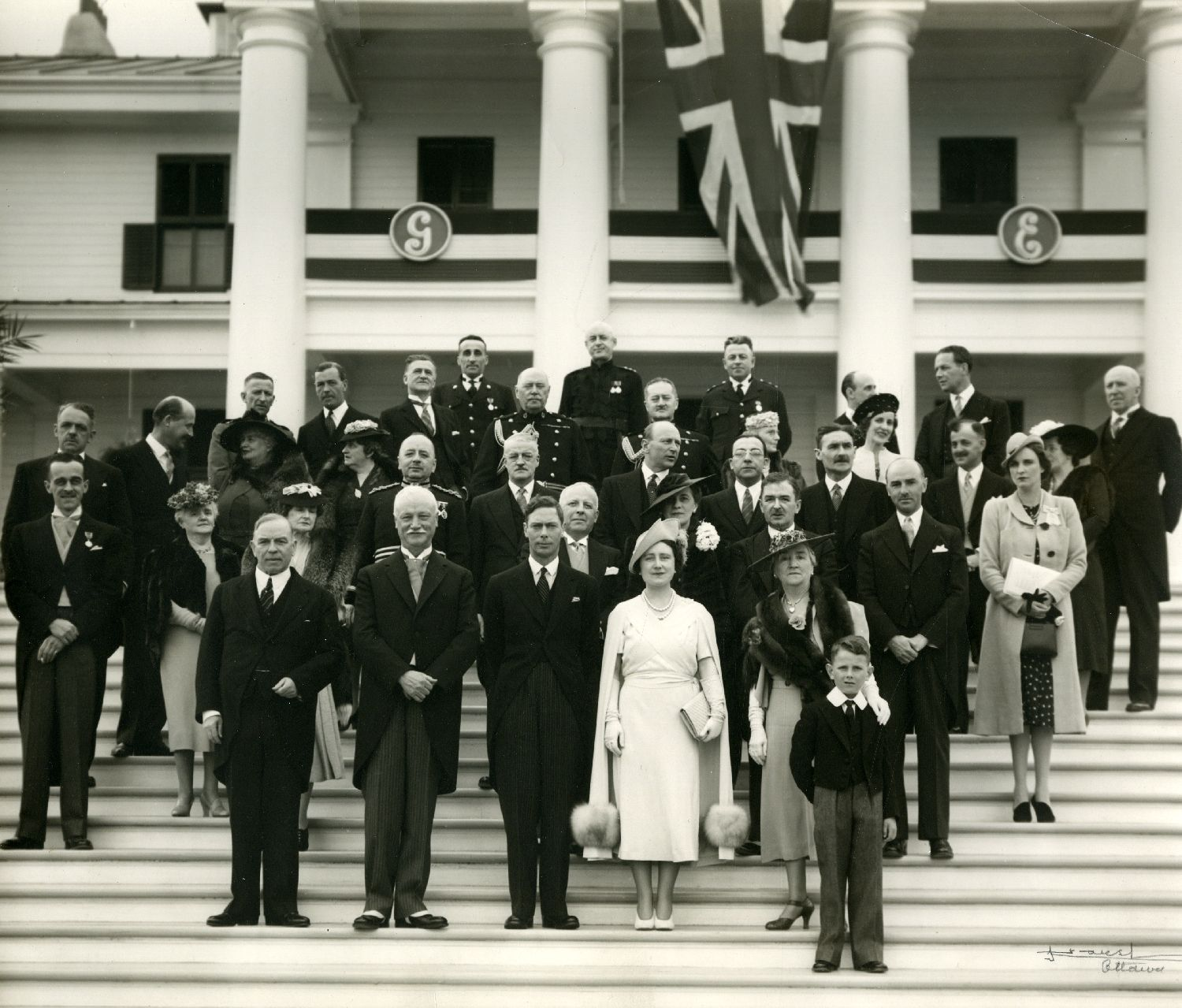
Photographie montrant Maurice Duplessis en compagnie du roi du Royaume-Uni, George VI, de la reine Elizabeth Bowes-Lyon, du premier ministre du Canada, du lieutenant-gouverneur du Québec ainsi que d'autres dignitaires, 1939.

Sous les conseils d'une partie de son entourage (notamment d'Arthur Sauvé), Duplessis décide toutefois de profiter du contexte de méfiance vis-à-vis des politiques de guerre fédérales pour déclencher des élections. Alors que certains unionistes expriment leur inquiétude, le premier ministre baisse la tête et fonce. Bien qu'il ne soit pas souverainiste, lui qui a déclaré en 1938 que « le gouvernement de la province de Québec ne tolèrera aucun esprit de séparatisme », il compte renouveler son mandat en misant sur ses prises de position autonomistes, alors qu'il reproche au gouvernement fédéral d'empiéter sur les pouvoirs des provinces. 

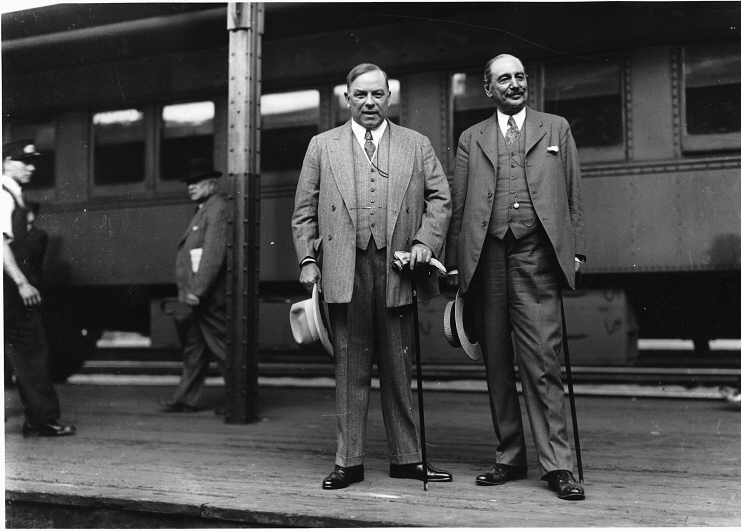
Le premier ministre du Canada William Lyon Mackenzie King (à gauche) sur un quai de gare à Montréal (1939).

Le déclenchement des élections s'avère finalement une très mauvaise décision pour l'Union nationale. Son vieux rival Camillien Houde, qui a reconquis la mairie de Montréal l'année précédente, souligne qu'il est « très dangereux d'avoir des élections dans les circonstances actuelles ». Maurice Duplessis est également lâché par une partie de son entourage. Le député sortant de Champlain, Wilbrod Rousseau, désapprouve publiquement la décision de son chef et conseille même aux électeurs de voter pour le Parti libéral. Il en va de même pour Adhémar Raynault, député de L'Assomption et maire sortant de Montréal, qui annonce qu'il ne sera pas candidat car il veut « garder l'estime de ses compatriotes ». Au niveau fédéral, Maxime Raymond, député libéral de Beauharnois-Laprairie, pourtant nationaliste, exprime publiquement son opposition à la manœuvre de Duplessis.
Au niveau provincial, Adélard Godbout, chef de l'opposition libérale, annonce qu'il est également opposé à la conscription : « Je m'engage sur l'honneur, en pesant chacun de mes mots, à quitter mon parti et même à combattre si un seul Canadien français, d'ici la fin des hostilités, est mobilisé contre son gré sous un régime libéral, ou même sous un régime provisoire auquel participeraient nos ministres actuels dans le cabinet de M. King. » À Ottawa, le premier ministre Mackenzie King coupe également l'herbe sous le pied de Duplessis en promettant qu'il n'y aurait pas de conscription (elle sera tout de même mise en place après le plébiscite de 1942). L'Action libérale nationale est même ressuscitée par Paul Gouin, qui présente des candidats dans une cinquantaine de circonscriptions. La tombe de l'Union nationale était creusée. Le jour de l'élection, le 25 octobre 1939, Maurice Duplessis perd non seulement le pouvoir, mais le concède à un Parti libéral qui forme un gouvernement majoritaire. Dans la débandade, les unionistes n'arrivent à faire élire que 14 candidats. Les libéraux en obtiennent quant à eux 64. Le chef de l'Union nationale est tout de même réélu à Trois-Rivières. Camillien Houde, qui se présente comme indépendant dans Sainte-Marie, est également élu.

#### Un bref retour dans l'opposition
La défaite de l'Union nationale met à mal l'autorité de son chef. Certains unionistes lui reprochent alors d'avoir déclenché des élections au mauvais moment. On pense même le remplacer, alors que Jos.-D. Bégin désire la tenue d'un congrès de leadership et qu'on envisage les candidatures d'Onésime Gagnon ou encore d'Hormisdas Langlais. Habile politicien, Maurice Duplessis réussit toutefois à amadouer les insatisfaits. L'Union nationale passe près d'imploser mais survit finalement à ces temps troubles.

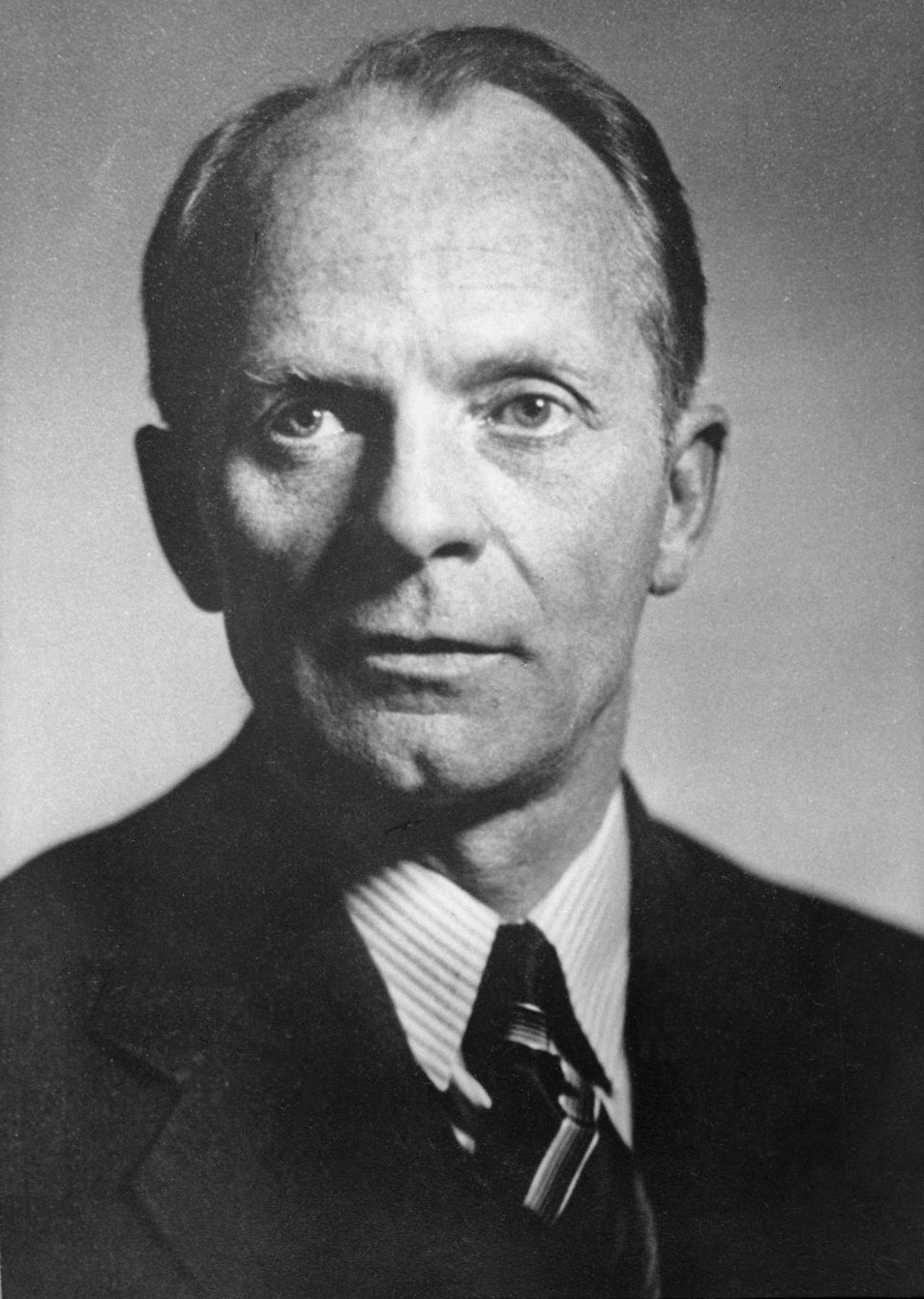
Adélard Godbout, chef du Parti libéral du Québec de 1936 à 1949 et premier ministre du Québec de 1939 à 1944.

Adélard Godbout forme son gouvernement le 8 novembre 1939. Agronome de formation, diplômé de l'Université Amherst, Godbout est un remarquable orateur. La plus importante réforme de son mandat est sans doute l'adoption du suffrage féminin en 1940. Alors que les Québécoises peuvent voter depuis 1917 au niveau fédéral, elles en étaient toujours privées au provincial puisque les gouvernements précédents ont toujours refusé d'aller en ce sens, notamment par crainte de s'aliéner le clergé. À l'approche du vote du projet de loi, l'Église ne tarde d'ailleurs pas à signifier son opposition. Le cardinal Villeneuve, archevêque de Québec, publie un communiqué étayant les positions de l'épiscopat :

« Nous ne sommes pas favorables au suffrage politique féminin : 1) parce qu'il va à l'encontre de l'unité et de la hiérarchie familiale ; 2) parce que son exercice expose la femme à toutes les passions et à toutes les aventures de l'électoralisme ; 3) parce que, en fait, il nous apparaît que la très grande majorité des femmes de la province ne le désire pas ; 4) parce que les réformes sociales, économiques, hygiéniques, etc., que l'on avance préconiser pour le droit de suffrage chez les femmes, peuvent être aussi bien obtenues grâce à l'influence des organisations féminines en marge de la politique. Nous croyons exprimer ici le sentiment commun des évêques de la province. »

L'Union nationale, issue d'une coalition entre libéraux et conservateurs, est quant à elle divisée sur la question. Alors que Maurice Duplessis tente en vain d'empêcher l'adoption du projet de loi, deux unionistes, Onésime Gagnon et Hormisdas Langlais, votent avec la majorité libérale. Le 18 avril 1940, le suffrage féminin est adopté par 67 voix contre 9. Au Conseil législatif, chambre haute du parlement québécois ayant siégé de 1867 à 1968, on confirme le vote par 13 voix contre 5. L'unioniste Martin Fisher vote en faveur de la proposition libérale. Les libéraux ne s'arrêtent pas là en matière de droits des femmes puisqu'en 1942, le procureur général, Wilfrid Girouard, permet à ces dernières d'accéder au Barreau.

En 1942, après avoir subi une opération pour une hernie étranglée, Maurice Duplessis voit son leadership à nouveau contesté. On lui reproche notamment de trop boire, lui qui a l'habitude de partager un verre de champagne avec ses ministres après les séances à l'Assemblée. C'est à cette époque que Duplessis décide de renoncer complètement à l'alcool. Il est d'ailleurs encouragé en ce sens par le premier ministre Godbout qui, lorsqu'il passe le voir à l'hôpital en 1942, lui conseille d'arrêter de boire car son « vice allait le perdre ».

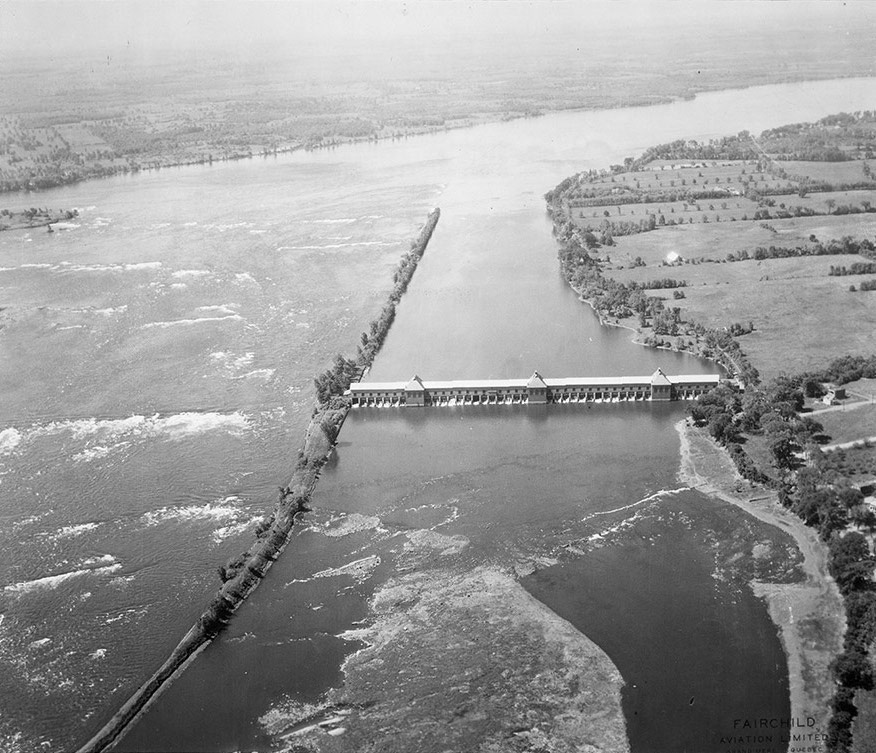
La centrale de Lachine en 1929. Elle est alors propriété de la Montreal Light, Heat and Power.

En 1943, les libéraux investissent le domaine de l'éducation alors qu'ils votent la Loi sur la fréquentation scolaire obligatoire,. Cette mesure fait suite à une recommandation de Victor Doré, surintendant à l'Instruction publique, qui souligne à l'époque une « progression décroissante de l'instruction scolaire à partir de la quatrième année du cours primaire ». Dès lors, les études primaires sont gratuites et la scolarité est obligatoire. Les parents récalcitrants risquent des amendes. Plusieurs évêques catholiques s'opposent à cette mesure, notamment Mgr Desranleau (Sherbrooke), Mgr Comtois (Trois-Rivières), Mgr Douville (Saint-Hyacinthe) et Mgr Courchesne (Rimouski). L'archevêque de Montréal, Mgr Charbonneau, se prononce quant à lui en faveur de l'instruction obligatoire dès 1942. Le 26 mai 1943, la loi est adoptée à 40 voix contre 12,. L'Union nationale s'y oppose : seul Camille Pouliot vote avec la majorité libérale. L'instruction obligatoire ne sera d'ailleurs que très peu appliquée durant les quinze années de règne duplessiste qui suivront.
Les libéraux d'Adélard Godbout poursuivent les réformes majeures en 1944. Ils chamboulent cette fois le paysage économique alors qu'ils nationalisent deux compagnies hydroélectriques, la Montreal Light, Heat and Power et la Beauharnois Power. C'est ce qui mène à la création, la même année, de la Commission hydroélectrique de Québec : Hydro-Québec est née. Ces acquisitions ont l'effet d'une bombe dans les milieux financiers montréalais. Le Montreal Star et la Montreal Gazette, les deux principaux journaux anglophones de Montréal, s'opposent à la nationalisation. L'essentiel de la presse francophone soutient l'initiative libérale. Alors qu'Adélard Godbout annonce des élections générales prévues pour le 8 août 1944, Maurice Duplessis qualifie la manœuvre de mesure électorale.

### Reprise du pouvoir: le «Chef» seul au sommet

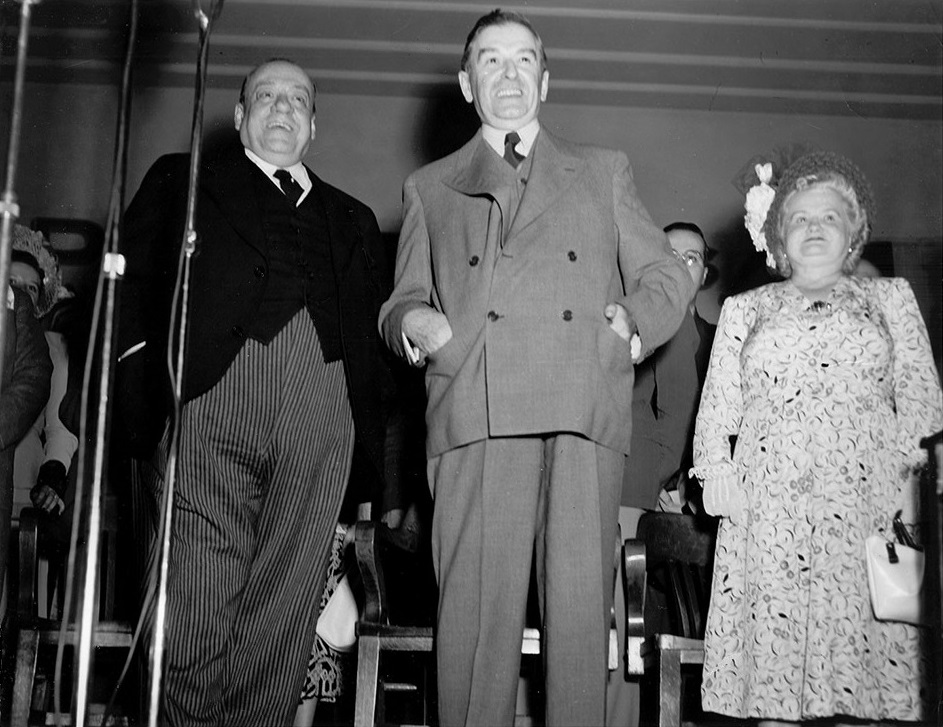
Réconciliation publique de Camillien Houde et Maurice Duplessis lors d'une grande assemblée populaire tenue au marché Saint-Jacques (juillet 1948 au Québec). À leurs côtés, Georgianna Falardeau, épouse de Camillien Houde.

#### La reconquête
Les élections de 1944 donnent lieu à l'entrée en scène d'un nouveau parti sur l'échiquier politiquer québécois : le Bloc populaire canadien. Ce parti est fondé par Maxime Raymond, député libéral fédéral de Beauharnois-Laprairie, qui en dirige l'aile fédérale. Au niveau provincial, c'est le journaliste, romancier et dramaturge André Laurendeau qui est aux commandes. Le parti, nationaliste et conservateur, est l'initiative d'éminentes figures publiques québécoises comme le chanoine Lionel Groulx et George Pelletier, le directeur du Devoir (Henri Bourassa soutient d'ailleurs le parti). Le Bloc populaire est issu du contexte de la Seconde Guerre mondiale puisque la formation politique naît notamment de l'opposition contre une potentielle conscription du gouvernement fédéral. La formation politique milite pour l'autonomie du Québec. Au niveau socioéconomique, elle s'inspire de la doctrine sociale de l'Église catholique, soutient le corporatisme et le syndicalisme, et se prononce en faveur de la nationalisation de l'hydroélectricité.

Le premier ministre Adélard Godbout fait campagne sur le bilan de son mandat au pouvoir. Il demande aux électeurs de faire fi des politiques de guerre de Mackenzie King, sur lesquelles ils auront l'occasion de se prononcer aux prochaines élections fédérales. Pour ce qui est des deux principaux partis d'opposition, il prévient que leur montée au pouvoir sonnerait l'avènement de « l'étroitesse d'esprit, de l'opportunisme et du fanatisme ». De son côté, l'Union nationale fait campagne sur la décentralisation, éternel cheval de bataille de Maurice Duplessis. Ce dernier reproche à Godbout la nationalisation de la Montreal Light, Heat and Power. Il considère qu'une telle mesure coûtera trop cher pour les finances publiques, entraînant une augmentation des taxes et de nouveaux emprunts. Duplessis souligne que l'Union nationale priorise l'entreprise privée, n'envisageant les nationalisations que si nécessaire. Aux élections générales du 8 août 1944, les unionistes reprennent le pouvoir. L'Union nationale est majoritaire, alors qu'elle rafle 48 sièges. Les libéraux en obtiennent 37 et le Bloc populaire fait élire ses 4 premiers députés (André Laurendeau, Édouard Lacroix, Albert Lemieux et Ovila Bergeron). David Côté, candidat de la Fédération du Commonwealth coopératif (FCC), un parti socialiste ancêtre du NPD, remporte quant à lui la circonscription de Rouyn-Noranda. 
Maurice Duplessis redevient donc premier ministre du Québec en 1944. C'est le début de quinze années de règne unioniste sans partage. Au sein de son parti, celui que l'on appelle « le Chef », ou encore « le Cheuf », est au fait de tous les dossiers et au centre de toutes les décisions. Conrad Black peint le portrait de cette impressionnante autorité sur le pouvoir exécutif :

« Sous Maurice Duplessis, les arrêtés ministériels étaient plus qu'une simple formalité. Les députés se rassemblaient tous les mercredis matin dans la salle du cabinet avant l'arrivée de Duplessis. Ils n'étaient jamais en retard et rarement absents. Quand Duplessis entrait, ils se levaient prestement pendant que le premier ministre traversait lentement la pièce et prenait place au bout de la table. Ensuite les ministres, procédant par ordre d'ancienneté et tels des écoliers récitant une leçon, présentaient les projets de loi qu'ils désiraient faire adopter. Duplessis accomplissait ce genre de travail avec une facilité étonnante. Il lui suffisait de jeter un coup d'œil sur chaque document pour en saisir l'essentiel; il apposait ensuite ses initiales aux projets qu'il approuvait. Ce rituel fut répété tous les mercredis matin pendant quinze ans sauf durant les campagnes électorales et Duplessis eut toujours une connaissance approfondie des rouages de chaque ministère. Il avait acquis cette connaissance au début des années trente alors qu'il était virtuellement l'unique porte-parole de l'Opposition. Sa mémoire phénoménale et sa curiosité naturelle aidant, il maintint cette connaissance pendant toute sa vie. »

Drapeau du Québec tel qu'il a été hissé pour la première fois au sommet de la tour du Parlement le 21 janvier 1948 au Québec à trois heures de l'après-midi. Il s'agit alors d'une version non-officielle du fleurdelisé, comme en témoigne la position des lys.

Du côté libéral, on s'inquiète peu de la défaite de 1944, estimant que l'Union nationale ne ferait qu'un bref passage au pouvoir du fait de sa faible majorité. De plus, le Parti libéral est majoritaire au Conseil législatif et dispose donc de moyens pour bloquer les projets de loi des unionistes. Ce sera le cas dès 1945, lorsque les libéraux empêchent l'Union nationale d'adopter une « taxe de luxe » sur divers objets de consommation. La manœuvre rend finalement service à Maurice Duplessis, qui se rend compte, en cours de route, que le projet de loi est impopulaire auprès de l'électorat. L'Union nationale se penche ensuite sur le dossier de l'éducation, alors qu'on crée un ministère de la Jeunesse dont le titulaire est Paul Sauvé, fils d'Arthur Sauvé. Les unionistes doivent faire face aux inquiétudes du clergé, qui craint de voir la nouvelle institution empiéter sur le pouvoir du Conseil de l'Instruction publique, dominé par les évêques. Le 9 mars 1946, Maurice Duplessis se veut rassurant avec l'épiscopat, leur assurant que « les droits du Conseil de l'Instruction publique seront sauvegardés ».
Le 16 novembre 1946, le député René Chaloult dépose une motion qui mène à l'une des mesures les plus marquantes du règne de Maurice Duplessis : l'adoption d'un drapeau national québécois. Chaloult se dit alors déçu de l'incapacité du Canada à se doter d'un drapeau distinctif de la Grande-Bretagne :

« ATTENDU que l’Assemblée législative de Québec a adopté à l’unanimité une motion priant le comité parlementaire fédéral de choisir « un drapeau véritablement canadien », c’est à-dire un drapeau qui exclut tout signe de servage, de colonialisme et que peut arborer fièrement tout Canadien sans
distinction d’origine : QUE cette Chambre invite le gouvernement de Québec à arborer sans délai, sur la tour centrale de son hôtel, un drapeau nettement canadien et qui symbolise les aspirations du peuple de cette province. »

Maurice Duplessis, « effrayé par la teneur de la proposition », est d'abord hésitant. René Chaloult, déterminé, ne lâche toutefois pas l'affaire. Il consulte alors le chanoine Lionel Groulx qui soupçonne que Duplessis veut s'approprier le mérite de l'adoption d'un drapeau national. Groulx recommande donc de modifier le fleurdelisé en relevant les lys pour les faire pointer vers le haut : le fleurdelisé « version Carillon » a désormais sa « version Duplessis ». Le 21 janvier 1948, le premier ministre réunit son cabinet et désigne Paul Beaulieu, ministre du Commerce et de l'Industrie et enthousiaste partisan du fleurdelisé, pour proposer l'adoption du drapeau. Ce dernier dépose un arrêté ministériel :

« Que le drapeau généralement connu sous le nom de drapeau fleurdelisé, c'est-à-dire à croix blanche sur champ d'azur et avec lis, soit adopté comme drapeau officiel de la province de Québec et arboré sur la tour centrale des édifices parlementaires, à Québec, et cela avec la modification ci-après, à savoir : Que les lys qui figurent sur le drapeau soient placés en position verticale. »

Les milieux nationalistes jubilent. Lionel Groulx dira de cette initiative qu'elle fut « la plus solennelle affirmation du fait français au Canada ». Jusqu'à sa mort en 1959, Maurice Duplessis ne manquera pas de galvaniser les sentiments de fierté nationale, lui qui compte sur l'appui des nationalistes et des conservateurs pour se maintenir au pouvoir.

#### Une domination sans partage du paysage politique québécois

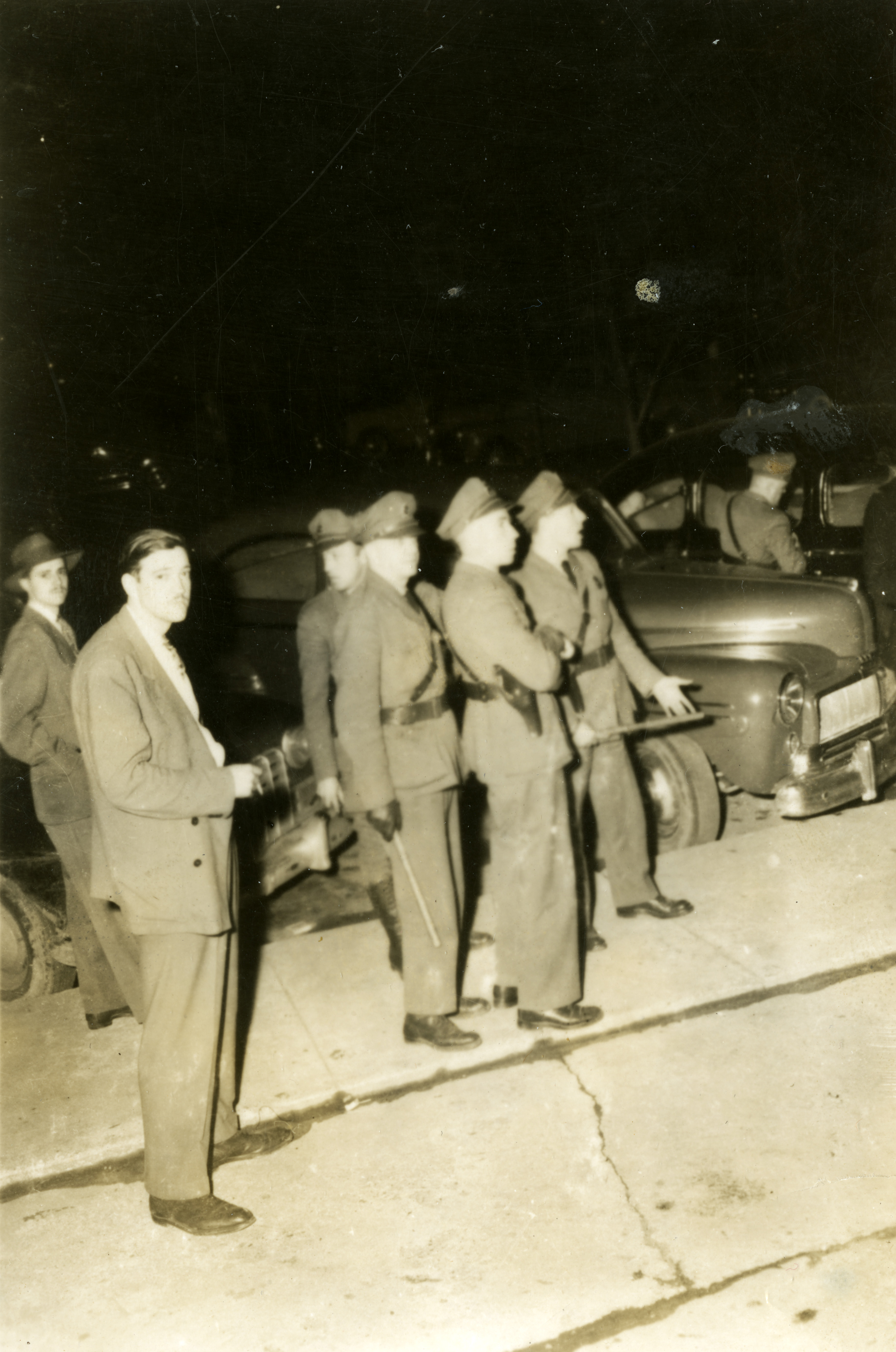
Intervention des forces policières dans le contexte de la grève de l'amiante, en 1949.

Le 9 juin 1948, Maurice Duplessis annonce que des élections se tiendront le 28 juillet. Alors que les unionistes viennent de remporter cinq élections partielles (Charlevoix, Beauce, Compton, Huntingdon, Bagot), le premier ministre veut profiter de cet élan favorable. De plus, il vient de se réconcilier avec le populaire maire de Montréal, Camillien Houde, et veut s'appuyer sur cet important soutien au sein des quartiers ouvriers de la métropole. Les deux hommes sont chaleureusement accueillis partout où ils passent. L'Union nationale peut également compter sur le soutien du Bloc populaire alors que le nouveau parti s'est sévèrement effrité depuis les dernières élections. Maxime Raymond, fondateur de l'aile fédérale de la formation politique, conseille même de voter pour les unionistes. « Les libéraux donnent aux étrangers ; Duplessis donne à sa province », tel est le slogan de l'Union nationale pour la campagne de 1948.
L'Union nationale est également en bonne santé financière, alors que la caisse centrale dispose de tous les fonds nécessaires pour alimenter la machine électorale. Le parti a le vent dans les voiles et ses représentants parcourent les quatre coins de la province pour vanter le bilan de leur chef, l'homme qui a « donné un drapeau à sa province » et créé le crédit agricole ainsi que le ministère de la Jeunesse,. L'Union nationale brandit aussi le spectre du communisme et de la centralisation fédérale. La propagande unioniste tire à boulets rouges sur Adélard Godbout, à qui on reproche d'être faible car il aurait légué à Ottawa les pouvoirs du Québec durant la guerre. On présente le premier ministre du Québec comme un partisan de la conscription, de la centralisation et de l'alliance avec les Russes. L'épouvantail de la « menace rouge » n'est d'ailleurs jamais bien loin et Maurice Duplessis n'hésite pas à user de manœuvres quelque peu douteuses pour y associer ses adversaires :

« À Saint-Jean, le 26 juillet, Duplessis fit enfin connaître la nature de la correspondance des libéraux avec les communistes, après avoir tourmenté Godbout à ce sujet pendant deux semaines. Il ne s'agissait que d'un accusé de réception qu'avait écrit Valmore Bienvenue au fait que le secrétaire de Godbout, Alexandre Larue, avait envoyé la copie d'un discours qu'on lui demandait. En soi cela n'était pas matière à scandale mais Duplessis avait forcé Godbout à se mettre sur la défensive et l'avait bouleversé pendant les deux dernières semaines de la campagne. Et à la fin, Duplessis avait brandi ces quelques lettres, anodines sans aucun doute, mais qui, à des oreilles partisanes et crédules, donnaient un air de vérité aux accusations de Duplessis. Ainsi, c'était vrai, pensait-on, que le bureau de Godbout avait correspondu avec les communistes. »

De son côté, Adélard Godbout met en garde les Québécois, non sans exagération, contre ce qu'il considère être un danger pour la démocratie : « Si l'Union nationale est reportée au pouvoir pour quatre ou cinq ans à venir, nous aurons alors une dictature du même calibre que celle qui existait en Allemagne avec Hitler et qui existe présentement en Russie avec Staline ». Il accuse également Duplessis d'instrumentaliser les enjeux d'autonomie provinciale pour détourner l'attention du peu d'intérêt des unionistes quant aux questions sociales. En ce qui a trait à la « menace rouge », Godbout estime que Duplessis en est le principal artisan car il aide indirectement les communistes en maltraitant les travailleurs qui réclament leurs droits. Rien n'y fait, le 28 juillet 1948, les libéraux sont écrasés alors qu'ils n'obtiennent que 8 sièges. L'Union nationale en décroche quant à elle 82. Maurice Duplessis est élu avec une majorité sans précédent à Trois-Rivières (12 261 voix) alors qu'Adélard Godbout perd dans son comté de L'Islet. 
Cette défaite a raison du chef du Parti libéral, qui laisse sa place à la tête de l'opposition et part siéger au Sénat. Le 19 janvier 1949, à l'ouverture de la session parlementaire, c'est George Marler qui fait office de chef de l'opposition par intérim. La même année, c'est finalement l'avocat George-Émile Lapalme, député fédéral de Joliette-L'Assomption-Montcalm, qui remplace Godbout à la tête des libéraux. Dans son discours du trône du 19 janvier 1949, Maurice Duplessis réaffirme la priorité qu'il donne au secteur agricole, soulignant que « parmi les entreprises privées, aucune n'est plus importante que l'agriculture à laquelle revient une place prépondérante dans notre économie ». Dans les faits, Maurice Duplessis est également concentré sur le développement industriel, notamment dans l'exploitation des ressources minières de l'Ungava.

À l'époque, une étude révèle que le sous-sol de la région pourrait contenir jusqu'à 300 millions de tonnes de fer de qualité supérieure. Duplessis reprend où s'est arrêté Godbout et maintient le permis d'exploitation de la société Hollinger, une entreprise ontarienne. Alors que les unionistes n'arrivent pas à convaincre des investisseurs locaux d'injecter des mises de fonds dans l'entreprise, ils se tournent vers le capital américain. Hollinger s'associe donc à la société Hanna, une entreprise clevelendaise spécialisée dans l'exploitation du fer. Les deux groupes forment alors la Iron Ore Company of Canada, dans laquelle s'investissent cinq autres compagnies américaines. Outre les redevances et l'impôt, le Québec en retire surtout des avantages indirects : la création de plusieurs milliers d'emplois, la fondation de Schefferville et Gagnonville et le développement de Sept-Îles. Les libéraux jugent ces redevances trop faibles. Les milieux nationalistes reprochent quant à eux à Duplessis, dans une formule qu'il connaît bien, de « vendre la province aux étrangers ». Vingt ans plus tard, René Lévesque, figure de proue des néonationalistes québécois, offrira quant à lui une perspective beaucoup plus clémente : « Admettons qu'on lui doit une fière chandelle au vieux « Chef », d'avoir bulldozé l'ouverture de la Côte-Nord pendant que c'était chaud [...] [ainsi] quelques dizaines de milliers de Québécois en vivent-ils fort décemment et la Côte-Nord est-elle présentement notre seule région qui ne donne pas l'image de la stagnation ».

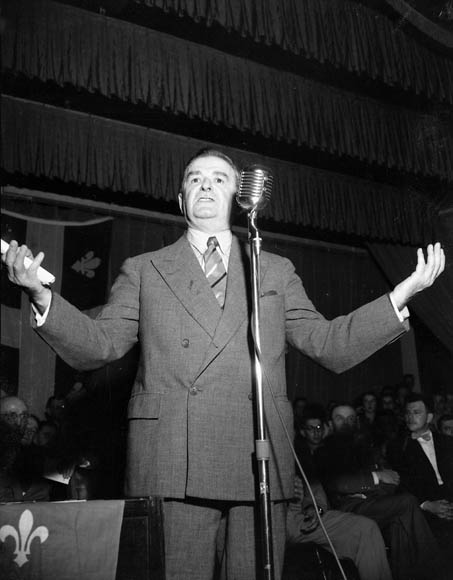
Maurice Duplessis, élections de 1952.

Le retour au pouvoir de Maurice Duplessis n'est pas un long fleuve tranquille. Le 14 février 1949, à Asbestos (aujourd'hui Val-des-Sources, Estrie), l'une des grèves les plus marquantes dans l'imaginaire collectif québécois éclate : la grève de l'amiante. À midi, en coordination avec des mineurs de Thetford Mines, les mineurs d'Asbestos, majoritairement francophones, cessent de travailler en guise de protestation contre les conditions de travail offertes par la Canadian John-Manville Company, leur employeur canado-américain. Les ouvriers, représentés par la Confédération des travailleurs catholiques du Canada (CTCC), réclament notamment de meilleurs salaires, un respect du droit syndical et des mesures de protection contre les risques sanitaires liés à l'exploitation de l'amiante. Si l'épiscopat soutient en grande majorité les revendications des travailleurs, qu'il juge légitime, le gouvernement de Maurice Duplessis appuie quant à lui les positions patronales et considère la grève comme illégale. Alors que les ouvriers refusent un arbitrage extérieur (ils estiment que le patronat serait favorisé) et que l'employeur engage des briseurs de grève pour tenter de mettre fin au mouvement, la grève d'Asbestos est marqué par des centaines d'arrestations, des affrontements avec les forces de l'ordre et des violences policières. Selon l'historien Jacques Rouillard, la grève de l'amiante est considérée comme « une étape importante dans l'histoire du syndicalisme québécois qui illustre l'antisyndicalisme du gouvernement Duplessis et son parti-pris patronal ». Rouillard rappelle toutefois qu'elle n'a rien de révolutionnaire ni d'inédit et que sa mémoire fut instrumentalisée par les opposants de Duplessis et les artisans de la Révolution tranquille. Il conteste également les interprétations selon lesquelles la grève d'Asbestos est un symbole de « l'entrée du Québec dans le monde moderne » ou une victoire des syndicats, notamment parce que le dénouement du conflit est largement imputable à l'intervention du clergé et qu'une bonne partie des revendications syndicales furent ignorées.

Quoi qu'il en soit, l'électorat semble généralement satisfait des politiques de Maurice Duplessis puisque l'Union nationale est reconduite au pouvoir lors des élections générales de juillet 1952. Les unionistes voient leur nombre de députés réduit mais ils restent tout de même majoritaires, alors qu'ils obtiennent 68 sièges contre 23 pour les libéraux. Ces derniers n'arrivent pas à sortir la tête de l'eau et les critiques de George-Émile Lapalme à l'endroit des projets d'exploitation minière dans l'Ungava n'y changent rien. Maurice Duplessis bat Joseph-Alfred Mongrain, maire de Trois-Rivières, par plus de 5 400 voix. Lapalme est quant à lui défait par moins de 3 000 voix dans son Joliette. Il est battu par Antonio Barrette, ministre du Travail. Le leadership de George-Émile Lapalme à la tête du Parti libéral n'est toutefois pas remis en cause.
Six mois plus tard, en janvier 1953, l'Union nationale adopte la Loi modifiant la loi électorale du Québec. Aussi appelé le Bill 34, ce texte de loi exclut le représentant de l'opposition des énumérateurs électoraux : seul le parti au pouvoir aura un droit de regard sur le processus électoral. Lapalme dira qu'il s'agit de la « mainmise du gouvernement sur l'ensemble du mécanisme électoral ». Gérard Filion, directeur du Devoir, ne cache pas son opposition: « Quand la loi favorise le vol, il faut crier halte-là. »
Maurice Duplessis ne rompt pas avec ses convictions autonomistes lors de ce troisième mandat à la tête du Québec. En 1954, l'Union nationale crée un impôt sur les particuliers de 15 %, qu'il veut faire déduire de l'impôt fédéral. Ottawa finit par s'entendre avec le gouvernement unioniste et accepte une déduction à hauteur de 10 %. Durant la même période, Maurice Duplessis s'engage dans un autre bras de fer avec Ottawa, alors qu'il s'attaque aux subventions fédérales dans les universités québécoises. Duplessis soutient que le fédéral empiète sur les champs de compétence provinciaux en s'ingérant dans l'éducation. Au nom de l'autonomie, il interdit aux institutions québécoises de recevoir des millions de dollars de financement. Cette démarche trouvera certains appuis même chez ses adversaires, alors que Pierre Eliott Trudeau affirme également que le gouvernement fédéral ne respecte pas la division des pouvoirs fixée par la constitution canadienne.
Au printemps 1956, Maurice Duplessis entame la dernière campagne électorale de sa carrière. Dans sa propagande, l'Union nationale se focalise sur les accomplissements de ses mandats à la tête du Québec. René Chaloult, ex-unioniste devenu indépendant, accuse le parti d'avoir trahi les nationalistes. Les échanges sont assez virulents durant la campagne électorale. René Hamel, candidat libéral dans Saint-Maurice, accuse le régime duplessiste de s'approprier les revenus de l'État : « Notre province est comparable à une caverne de voleurs, où nos taxes n'ont pour but que d'engraisser les rats de l'Union nationale. » De son côté, Maurice Duplessis n'hésite pas à avoir recours aux attaques personnelles et à brandir le spectre du communisme : « Je ne dis pas que Lapalme est un communiste. Mais M. Lapalme est un faible. Il y avait en Hongrie un homme qui, comme Lapalme n'était pas un communiste, mais un faible. Il n'a pas su se tenir debout. Et vous savez ce qui est arrivé. La Hongrie est tombée sous la botte des rouges. On n'y voit plus de religieux dans les écoles, on y a décroché les crucifix des murs. C'est le sort qui pourrait vous attendre demain si vous alliez vous tromper le jour du scrutin. »
L'Union nationale finit par remporter les élections et forme son quatrième gouvernement majoritaire consécutif. Les unionistes obtiennent 70 sièges à l'Assemblée législative contre seulement 20 pour les libéraux de George-Émile Lapalme. Le dernier mandat de Maurice Duplessis est notamment marqué, en 1957, par le scandale du gaz naturel. Symbole pour certains de la corruption de l'Union nationale, cette affaire sera l'une des causes de la chute des unionistes aux élections de 1960.

### Mort de Duplessis: funérailles d'État et deuil national
C'est à la suite de l'invitation de la Quebec Iron, une filiale d'une corporation minière canado-américaine plus large appelée Iron Ore Company of Canada, que Maurice Duplessis se rend à Schefferville en septembre 1959,,. Il ignore au passage les avertissements d'Auréa Cloutier, sa secrétaire, quant à son fragile état de santé. Le mandat de la compagnie minière consiste alors en l'exploitation d'un gisement de fer découvert en 1949,. La mise en œuvre du chantier a notamment nécessité la construction d'un chemin de fer, le Chemin de fer de la Côte-Nord et du Labrador, qui relie les villes de Schefferville et Labrador City à la ville portuaire de Sept-Îles,. Le développement du nord québécois, privilégié par Duplessis, s'effectue notamment « dans des conditions avantageuses pour les investisseurs » étrangers. Les sources hésitent entre réalité ou fiction en ce qui concerne l'histoire selon laquelle, sur la longue route menant jusqu'aux mines de Schefferville, Maurice Duplessis se serait arrêté en chemin et, les pieds plantés au Québec, aurait uriné de l'autre côté de la frontière entre le Québec et le Labrador,. Duplessis aurait commis ce geste dans le but de dénoncer l'annexion du Labrador à ce qui était alors la colonie britannique du Dominion de Terre-Neuve,.
C'est le 3 septembre que tout bascule pour Maurice Duplessis. Selon Jean-Claude Dupras, pendant l'après-midi, un cigare en bouche, « alors qu’il est seul dans le salon du chalet avec Maurice Custeau, debout, parlant à ce dernier, il ressent soudainement un malaise, sa voix ralentit, son visage grimace, il porte la main droite vers sa tête, pivote sur lui-même et s’effondre lourdement au sol, presque dans les bras de Custeau ». Avant qu'il ne s'effondre et perde connaissance pour de bon, Maurice Duplessis conversait avec Custeau, et les mots suivants se sont avérés être les derniers prononcés par « le Chef » : « Dites au Père Champagne que j'irai le voir après la messe du matin »,. Cette réplique était en réponse à une demande d'entretien que le curé de Schefferville avait fait parvenir au premier ministre québécois. En arrivant sur les lieux, le médecin constate que le premier ministre québécois est victime d'une hémorragie cérébrale, une hémorragie qui le fera osciller entre la vie et la mort pendant quatre jours,. À son chevet sont les docteurs Larue, Rouleau et Rosmus, quelques conseillers et sa sœur, Étiennette Bureau,. Sévèrement paralysé du côté droit, le premier ministre reprend conscience à quelques reprises mais est incapable de la moindre parole. C'est le révérend père Marcel Champagne, curé de Schefferville, qui souhaitait justement s'entretenir avec le premier ministre, qui administre les derniers sacrements au moribond le 4 septembre,. Après une série d'hémorragies cérébrales et quatre-vingts heures d'agonie, Maurice Duplessis rend l'âme à minuit et une minute, dans la nuit du 6 au 7 septembre 1959, jour de la Fête du Travail ; il avait 69 ans,,,. Le défunt premier ministre était logé à l'auberge Guest House, un hôtel privé appartenant à la Iron Ore Company situé sur les abords du Lac Knob,,.
Des images d'archives de Radio-Canada montrent comment le cercueil contenant la dépouille de Maurice Duplessis, drapé d'un drapeau québécois, a été laborieusement monté à bord d'un avion,. L'appareil, un Douglas DC-3 propriété du Ministère des Transports du Québec, décolle ensuite de l'Aéroport de Schefferville à deux heures du matin et se rend à Québec, où il atterrit à l'aéroport de L'Ancienne-Lorette, aujourd'hui l'Aéroport international Jean-Lesage de Québec, à 6h10 du matin,,. Dans la capitale québécoise, le corps est d'abord pris en charge par la police provinciale, puis confié à un entrepreneur de pompes funèbres qui procède à l'embaumement de Maurice Duplessis. Par la suite, il est transféré à l'Hôtel du Parlement du Québec et exposé en chapelle ardente dans l'enceinte du Salon rouge de l'Assemblée législative, où il avait représenté sans interruption les intérêts des citoyens de la circonscription de Trois-Rivières pendant 32 ans, 3 mois et 22 jours,. Les Québécois reçoivent la nouvelle de la mort du premier ministre avec consternation et émotion, alors qu'ils constatent « la fin d'un homme dont le prestige et le pouvoir avaient été exceptionnels »,. Ils affluent en grand nombre pour lui rendre hommage. En une seule journée, ce sont des dizaines de milliers, voire plus de 100 000 personnes qui se déplacent pour venir faire leurs adieux au défunt chef d'État québécois, second premier ministre à mourir en fonction,.
La mort de Maurice Duplessis se vit comme un deuil national. Dans l'après-midi du 8 septembre 1959, un Libera Me est célébré à la basilique Notre-Dame de Québec en son honneur. Un imposant cortège se forme lorsque la dépouille est transportée de Québec vers sa ville natale de Trois-Rivières en vue des préparatifs pour les funérailles, prévues pour le 10 septembre. La foule, débordant des trottoirs de la Grande Allée, observe le défilé de voitures accompagné par le son d'une marche funèbre entonnée par le Royal 22e Régiment en tenue de deuil,. Arrivé à Trois-Rivières, le corps du défunt est à nouveau exposé, cette fois au Palais de justice de Trois-Rivières, où Maurice Duplessis avait plaidé maintes fois au début de sa carrière d'avocat et où nombre de personnes tiennent à venir lui rendre un dernier hommage, forçant l'établissement à repousser ses heures de fermeture.

Le 10 septembre 1959 à 10 h 21 du matin, un nouveau cortège funèbre se forme pour accompagner la dépouille de Maurice Duplessis du Palais de justice jusqu'à la cathédrale de l'Assomption de Trois-Rivières, où une dernière messe l'attend,. 50 000 personnes affluent autour de l'église pour rendre un dernier hommage à la première personne à recevoir des funérailles d'État en vertu du protocole cérémoniale québécois récemment adopté,,,. Tout le gratin des hommes politiques conservateurs du Québec et du Canada assistent aux funérailles célébrées par le cardinal Paul-Émile Léger et l'évêque Georges-Léon Pelletier, dont le premier ministre du Canada John Diefenbaker, le premier ministre de l'Ontario Leslie Frost, le premier ministre du Nouveau-Brunswick Hugh John Flemming, le premier ministre du Manitoba Dufferin Roblin, tous les quatre à la tête d'une délégation de leur gouvernement respectif, en plus de l'opposition libérale de Québec, de nombreux membres du Conseil législatif du Québec, le maire de Montréal Sarto Fournier ainsi que l'entièreté du cabinet unioniste,,. Quelques autres prélats influents, y compris Maurice Roy, archevêque de Québec, Charles-Eugène Parent, archevêque de Rimouski, les évêques de Valleyfield, Gaspé et Joliette, et enfin Lionel Scheffer, vicaire apostolique du diocèse de Labrador-Schefferville en l'honneur de qui Maurice Duplessis a nommé la ville de Schefferville, sont aux côtés de l'archevêque de Montréal et de l'évêque de Trois-Rivières pour prendre part à la messe,. La cérémonie terminée, le cortège reprend forme et la procession se dirige vers le cimetière Saint-Louis, où une foule d'environ 1 200 personnes s'est déjà entassée pour assister à l'inhumation,. Huit policiers transportent le cercueil, recouvert du drapeau du Québec,. Ils retirent le fleurdelisé en le pliant soigneusement puis procèdent à la descente du cercueil, fait de bronze et pesant près de 1 800 livres placé dans un coffre d'acier recouvert de cuivre, au fond de la fosse,,,. L'inhumation a eu lieu à une heure de l'après-midi. Le drapeau, conservé par Auréa Cloutier, secrétaire de Maurice Duplessis, sera remis à l'abbé Pierre Gravel en 1971.

Les funérailles de Maurice Duplessis
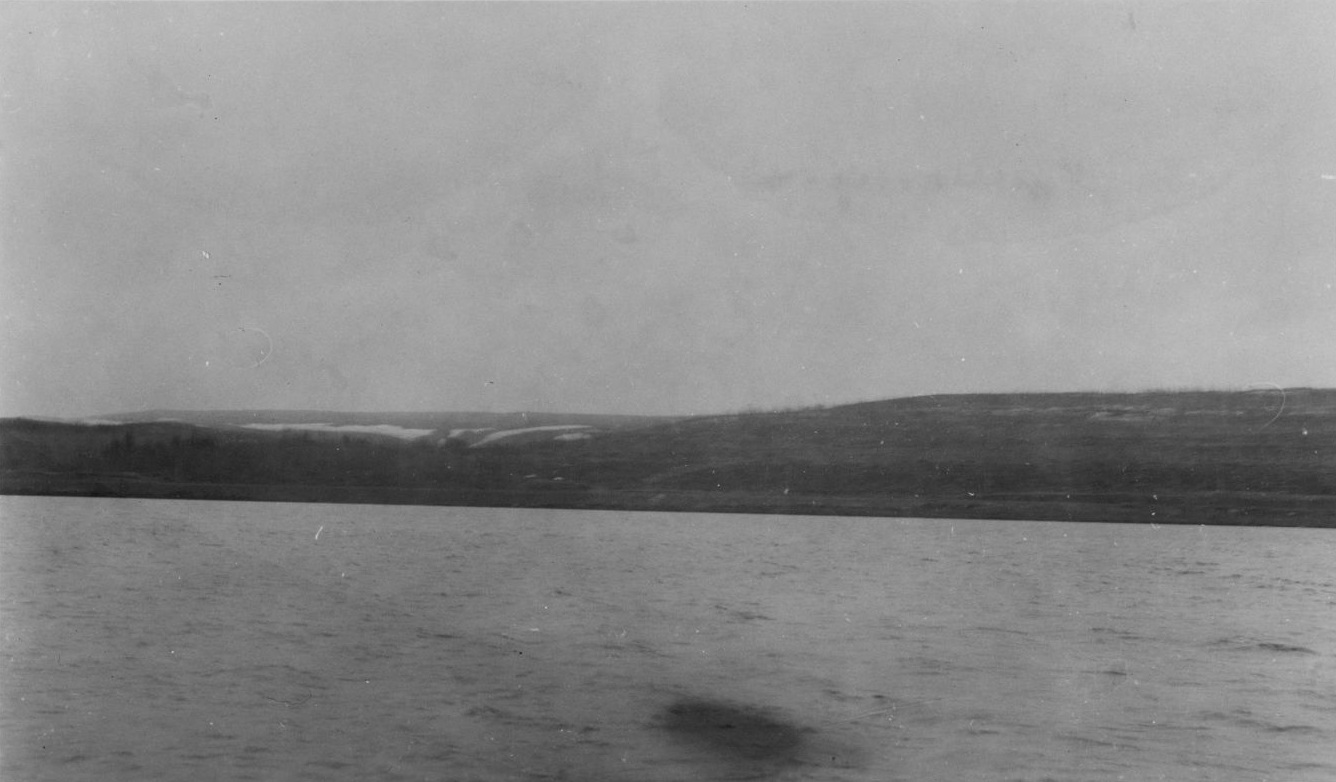
Maurice Duplessis est décédé à minuit et une le 7 septembre 1959 dans l'auberge Guest House, un hôtel privé appartenant à la Iron Ore Company of Canada situé sur les berges du Lac Knob.
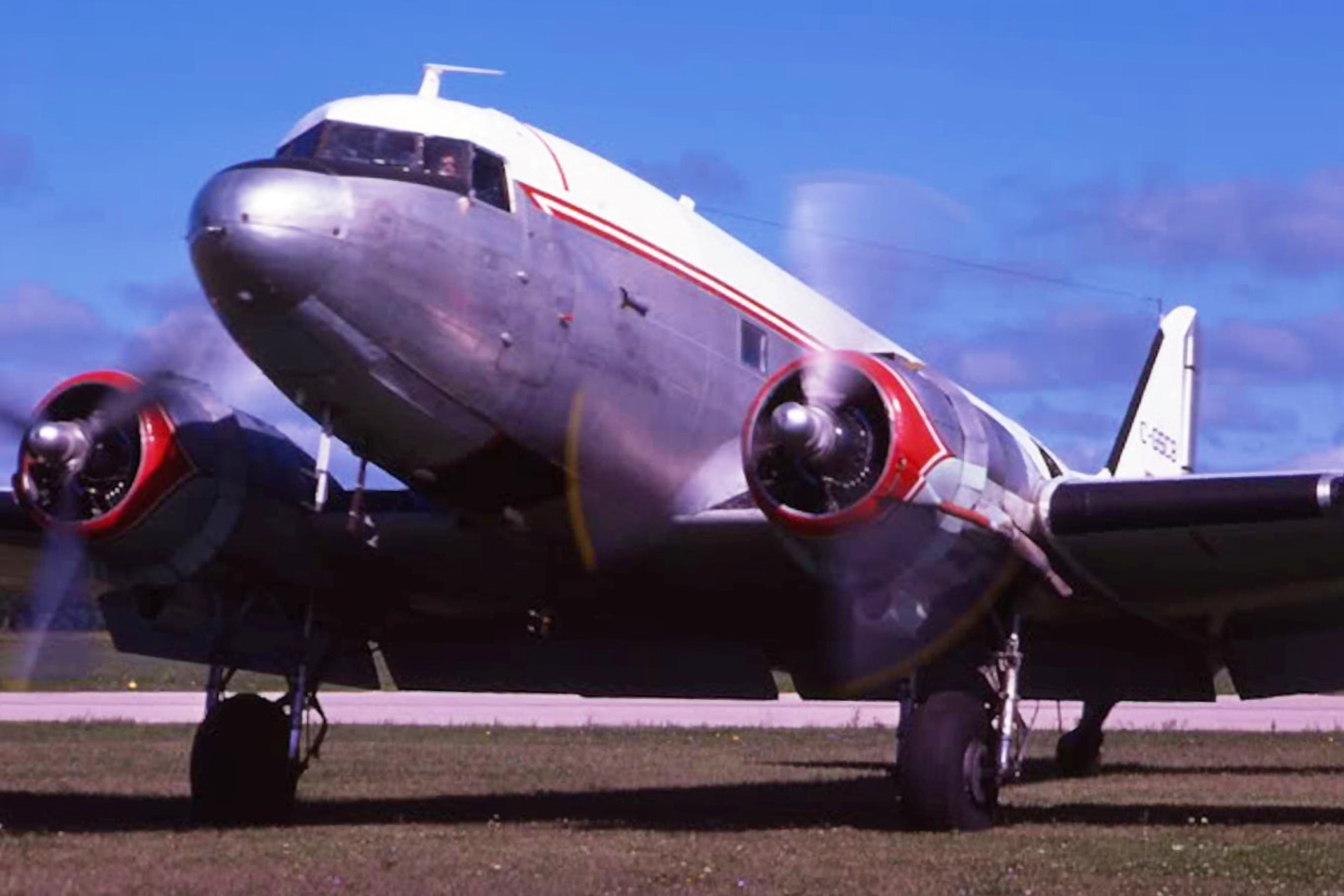
La dépouille de Maurice Duplessis est transportée le 7 septembre 1959 à bord d'un Douglas DC-3 partant de Schefferville vers deux heures du matin pour arriver à Québec à six heures du matin.
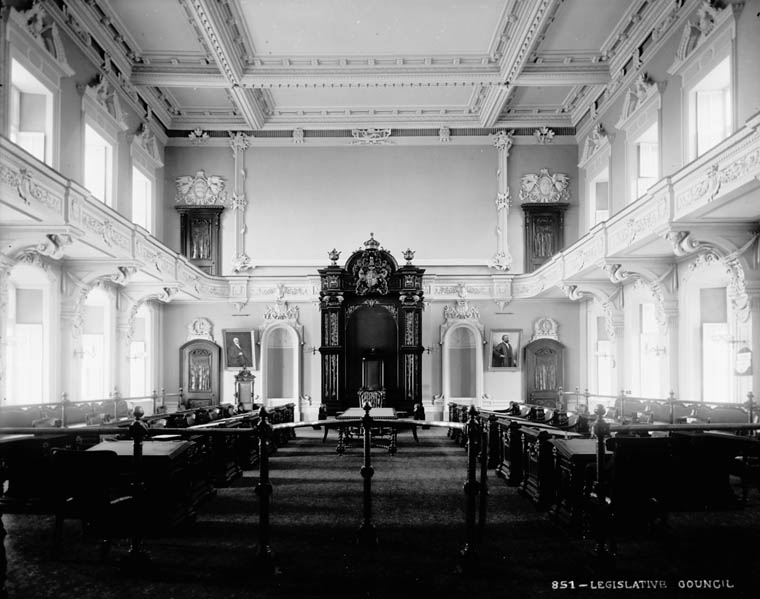
Le 7 septembre 1959, Maurice Duplessis est exposé en chapelle ardente dans le Salon rouge de l'Assemblée législative du Québec.
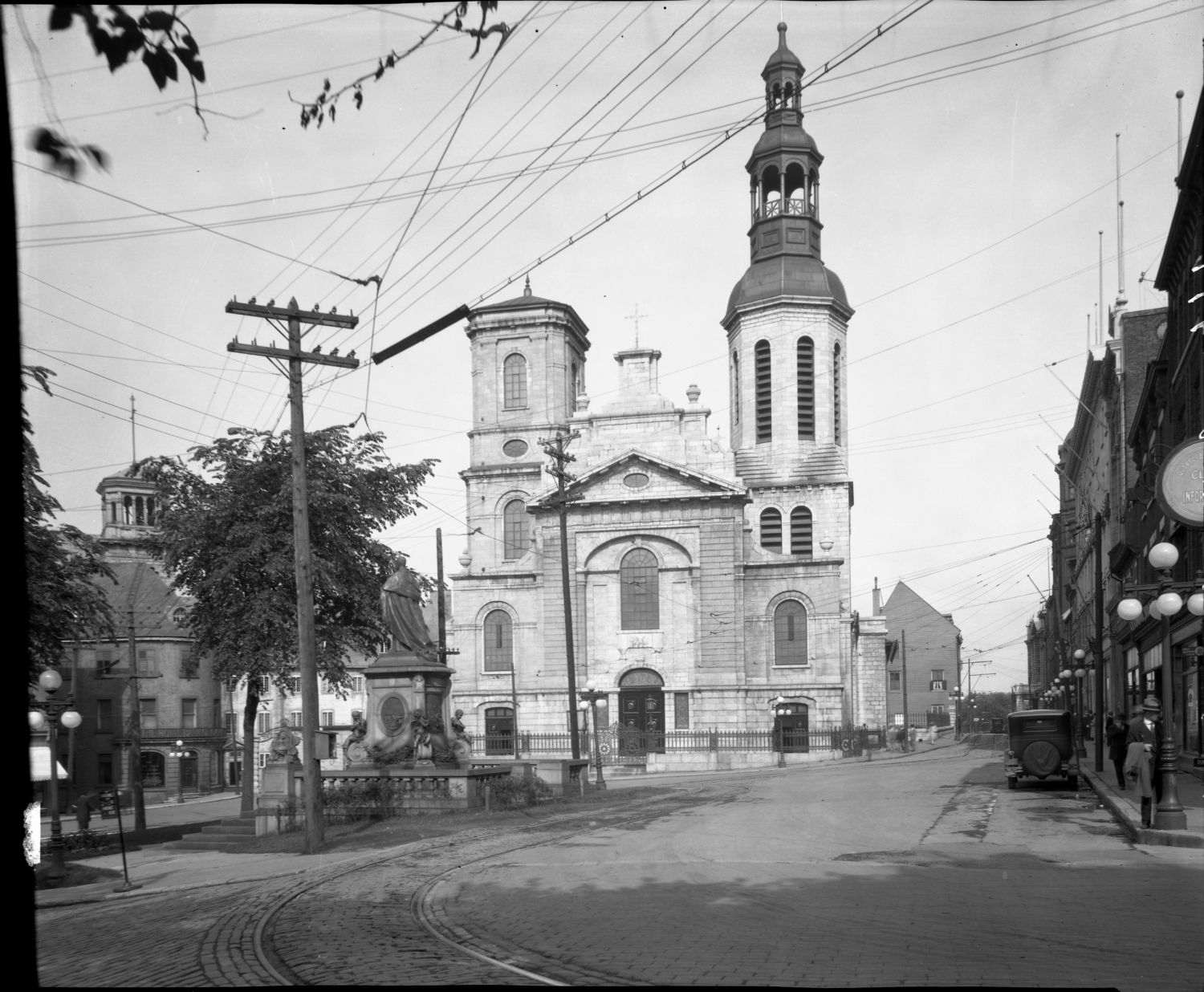
Les obsèques de Maurice Duplessis sont célébrées à la Basilique-cathédrale Notre-Dame de Québec le 8 septembre 1959, où un Libera Me (absoute) est donné en son honneur.
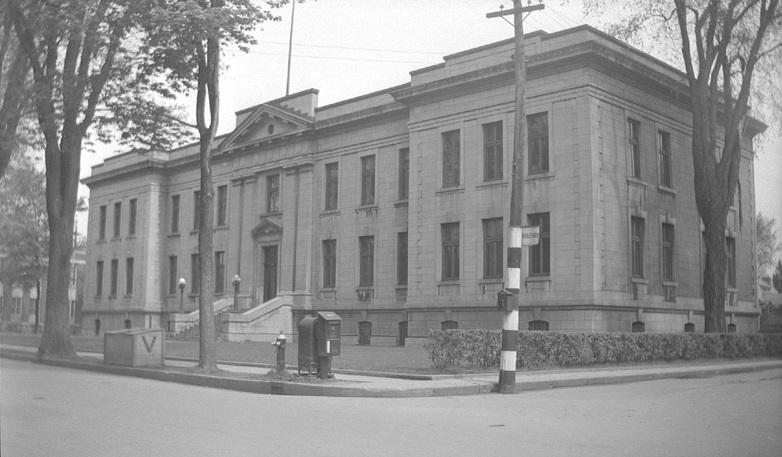
Maurice Duplessis est exposé en chapelle ardente au Palais de justice de Trois-Rivières les 8 et 9 septembre 1959. Ce sont près de 100 000 personnes qui sont allées faire leurs adieux au politicien trifluvien.
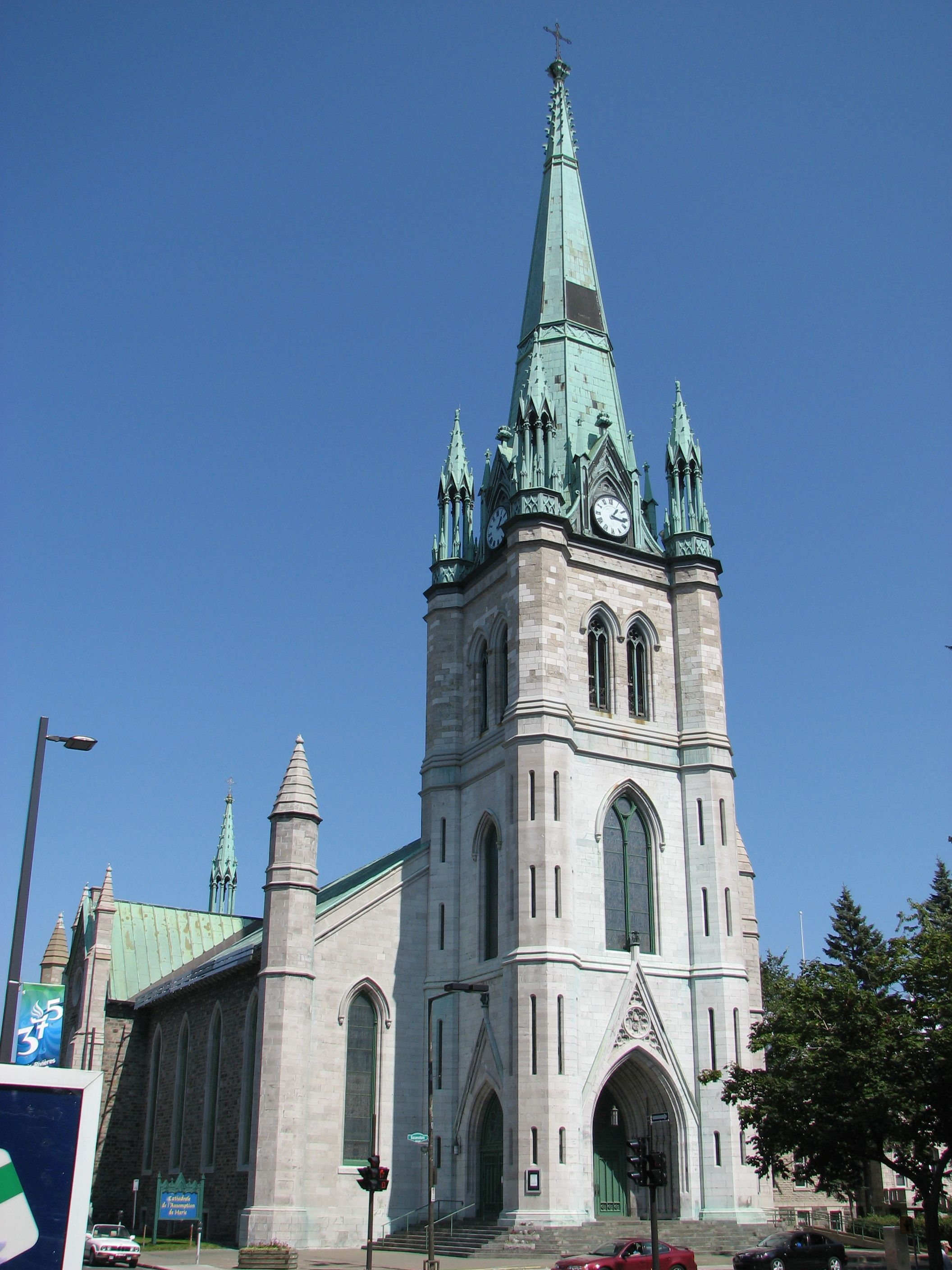
Les funérailles de Maurice Duplessis se sont déroulées le 10 septembre 1959 à la Cathédrale de l'Assomption de Trois-Rivières. 50 000 personnes se sont amassées à la place Champlain, qui fait face au lieu de culte.
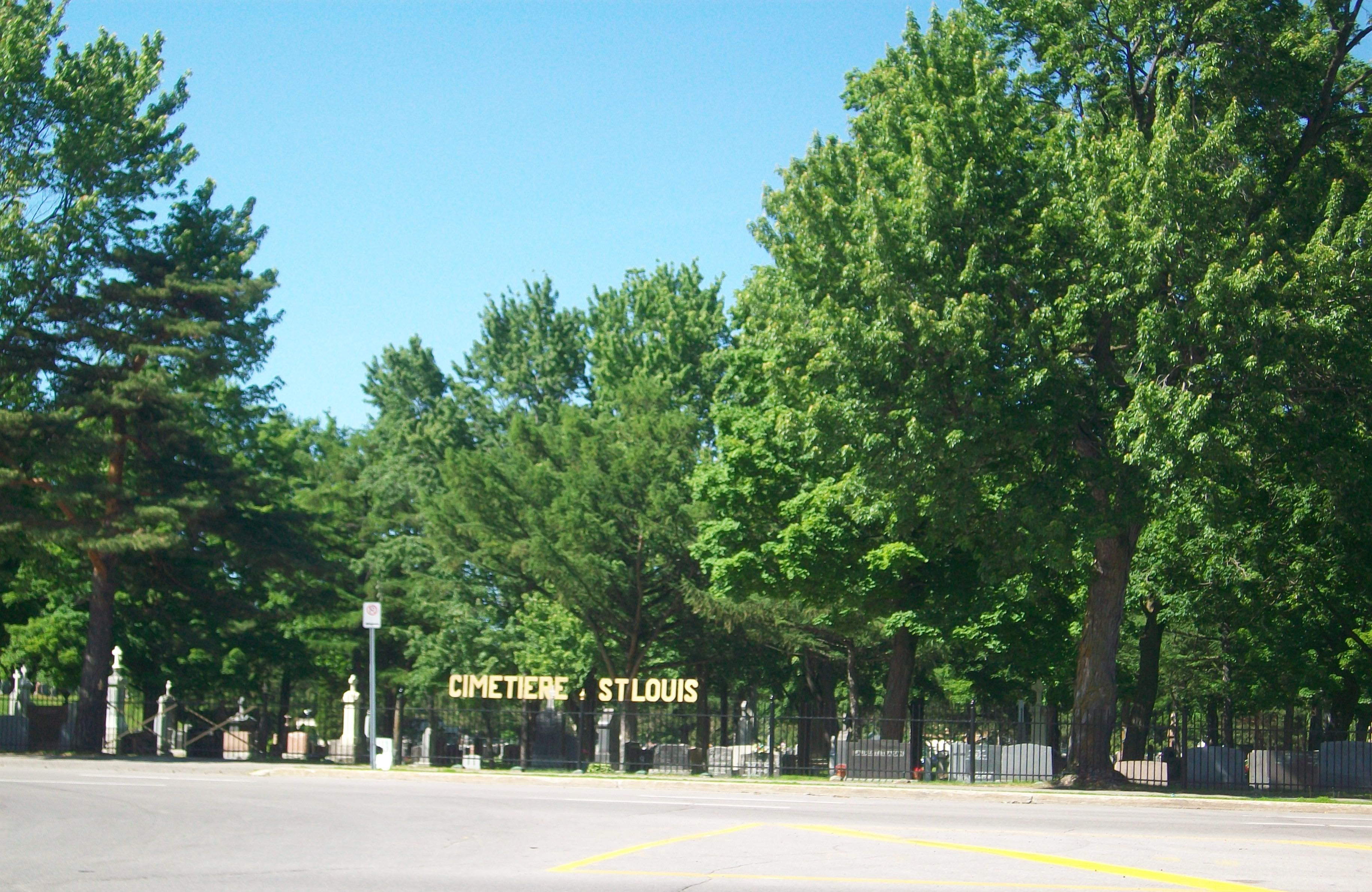
L'enterrement de Maurice Duplessis a eu lieu le 10 septembre 1959 au Cimetière Saint-Louis de Trois-Rivières. La présence d'une foule de 1 200 personnes, qui n'avait pas été invitée, est tolérée.
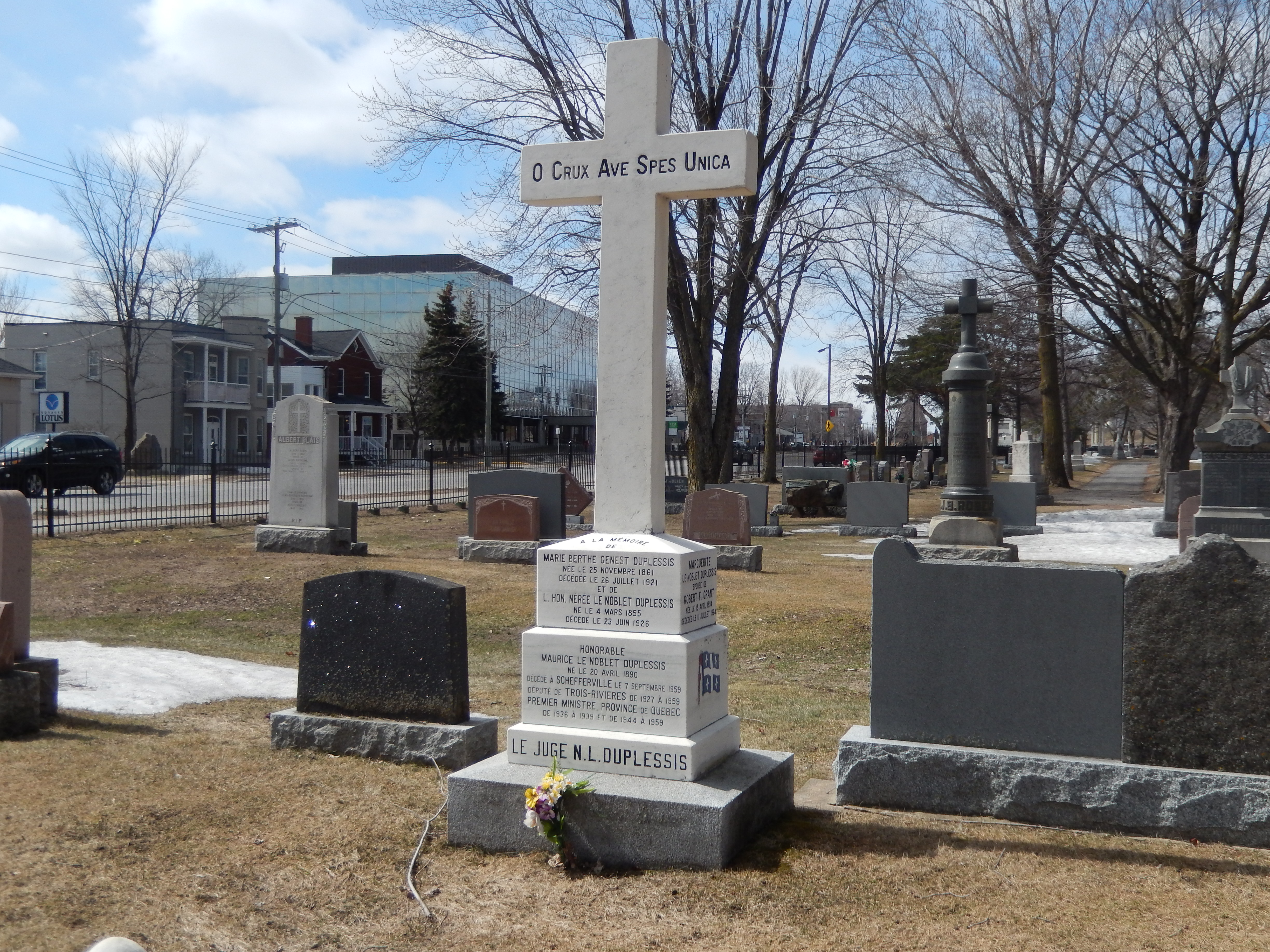
Monument funéraire de Maurice Duplessis dans le cimetière Saint-Louis, à Trois-Rivières. Sur la croix est écrite la locution latine O Crux ave spes unica. (« Salut, ô Croix, notre unique espérance »).

La mort de Maurice Duplessis met fin à près de vingt ans de domination du paysage politique québécois par l'Union nationale. Au total, le « Chef » a été député pendant neuf mandats d'affilée, chef d'un parti politique québécois pendant sept législatures successives et premier ministre durant cinq mandats, les quatre derniers étant consécutifs. Après lui, il s'est écoulé près d'un demi-siècle avant qu'un parti politique ne réussisse à remporter trois mandats de suite lors d'élections provinciales québécoises, soit les libéraux sous Jean Charest,,. Dans l'année suivant son décès, la région de Duplessis (Côte-Nord) voit le jour ainsi qu'une circonscription électorale provinciale nord-côtière nommée en son honneur : la circonscription de Duplessis,.
Le jour des funérailles de Maurice Duplessis, l'Union nationale annonce que c'est Paul Sauvé qui lui succédera à titre de chef de l'Union nationale et premier ministre du Québec. Ce dernier est ministre de la Jeunesse et ministre du Bien-être social depuis le 18 septembre 1946. Paul Sauvé, fils d'Arthur Sauvé, l'ancien chef du Parti conservateur du Québec, ne reste pas premier ministre bien longtemps puisqu'il meurt subitement à Saint-Eustache le 2 janvier 1960, moins de quatre mois après avoir été assermenté en tant que premier ministre du Québec. Paul Sauvé devient ainsi le troisième premier ministre québécois à mourir en fonction et il s’agit là de la seule fois de l’histoire du Québec où deux chefs de gouvernements québécois meurent successivement en fonction. Plus encore, trois des cinq premiers ministres québécois que l'Union nationale ait connue sont morts en fonction, Daniel Johnson étant décédé lors d'une visite au chantier du barrage Manic 5, en 1968. Le successeur de Sauvé, Antonio Barrette, ministre du Travail depuis le 30 août 1944, se retrouve contre toute attente à la tête du Québec, et ce pour les six mois à venir. Le premier ministre du Québec est cependant incapable de mener l'Union nationale à la victoire lors des élections générales québécoises de 1960, tenues le 22 juin, qui voient les libéraux de Jean Lesage former un gouvernement majoritaire,. C'est, selon l'historiographie québécoise, la fin de la Grande Noirceur et le début officiel de la Révolution tranquille.

## Idéologie et style politique

### L'autonomie comme cheval de bataille
Bien qu'il considère le souverainisme comme un extrémisme à écarter, la défense et la promotion de l'autonomie provinciale fut sans doute le principal cheval de bataille de Maurice Duplessis. À ce propos, il déclare en 1939 : « Tant que j'aurai un souffle de vie, personne ne touchera à l'autonomie de la province de Québec ». La question de l'« empiètement du fédéral » constitue son « pain et son beurre », pour reprendre les termes de l'historien Jonathan Livernois.

Cette critique de l'« empiètement du fédéral » émerge dans un contexte bien particulier, celui de l'entre-deux-guerres, de la Grande dépression et de la Seconde Guerre mondiale. À une époque marquée par les crises, les luttes de pouvoir sont exacerbées par la nécessité de mettre en place des mesures d'urgence. Lors de la Première Guerre mondiale, le gouvernement fédéral s'immisce par exemple dans le domaine de la taxation en établissant un impôt sur les revenus des particuliers et des sociétés afin d'alimenter l'effort de guerre. L'Union nationale critique sans cesse ces intrusions fédérales. Alors que la Seconde Guerre mondiale vient d'éclater, le communiqué annonçant aux journalistes les élections générales de 1939 en offre un bon exemple : 

« Les Chambres provinciales ont été dissoutes hier et une élection générale a été ordonnée [...] La votation aura lieu le mercredi 25 octobre [...] L'Union nationale considère que l'autonomie provinciale [...] est essentielle aux meilleurs intérêts de la province [...] Invoquant le prétexte de la guerre, déclarée par le gouvernement fédéral, une campagne d'assimilation et de centralisation, manifeste depuis plusieurs années, s'accentue de façon intolérable. Des arrêtés ministériels ont été passés par Ottawa en vertu du « War Measures Act » (Loi des mesures de guerre), avec le désir et l'effet de centraliser à Ottawa, pour fins de guerre, toute la finance des particuliers, des municipalités, des provinces du pays. »

Pour Bernard Saint-Aubin, l'autonomisme de Maurice Duplessis est dans le sillage des politiques de Taschereau et, dans un contexte où le gouvernement fédéral veut mettre en place des réformes keynésiennes (notamment l'assurance-chômage durant la Grande Dépression), est surtout révélateur d'un « profond conservatisme social » : 

« En matière sociale, le gouvernement central s'est toujours montré plus progressiste que ceux de Duplessis et de Taschereau. Le premier, en s'opposant aux allocations familiales, et le second, aux pensions de vieillesse de 1927 à 1936, sous le couvert de l'autonomie provinciale, ne faisaient que le jeu des milieux d'affaires, leurs bailleurs de fonds électoraux. Est-on certain que le Québec aurait bénéficié de ces mesures sociales si Ottawa n'en avait pris l'initiative? Il y a lieu d'en douter. »

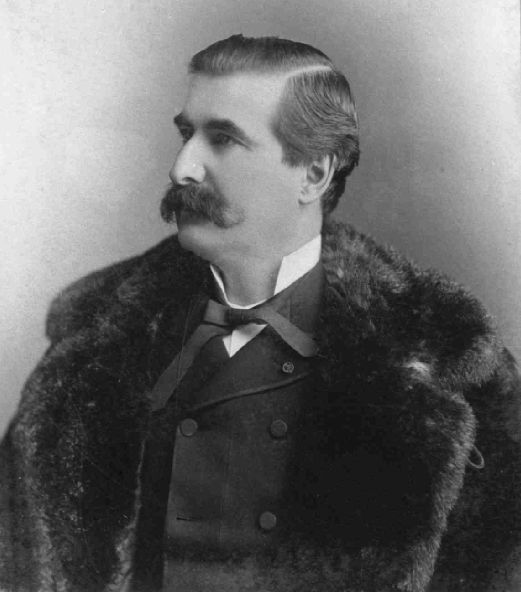
Honoré Mercier, premier ministre du Québec de 1887 à 1891, partisan de l'autonomisme québécois et figure d'inspiration pour Maurice Duplessis.

En ce qui concerne les milieux d'affaires, certains soulignent également le paradoxe entre la promotion de l'autonomisme dans l'arène politique et le fait de s'« incliner devant les investisseurs étrangers qui asservissaient le Canada français sur le plan économique ». Les fédéralistes lui reprochent quant à eux d'être systématiquement en désaccord avec Ottawa. Cet « autonomisme négatif » est aussi critiqué par certains nationalistes, notamment l'abbé Lionel Groulx : « Le pseudo-nationalisme du chef de l'Union nationale - nationalisme qui se réduit, du reste, à une défense négative de l'autonomie provinciale - déprécie rapidement toutes les valeurs qui constituent le véritable fond de la doctrine ». Même son de cloche chez George-Émile Lapalme, chef de l'opposition durant les années du duplessisme : 

« Admettons en toute objectivité, d'abord et avant tout, que Maurice Duplessis a réellement inventé l'autonomie provinciale, même si avant lui on l'avait invoquée. (...) Autonomie électorale, autonomie négative, autonomie verbale, autonomie saugrenue, autonomie de remplissage, autonomie du néant. Oui, je sais. Mais y a-t-il eu quelqu'un qui l'ait mieux dorée que lui ? »

Il faut toutefois dire que Maurice Duplessis n'a pas qu'un autonomisme réactionnaire et que ses aspirations autonomistes ne se cantonnent pas aux temps de crise. Les quinze ans de domination de l'Union nationale durant les années 1940 et 1950 furent également caractérisées par de fréquents affrontements avec Ottawa, notamment sur des questions de fiscalité et de financement (le dossier des universités fut sans doute la plus marquante de ces querelles). Dans ce contexte, Duplessis ne se contente pas d'un « autonomisme négatif » et prend parfois des initiatives. C'est notamment le cas en 1953, alors qu'il met en place la Commission royale d'enquête sur les problèmes constitutionnels (mieux connue sous le nom de Commission Tremblay), dont les recommandations mènent à la création d'un impôt provincial sur le revenu des particuliers en 1954.
Pour Conrad Black, biographe de Maurice Duplessis et sympathisant de l'Union nationale, le « Chef » est « le plus important leader de toute l'histoire de la politique provinciale du Québec ». Bien qu'il admette que son régime fut marqué par le patronage et les « tractations politiques douteuses », Black voit en Duplessis « celui qui a doté le Québec d'un État national » :

« Sous Duplessis, l'État est devenu infiniment plus important qu’il ne l'avait été auparavant en particulier dans ses rapports avec l’Église, le gouvernement fédéral et les compagnies. Il a mis fin à cette époque où le premier ministre de la province de Québec s'asseyait au conseil d'administration de grosses compagnies
pour parler affaires avec les industriels qui le considéraient comme le chef d'une moyenne entreprise appelée la province de Québec. Duplessis a élevé le gouvernement au-dessus de tout cela pour en faire un gouvernement autonome et national. »

### Conservatisme, rapport au clergé et anticommunisme
Malgré ses apparences traditionalistes, Maurice Duplessis n'était pas complètement opposé à la notion de « progrès », du moins en matière économique. Il mit en place plusieurs mesures visant la modernisation de l'économie québécoise. Dans cette veine, les pratiques économiques prônées par Duplessis se rapprochent du libéralisme économique. Attaché au patrimoine agricole, Duplessis fit de l'électrification des campagnes l'une de ses priorités. Ainsi, entre 1945 et 1960, l'Office de l'électrification rurale fit passer de 20 % à 98 % la proportion de fermes ayant accès à l'électricité au Québec. Cela permit de moderniser les techniques agricoles et d'augmenter la productivité des fermes, ce qui fit en sorte de réduire la quantité de main-d'œuvre nécessaire en agriculture et de la réorienter vers les industries modernes des villes. Malgré le manque de services publics, certains font également valoir qu'il est responsable d'une longue période de croissance économique en plus d'avoir déposé 15 surplus budgétaires consécutifs. Avec Hydro-Québec, le gouvernement encourage le développement et la colonisation de plusieurs régions nordiques et préconise la formation de scientifiques, techniciens et ingénieurs canadiens français. Selon l'historien Stéphane Savard, ces progrès permettent de nuancer le mythe de la « Grande noirceur » : 

« L'étude du rôle accordé à Hydro-Québec et au développement hydroélectrique par l'administration de l'Union nationale permet donc de corriger certaines interprétations courantes sur le régime duplessiste, dont celle d'un gouvernement qui s'appuie uniquement sur l'entreprise privée afin de développer les nouvelles régions. Elle démontre également une continuité, à l'égard d'Hydro-Québec, entre les interventions du gouvernement Duplessis et celles entreprises par les gouvernements subséquents, notamment ceux de Jean Lesage, Daniel Johnson, Robert Bourrassa et René Lévesque [...] nuançant le mythe d'un changement radical. »

Bien que partisan du progrès économique, Maurice Duplessis fut à la tête d'un régime aux tendances résolument conservatrices dans les sphères sociales et culturelles. De ce fait, il fut très proche du clergé catholique et des milieux religieux, allant même jusqu'à affirmer « les évêques mangent dans ma main ». Les principaux biographes de Duplessis, Robert Rumilly et Conrad Black, s'entendent sur cette conclusion. Toutefois, Rumilly souligne qu'il fut un ardent défenseur de la tradition canadienne française alors que Black affirme plutôt qu'il fut à l'origine de la chute de l'influence du clergé, en réduisant les prêtres à un rôle de dépendance. Une chose est sûre, Duplessis ne se laissait pas dicter de décision par l'Église, bien qu'il laissât sous-entendre que ses actions étaient guidées par la religion, voire par les évêques eux-mêmes.
Soulignant les biais idéologiques de Rumilly et Black, l'historien Alexandre Dumas brosse quant à lui un portrait un peu plus nuancé des relations entre l'Église et l'État sous Duplessis. Dumas ne nie pas la nature clientéliste des relations entre les instances religieuses et le premier ministre, qui finance les œuvres du clergé en échange d'un important réseau d'influence qui lui servit notamment en contexte électoral. Il rappelle que Duplessis tissait même des relations très personnelles avec les évêques, leur offrant des cadeaux en tout genre et leur écrivant même personnellement pour souligner leurs anniversaires. Toutefois, ce dernier explique que, malgré les relations étroites entre les grandes figures du clergé et le gouvernement, le bas-clergé formait un bloc beaucoup moins monolithique que l'on pense. Critiquant les généralisations des principaux biographes de Duplessis, il donne des exemples d'opposition au clientélisme unioniste. Dumas relate notamment un article intitulé « Lendemains d'élections », publié par les abbés Gérard Dion et Louis O'Neill dans Le Devoir en 1956, et critiquant les « mœurs électorales des Canadiens français ». Dion et O'Neill dénoncent également l'attitude du clergé envers l'Union nationale, qu'ils jugent nuisible à la réputation de l'Église. Bien que les abbés ne citèrent pas de nom, leur texte fut largement perçu comme une attaque contre l'Union nationale et reçut le soutien, en privé, de plusieurs évêques.
Les gouvernements de Duplessis furent caractérisés par l'usage généralisé du trafic d'influence, la lutte anticommuniste et l'emploi de la répression contre les syndicats. L'acharnement de Duplessis contre l'influence communiste au Québec rappelle à plusieurs égards la paranoïa maccarthyste aux États-Unis. Son initiative anticommuniste la plus célèbre fut la Loi protégeant la province contre la propagande communiste, surnommée « la Loi du cadenas ». Cette loi de 1937 permet au Procureur général du Québec, poste tenu par Maurice Duplessis lui-même, d'ordonner la fermeture de toute organisation ou établissement soupçonné de « communisme » ou de « bolchévisme ». Le Parti libéral du Québec vote en faveur de cette loi et les réactions chez la population francophone comme dans la presse semblent généralement positives.
Le sociologue Marcel Fournier affirme que la Loi du cadenas répond non seulement aux demandes des « éléments conservateurs » du clergé mais permet également au gouvernement de freiner les actions de syndicalisation et d'empêcher l'union des forces progressistes québécoises en un front commun (elle force d'ailleurs de nombreuses organisations à œuvrer dans la clandestinité). En 1957, soit vingt ans après son adoption, la Cour suprême canadienne juge inconstitutionnelle la majeure partie de cette législation.

### Propagande et censure
Un contrôle étroit de la presse écrite caractérise le règne de Maurice Duplessis à la tête du Québec. Au moment où l'Union nationale prend le pouvoir, on constate une dépolitisation des journaux qui, souvent la propriété d'hommes d'affaires proches du Parti libéral, tentent de s'attirer la sympathie des Unionistes. Les journaux craignent également que le gouvernement ne s'attaque à leurs activités par le biais de Maurice Duplessis, qui a la capacité d'intervenir dans la fabrication et la vente du papier journal. Cette situation crée donc une « sympathique neutralité à l'égard du gouvernement », quand il ne s'agit pas tout bonnement d'une participation à la propagande unioniste. Duplessis tisse des liens étroits avec les propriétaires de journaux (notamment le puissant Jacob Nicol) et s'assure de la complaisance de grandes institutions comme La Presse, La Patrie, Le Soleil, The Montreal Star, la Gazette ou encore la station radiophonique CKAC. Notons l'exception notable du Devoir qui, après avoir supporté l'Union nationale lors de son élection en 1936, est devenu l'un des plus farouches opposants du parti après la grève d'Asbestos (1949) et l'arrivée de Gérard Fillion à la tête du journal (1947). Le Devoir, par le biais de son éminent journaliste Pierre Laporte, participera d'ailleurs à la chute de l'Union nationale en révélant la corruption du gouvernement durant le « Scandale du gaz naturel », à la fin des années 1950. La propagande communiste étant légalement interdite au Québec (Loi protégeant la province contre la propagande communiste, 1937), Duplessis tentera de faire taire le journal en le qualifiant de « journal bolchévique » en 1954.
Ayant exercé le pouvoir à une époque où de nouveaux modes de communications médiatiques s'imposent, notamment le cinéma, Maurice Duplessis s'est assuré d'exercer une importante influence sur la sphère culturelle. En ce qui concerne le cinéma, c'est surtout à travers Maurice Proulx, prêtre-agronome, pionnier du documentaire québécois et l'un des seuls cinéastes connus du Québec de l'époque, que s'incarne la propagande cinématographique des unionistes. L'Union nationale le place à la tête du Service de ciné-photographie provincial (SCP), créé en 1941, et lui commande de nombreux films qu'il réalise en partenariat avec divers ministères. Ces œuvres traitent de sujets en phase avec le programme politique du parti au pouvoir : l'éloge du monde rural (Jeunesse rurale, 1952), l'importance de l'agriculture (Le lin du Canada, 1947 et Le tabac jaune du Québec, 1952) ou encore la construction de routes et de ponts (Les routes de Québec, 1951 et Par-dessus nos rivières, 1957).
L'historien et critique de cinéma Yves Lever considère qu'on doit à Duplessis « la période la plus noire de la censure du cinéma ». Imitant ses prédécesseurs au poste de premier ministre, Maurice Duplessis se réserve le ministère du Procureur général : il est donc directement responsable du contrôle de l'industrie cinématographique. Au cours de son premier mandat, entre 1936 et 1939, il interdit de nombreux films jugés « immoraux », notamment des œuvres des Français Jean Renoir et Marcel Carné. Cette censure touchait d'ailleurs particulièrement le cinéma français : le public québécois n'avait accès qu'à 99 des 185 minutes du film Le rouge et le noir de Claude Autant-Lara (1954) et n'a pu visionner Et Dieu créa la femme de Roger Vadim (1956) que de nombreuses années après sa sortie.
Outre les films jugés « immoraux », la censure de l'Union nationale vise également à limiter l'autre hantise des unionistes : le communisme. Cette bataille s'incarne notamment dans l'opposition à l'Office national du film, organe fédéral accusé d'encourager la « centralisation fédérale » et la propagande communiste. Radio-Canada subit le même sort, puisque l'Union nationale, par le biais d'amendements législatifs, s'offre un droit de regard sur les programmes et censure ainsi les films diffusés à la télévision. La façon de consommer le cinéma est également contrôlée. On interdit notamment les cinés-parcs, lieux très prisés par les adolescents mais considérés comme des sin pits (« antres de pêchés ») par les autorités conservatrices.

### Des campagnes à l'américaine au Québec
Maurice Duplessis a changé la manière de percevoir le marketing politique au Québec. Un peu à la manière de Dwight D. Eisenhower aux États-Unis, l’Union nationale utilisait des « campagnes à l’américaine » pour faire élire Maurice Duplessis. Les campagnes à l’américaine se caractérisent en cinq volets que Duplessis appliquait : des méthodes de communication fortement personnalisées, le recours à des professionnels de la communication, des décisions stratégiques précédées d’études de marché, un recours aux médias de masse ainsi qu’aux techniques publicitaires réputées les plus performantes puis finalement, des moyens financiers de plus en plus considérables. D’abord, entre 1930 et 1960, l’image de Duplessis était partout au Québec. En fait, le personnage était plus grand que son parti. Non seulement Duplessis était au-devant du parti qu’il représentait sur les affiches ou les publicités, mais aussi dans ses discours. Autrement dit, les gens n’étaient pas invités à voter pour l’Union nationale, mais plutôt pour Maurice Duplessis. Dès 1939, sur les affiches électorales, il n’était pas inscrit « Union nationale », mais « Duplessis ». Le parti pensait que le nom du chef frappait plus fort que le nom du parti.

Dans le marketing politique, les stratégies employées nécessitent plusieurs personnes qui ont comme travail d’étudier l’électorat, d’influencer les masses et projeter une bonne image d’un candidat. C’est au tournant des années 1940 que Maurice Duplessis a construit sa garde rapprochée et s’est entouré de trois personnes qui ont été déterminantes pour sa carrière ; Joseph-Damase Bégin, qui s’occupait de l’organisation centrale de la campagne, Paul Bouchard, qui agissait à titre de directeur de la propagande et Bruno Lafleur, qui était à la fois publiciste, documentaliste et rédacteur. Ensemble, ils ont mis de l’avant une propagande « aussi massive et dynamique, aussi simple et aussi complète, aussi efficace que moderne ». De plus, il y avait une trentaine de personnes qui travaillaient sur les publicités du chef. Maurice Duplessis et son équipe n’utilisaient pas les sondages. Ce qui a aidé l’équipe de Duplessis à avoir le dessus sur ses adversaires en matière d’étude de marché, en 1956 par exemple, est que Bruno Lafleur a eu accès aux données portant sur tous les foyers de tous les comtés, le pourcentage d’entre eux qui avaient la télévision et ceux qui captaient la station CFCM-TV. De plus, Duplessis organisait des rassemblements pour rencontrer les gens, mais aussi parce que ça lui permettait de constater l’appui qu’il avait et de quoi avait l’air son électorat. Plusieurs auteurs, comme Lavigne et Melançon par exemple, s’entendent pour dire que Duplessis a remporté ses élections à cause de l’organisation et des stratégies que son équipe mettait en œuvre.
L’une des principales stratégies de Duplessis dépeinte par les experts était son utilisation des médias de masse. Dès 1936, 15 000 Catéchismes des électeurs ont été distribués lors des événements organisés par le parti et dans ces petits carnets, le programme et les qualités de l’Union nationale étaient mis de l’avant et le Parti libéral du Québec était fortement critiqué. Outre la distribution du Catéchisme, les publicités du parti à la radio ont grandement contribué à la victoire de Duplessis. En fait, cette omniprésence et cette propagande radiophonique, qui était un message narratif professionnel dicté par des artistes populaires a permis de « percer le mur du silence » solidifié par la presse qui avait un parti pris pour les libéraux. En 1939, puisque les quotidiens préféraient appuyer le Parti libéral, les unionistes ont agi de manière autonome et c’est dans ce contexte que les premières brochures électorales de l’Union nationale ont vu le jour. Ces brochures sont devenues le Message aux électeurs, qui informaient le public des idées et des convictions de Duplessis.
En 1940, l’Union nationale a conçu son propre hebdomadaire, Le Temps, ce qui a permis au parti d’adresser ses idées à l’électorat par un canal que seul lui contrôlait. Le parti parvenait à distribuer entre 500 000 et 600 000 exemplaires du journal Le Temps. Le vent a tourné en 1944 alors qu’en plus de continuer à produire des brochures, l’équipe de Duplessis s’est associée à plusieurs quotidiens comme Le Devoir, Le Montréal-Matin, L’Action catholique et Le Nouvelliste.
En 1948, chaque comté avait une brochure personnalisée, tout dépendant des besoins spécifiques de la région et c’est cette même année que l’équipe de Duplessis a commencé la production de films de propagande qui étaient présentés dans différents cinémas. En 1952, l’Union nationale a innové en mettant le visage de Duplessis et les slogans du parti sur des panneaux-réclames placés sur le bord des routes. Le parti est aussi parvenu à avoir trois pages de publicité dans tous les quotidiens montréalais. Puis, lors de sa dernière campagne en 1956, la publicité de Duplessis a traversé les frontières et s’est retrouvée sur 28 pages du New York Times. De plus, Duplessis est sur la première édition de l’Almanach Éclair. La publicité par l’objet a aussi commencé à se développer. Duplessis se retrouvait donc sur des drapeaux, des insignes, des crayons et des autocollants. Lors de cette campagne, l’Union nationale a acheté de la publicité dans 231 émissions de radio montréalaises, 76 à Québec et quelques-unes à Jonquière et Rimouski pour présenter des clips publicitaires. Au départ, Duplessis n’était pas en faveur de la publicité, mais son organisateur de campagne, Joseph-Damase Bégin, l’a vite convaincu que les campagnes électorales se gagnaient dorénavant dans les médias. Tout au long de sa carrière, l’équipe de Duplessis a vendu le chef du parti comme une véritable marque commerciale. De plus, au cours de sa carrière, pour marquer les esprits, attirer l’attention et améliorer sa propagande populiste, Duplessis a utilisé plusieurs slogans notables : « Redevenons justes et honnête » (1936), « Soyons maîtres chez nous » (1939), qui a inspiré le célèbre « Maitres chez nous » des libéraux de Jean Lesage en 1962, « Ne prenez pas de chance ! Votez pour l’Union nationale et ses candidats » (1944), « Les libéraux donnent aux étrangers ; Duplessis donne à sa province » (1948), « Laissons Duplessis continuer son œuvre » (1952) et « Avec Duplessis, c’est le progrès » (1956).
Finalement, pour l’équipe de Duplessis, l’argent n’a jamais été un problème, parce qu’elle avait un grand budget. Selon les statistiques mises en avant par le texte de Lavigne et Cantin, le parti de Duplessis a dépensé trois millions de dollars lors de la campagne de 1948, cinq millions en 1952 et neuf millions en 1956. Selon le journaliste Pierre Laporte, lors de cette dernière campagne, l’Union nationale aurait dépensé 2 016 500 dollars en publicité, faisant une moyenne d’argent dépensé par candidat unioniste de 23 000 dollars, comparativement à 4 000 dollars par candidat pour le Parti libéral du Québec.

### Visibilité et populisme
Le politologue Frédéric Boily est le principal auteur s'étant intéressé aux penchants populistes du style politique de Maurice Duplessis. Boily souligne l'esprit de la posture populiste :
« Le populisme est une façon d'être en politique, c'est-à-dire qu'il se présente comme un mode authentique de représentation d'un peuple qui ne serait pas adéquatement représenté. Le populiste veut attirer à lui le vote des électeurs en misant sur l'idée d'une représentation plus vraie et honnête, le peuple n'étant pas seulement mal gouverné mais aussi la victime d'une caste qui profite d'un système qu'elle a mis en place et qui agit à l'encontre du bien populaire. C'est pourquoi les populistes vont se prétendre au-delà des lignes partisanes habituelles, notamment de la droite et de la gauche. Au lieu de cette traditionnelle dichotomie de l'univers politique, ils chercheront plutôt à présenter la scène politique comme étant tranchée entre le camp des « petits » contre celui des « gros ». »
Dans cette perspective, pour l'équipe de Duplessis, la relation et la proximité qu’il entretenait avec ses électeurs étaient très importantes. Il n’était pas rare qu’il assiste à des baptêmes, des naissances ou des mariages. Duplessis arborait « l’image de l’homme commun ». Très discret sur sa vie privée, Duplessis se disait « marié à sa province ». Il se présente comme le meneur du peuple contre une caste politique corrompue. Au même titre que les chefs populistes de l'Ouest canadien, il valorise le caractère agricole du Québec, plaidant parfois même pour un « retour à la terre ».
Bien qu'il ne remette pas complètement en cause les institutions démocratiques, le système des partis ou le cadre parlementaire, il se présente souvent comme au-dessus de la mêlée et non-partisan afin de rallier des électeurs issus de toutes les traditions politiques. Peu avant l'élection de 1936, Duplessis illustra parfaitement cette posture en déclarant : « Je ne suis pas bleu, je ne suis pas rouge, je ne suis pas tory, je suis national ». Duplessis n'affiche pas seulement une méfiance envers la caste politique et les institutions démocratiques ; dans une posture typique du populisme, il est aussi très critique des milieux intellectuels et des lettrés qu'il aurait décrit à maintes reprises, selon Pierre Laporte, comme des gens qui « vivent dans la lune ».
L'impression de proximité avec le peuple fut assurée par la propagande unioniste. Tout au long de sa carrière politique, l’équipe de Duplessis s’est assurée qu’il conserve une image omniprésente au sein du public. Par exemple, des photographies ou des dessins représentant le chef de l’Union nationale se retrouvaient sur les bouteilles de lait, les verres, les casse-têtes et les boîtes de cigarettes. Duplessis a aussi fait distribuer dans les écoles 250 000 casse-têtes à son effigie en 1956.
Boily rappelle que le populisme de Duplessis ne fait pas figure d'exception dans le paysage politique canadien. Alors que l'Ouest du pays cultive une « vigoureuse tradition de populisme agraire », le duplessisme serait aussi à l'origine d'une tendance à long terme au Québec :

« En effet, avec Maurice Duplessis et Camillien Houde, on peut parler des débuts d'une tradition populiste canadienne-française et, plus tard, québécoise qui, de Réal Caouette à Mario Dumont — sans oublier Camil Samson —, montre que la politique québécoise n'est pas laissée pour compte. Le Québec, comme d'autres provinces canadiennes, a connu ses épisodes populistes. On constate en effet une tradition québécoise débutant avec Camillien Houde et Maurice Duplessis et se poursuivant dans les années 1960 et 1970 avec le Crédit social et, plus récemment, avec l'Action démocratique. »

## Postérité et historiographie

### L'incarnation de la «Grande Noirceur»
Les années 1960, berceau de la Révolution tranquille, ne furent pas tendres à l'égard de Maurice Duplessis. Le « Cheuf », qui a dominé la politique québécoise pendant deux décennies, est alors l'incarnation de la « Grande Noirceur », une période sombre et réactionnaire qu'évoquent les intellectuels et les adversaires politiques du duplessisme. À l'époque, le sociologue Fernand Dumont est l'un des principaux critiques du bilan de Maurice Duplessis. Alors que le Québec du XXe s'industrialise et s'urbanise, il voit dans la politique du chef unioniste une idéologie dépassée qui n'a pas su s'adapter à la réalité québécoise. Dumont considère même que cette politique réactionnaire a mis un frein à la modernisation du Québec en bloquant la « première Révolution tranquille » des années 1930. André Laurendeau abonde dans le même sens, qualifiant le régime duplessiste de « plutôt retardateur que retardataire ». Même son de cloche chez l'écrivain et syndicaliste Pierre Vadeboncœur, qui fait remonter la Grande Noirceur jusqu'à la Conquête de 1760 et érige Maurice Duplessis en héritier de l'échec des rébellions de 1837. Vadeboncœur voit dans le duplessisme ce qu'il considère être les caractéristiques du Québec de la fin du XIXe siècle, à savoir la « résistance négative », l'« inaction » et l'« intégrisme ». Pierre Laporte, journaliste, homme politique libéral et opposant notoire du duplessisme, publie quant à lui Le vrai visage de Duplessis en mars 1960. Le livre, publié aux Éditions de l'Homme, est un best-seller vendu à plus de 22 000 copies.
On lui reproche alors son autoritarisme, ses politiques sociales réactionnaires (opposition au suffrage féminin, à l'instruction obligatoire, au système de santé public, etc.), son capitalisme sauvage (antisyndicalisme, proximité avec la haute finance et les capitaux étrangers, etc.), son conservatisme (attachement démesuré au monde agricole, omniprésence du clergé, etc.) et une instrumentalisation opportuniste et électoraliste du nationalisme. Les critiques des intellectuels québécois des années 1960 se reflètent également dans l'arène politique et l'espace public, notamment à travers la télévision, la littérature ou encore la revue Cité libre. Symbole de la place de Duplessis dans l'imaginaire collectif québécois, une statue à son effigie commandée par Paul Sauvé disparaît de la circulation en 1961, avant même d'être installée. Selon l'historien Pierre B. Berthelot, les gouvernements qui succèdent à l'Union nationale considèrent alors que « le public n'était pas prêt à accepter un tel monument ».

### Les biographes du «Chef»: appropriation et réinterprétation
Bien que la littérature sur Maurice Duplessis et son régime soit déjà abondante durant les années 1960, il faudra attendre la décennie suivante pour que soient publiées les deux principales biographies du chef unioniste : Maurice Duplessis et son temps (1977, 2 volumes) de Robert Rumilly et Duplessis (1977, 2 volumes) de Conrad Black. Ces deux historiens conservateurs très proches de l'Union nationale (ils participent parfois même à des campagnes électorales), qui correspondent et collaborent par ailleurs, peignent un portrait beaucoup plus complaisant et positif du duplessisme. L'historien Jonathan Livernois, bien qu'il reconnaisse la « grande importance » des recherches de Rumilly, qualifie son ouvrage d'« orienté politiquement et idéologiquement ». Il souligne notamment son mépris pour les intellectuels, une posture que Rumilly et Duplessis partagent. Dans sa biographie, Rumilly qualifie les intellectuels d'« incohérents », d'individus « farcis de théorie » et « débordants de pédantisme » qui « aspirent à dominer la vie publique » alors qu'ils sont « ignorants des réalités économiques ». Rumilly résume donc ainsi l'attitude de Maurice Duplessis à leur égard : « Duplessis, en un mot, aime les gens naturels, et les intellectuels ne le sont pas. Donc, Duplessis n'aime pas les intellectuels ».
Pierre B. Berthelot considère également que Rumilly offre un portrait complaisant du régime duplessiste, notamment en ce qui concerne ses politiques sociales et économiques, et qu'il « prend parti pour son gouvernement et défend son bilan ». C'est notamment le cas lorsqu'il présente la Loi des salaires raisonnables comme une mesure permettant d'améliorer le sort des travailleurs mais ne soulève pas que la mesure permet un contrôle plus étroit de l'État sur l'action syndicale et le droit de grève. Pour Berthelot, cette complaisance est d'autant plus évidente à partir du deuxième tome, estimant que c'est « sans doute car il s'agit d'une période où il fut lui-même mêlé activement aux évènements qu'il décrit ». Toujours selon Berthelot, Rumilly aurait fait de Duplessis « le roi du Québec ». Dans cette perspective, même son autoritarisme se révèle être « la manifestation d'un bon roi qui veille sur son bon peuple en le protégeant contre tout ce qui peut nuire à son unité ». Berthelot résume en ces termes son interprétation de l'ouvrage de Robert Rumilly : 

« Dans l'ensemble, Maurice Duplessis et son temps est un véritable monument à la mémoire de l'ancien premier ministre. En l'inscrivant dans la lignée des Honoré Mercier et Mgr Laflèche, Rumilly fait de Maurice Duplessis un être chez qui on retrouve une idée transcendante du Québec. Peut-être que ce livre doit moins être vu comme une biographie que comme un témoignage de ce qu'a été, au fond, l'idéal politique d'une certaine élite, à une certaine époque, à laquelle Rumilly s'est toujours identifié. Peut-être qu'il ne faut pas y voir une volonté de réhabiliter seulement Duplessis, mais toute sa conception de la société. Pour Rumilly, le règne de Maurice Duplessis a été le point culminant de l'aventure québécoise. »

Pour ce qui est de Conrad Black, Jonathan Livernois considère que son premier volume est plus « modéré » que le second, au sein duquel Black laisse davantage paraître ses partis pris conservateurs. C'est notamment le cas dans la sphère économique, alors qu'il justifie le système de favoritisme de Maurice Duplessis car il « revenait moins cher au contribuable qu'un système d'assurance sociale et ceux-ci en profitaient largement quoique de manière sélective ». Berthelot considère quant à lui que Conrad Black peint le portrait d'une « adorable canaille », un homme admirable de par sa ruse, qui a notamment permis de mettre au pas ses collègues et les hommes d'affaires, manipuler le clergé et économiser le budget de l'État. Berthelot perçoit aussi une volonté chez Black de « remettre en question la part novatrice et ''révolutionnaire'' de la Révolution tranquille et de raviver l'intérêt pour l'Union nationale ». Bien que critique à l'égard des ouvrages de Rumilly et Black, Jonathan Livernois rappelle tout de même leur importance historiographique : 

« Malgré toutes les réserves qu'on peut avoir à l'égard de ces deux biographies, on ne saurait faire l'impasse sur elles, tant la somme documentaire balise bien l'histoire du duplessisme. Conclusion : on doit vivre avec elles, et tenter de départager le bon grain de l'ivraie. Il faut les citer avec des pincettes, disons. D'autant que les historiens n'ont jamais osé, par la suite, s'aventurer dans l'écriture d'une biographie de Maurice Duplessis. Un peu comme si Rumilly et Black avaient brûlé le terrain. »

### Le legs de Maurice Duplessis: une mémoire à caractère polémique
Malgré leur complaisance à l'égard de Maurice Duplessis, les biographies de Robert Rumilly et Conrad Black ne réussissent pas à réhabiliter son image dans l'imaginaire collectif : le Duplessis de la Grande Noirceur est persistant. En 1978, Denys Arcand fait découvrir au grand public un côté un peu plus humain du « Chef » dans sa télésérie Duplessis. Les années 1970 donnent également lieu à la publication des mémoires de plusieurs personnalités politiques contemporaines au chef unioniste (Antonio Barrette, Georges-Émile Lapalme, René Chaloult, etc.). Ces mémoires offrent un portrait éparpillé et anecdotique de Duplessis, alors que ses alliés vantent son leadership et sa générosité et que ses adversaires dénoncent son autoritarisme et son hypocrisie. Bien que ces témoignages offrent un portrait plus intime des années du duplessisme, elles ne parviennent pas à « offrir un portrait plus clair d'un homme aussi complexe » selon Pierre Berthelot. 

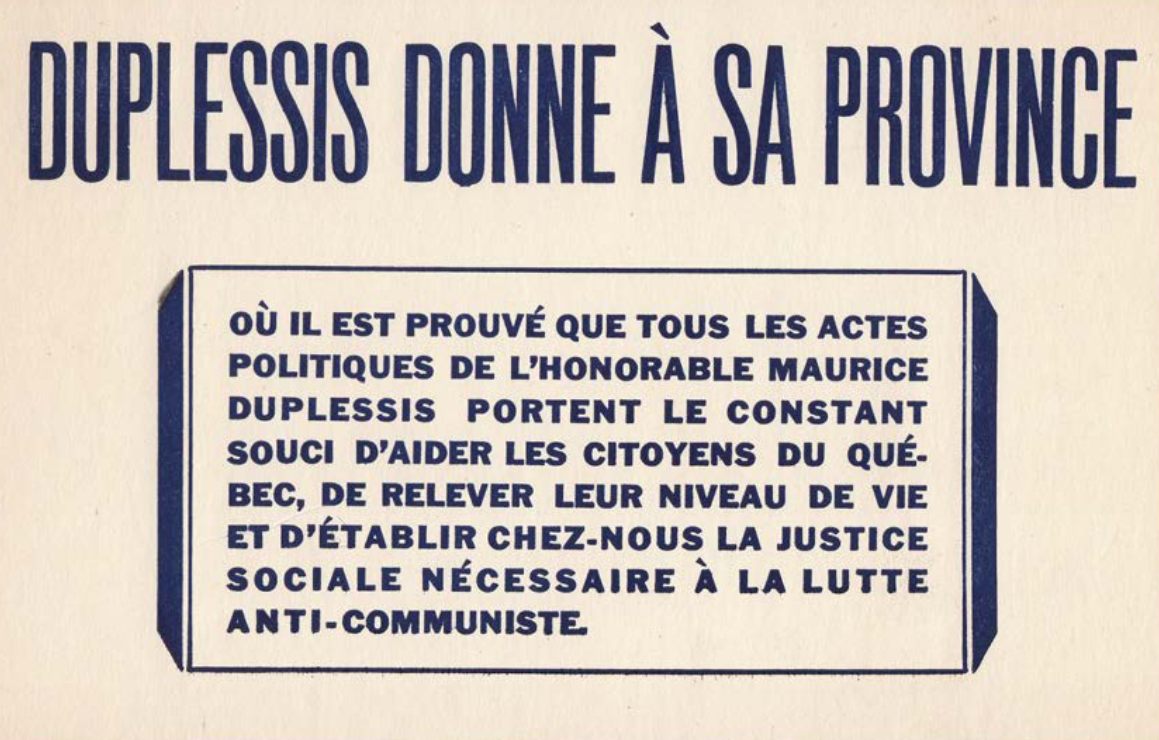
Duplessis donne à sa province, page couverture d'un pamphlet distribué par l'Union nationale à l'occasion des Élections générales québécoises de 1948.

Le spectre du duplessisme plane aussi sur le monde politique durant les années 1970. Le 9 septembre 1977, le premier ministre René Lévesque décide d'installer la statue de Maurice Duplessis sur le parterre de l'Assemblée nationale. Cette initiative controversée d'un homme qui a pourtant combattu le duplessisme fait couler beaucoup d'encre et provoque des débats passionnés entre députés. Au moment du dévoilement, René Lévesque rend hommage aux accomplissements de Duplessis tout en soulignant les aspects réactionnaires de ses politiques :

« Nous aujourd'hui nous pouvons regarder celui-là ensemble sans qu'il soit nécessaire de préciser que le gouvernement du Québec n'a pas l'intention de placer des cadenas nulle part, de relancer des opérations à Asbestos, ou de confisquer quelque trésor polonais que ce soit. On nous permettra en revanche de ne pas blâmer ce lointain premier ministre d'avoir par exemple aidé et de tout son cœur la classe agricole, d'avoir travaillé et selon ses lumières à accélérer le développement économique du Québec, d'avoir réussi à force de poignet politique à faire baisser de quelque pour cent la taxation fédérale alors exorbitante au Québec, ou d'avoir déclaré dans un discours de janvier 1938 : la Confédération a consacré le principe d'autonomie provinciale parce que chacune des provinces possédait sa mentalité et son autonomie propre. »

L'initiative péquiste crée la controverse. Certains y voient de l'opportunisme politique et reprochent à Lévesque de vouloir récupérer le « vieux fond bleu » afin de les rallier au projet souverainiste. Gérard Pelletier, farouche opposant au duplessisme, y voit quant à lui une « insulte ». Maurice Duplessis lui-même fait d'ailleurs figure d'insulte à l'époque, alors que des politiciens de tout le spectre politique se voient comparés au « Chef » par leurs adversaires : René Lévesque, lorsque les fédéralistes lui reprochent de s'accrocher au pouvoir et de s'opposer systématiquement à Ottawa, Pierre Elliott Trudeau, à qui les souverainistes reprochent de les traiter comme les communistes sous Duplessis et même Robert Bourassa, dont on critique un « nationalisme superficiel », des « liens troubles avec le favoritisme » et une complaisance avec les compagnies étrangères. Ces fréquentes références à la Grande Noirceur sont comparables au phénomène du point Godwin selon Pierre Berthelot.

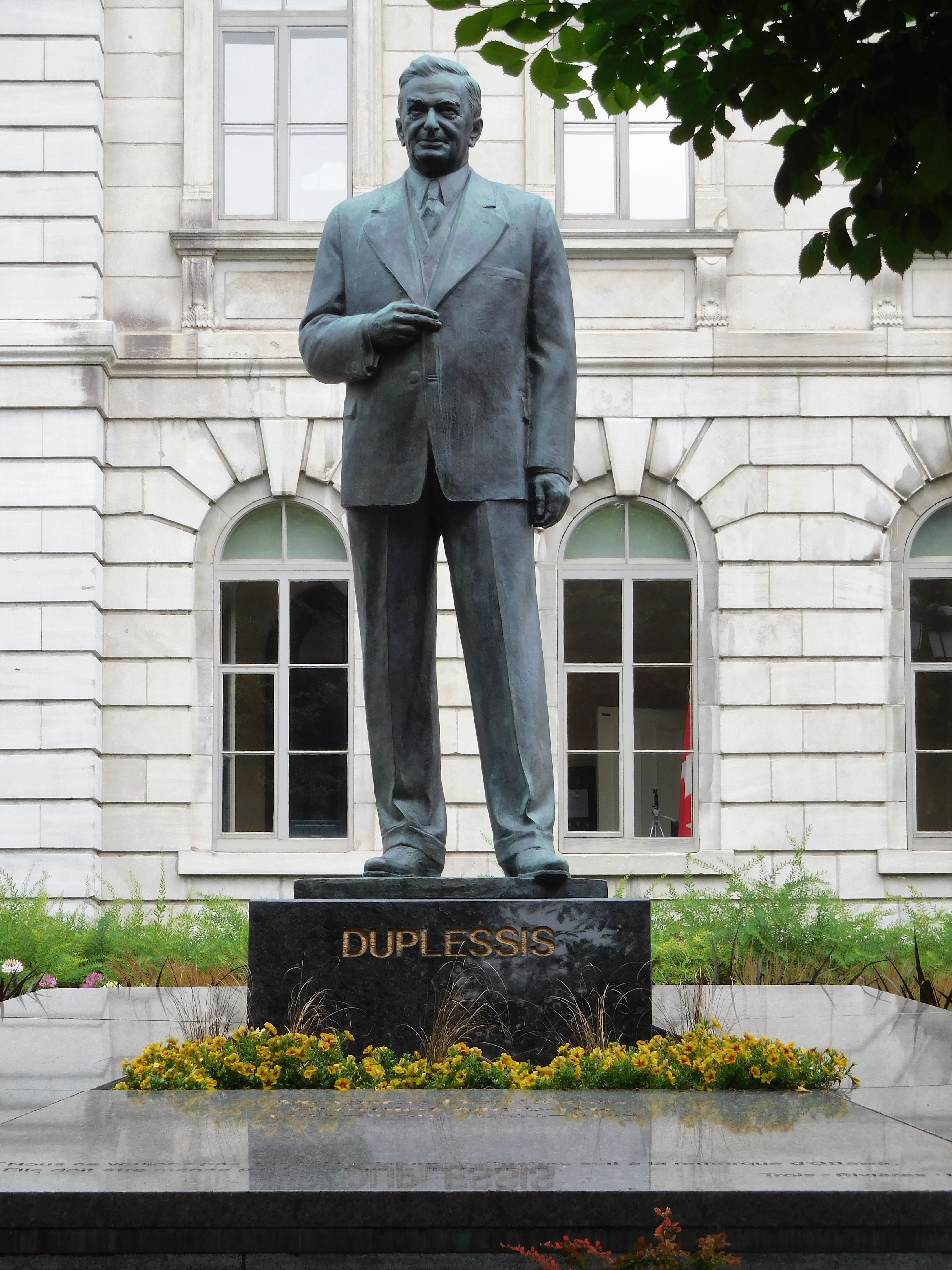
Le Monument Maurice-Duplessis, à côté de l'Hôtel du Parlement, à Québec. L'œuvre, commandée à Émile Brunet par Paul Sauvé, le successeur de Duplessis, fut livrée en 1960 au gouvernement libéral de Jean Lesage et demeura entreposée durant près de 20 ans, avant d'être dévoilée en 1977 par le gouvernement péquiste de René Lévesque,.

Les hommages au « Cheuf » se faisant discrets à l'époque, on constate donc toute l'aversion que cultive une bonne partie de la société québécoise à l'égard du règne duplessiste. L'image d'un lugubre Maurice Duplessis est également parfois dépeinte dans la culture populaire. C'est notamment le cas de la pièce Charbonneau et le Chef et la comédie musicale rock Maurice. Sur le plan historiographique, Bernard Saint-Aubin publie Duplessis et son époque en 1979, à l'occasion du 20e anniversaire de sa mort. L'ouvrage, basé essentiellement sur les biographies de Rumilly et Black, est un résumé qui n'« apporte rien de très nouveau » selon Pierre Berthelot.
Dans les années 1980 et 1990, le paradigme de la Grande Noirceur continue d'alimenter les œuvres de fiction. Maurice Duplessis y fait figure de « père autoritaire, violent et mesquin ». On retrouve ces représentations dans Au nom du père, du fils et de Duplessis, un recueil féministe d'Andrée Yanacopoulo ou encore la série télévisée Asbestos. Pierre Berthelot souligne que la « simple mention de son nom, bourré de connotations, suffit à créer une présence invisible et oppressante, coinçant encore plus les personnages dans leur situation difficile, aux prises avec des forces ou des figures d'autorité abusant de leur pouvoir ».
Du côté politique, malgré une montée du conservatisme sur la scène occidentale durant les années 1980, le Québec ne voit pas de regain d'intérêt pour l'Union nationale. Au contraire, le parti, dont le nouveau chef Roch La Salle se distance de l'héritage duplessiste, s'essouffle et se voit complètement éjecté de la carte électorale lors des élections de 1981 : il ne s'en relèvera pas et l'Union nationale disparaît le 19 juin 1989. Les années 1990, marquées par le néolibéralisme et l'apparition de l'Action démocratique du Québec (ADQ), une coalition qui rappelle à certains observateurs l'Union nationale, ravivent l'image du duplessisme. Lucien Bouchard se voit à son tour comparé à Maurice Duplessis lorsqu'il s'engage dans une série de compressions budgétaires. Les admirateurs du duplessisme, notamment Conrad Black, se manifestent quant à eux à l'occasion du 40e anniversaire de sa mort, en 1999. Dans le contexte du « déficit zéro », ces derniers veulent mettre de l'avant les réussites du « Chef ».
Dans l'espace public, le traitement réservé à des milliers d'enfants faussement diagnostiqués pour être envoyés dans des établissements psychiatriques, entre les années 1930 et 1960, est mis en lumière par des groupes de victimes et la télésérie Les Orphelins de Duplessis (1997) Cet épisode cimente, dans l'imaginaire collectif, les perceptions négatives à l'égard du règne de Maurice Duplessis et du rôle qu'a pu y jouer l'Église. Dans la culture populaire, ces perspectives sont observables jusqu'à tout récemment, alors qu'une bière noire de la microbrasserie Dieu du ciel ! porte le nom de « Grande Noirceur » (sur l'étiquette, on peut voir un Duplessis aux allures diaboliques) et que des étudiants ont scandé, lors du Printemps érable de 2012, « on recule, on recule, on recule jusqu'à Duplessis ! » ou encore, en s'adressant aux policiers anti-émeutes, « Duplessis ! Reviens ! T'as oublié tes chiens ! »,,,. Jonathan Livernois, même s'il émet des réserves quant à un révisionnisme qui ferait de Maurice Duplessis un précurseur de la Révolution tranquille, considère que ce dernier est devenu un épouvantail que l'on agite, instrumentalise, réhabilite et caricature de toutes parts, un « Bonhomme Sept Heures », un « mal mort » que l'on n'arrive pas à reléguer à sa place : le passé.

## Vie privée
Duplessis ne s'est jamais marié et n'a pas eu d'enfants. Toutefois, il n'est pas resté insensible aux femmes de son entourage, notamment durant ses années étudiantes. Il aurait même envisagé de se marier, comme le rapporte Conrad Black dans sa biographie : 

« Pendant la première Guerre mondiale, Duplessis fit une cour assidue à Augustine Delisle, fille d'un marchand de charbon prospère. Il est probable qu'ils auraient fini par se marier, n'eût été de la famille Duplessis, y compris les tantes, qui désapprouvaient un mariage l'unissant à une famille de commerçants. Finalement, et non sans amertume, Duplessis déféra aux souhaits de sa famille. Mais par la suite, à chaque fois qu'il mentionnait certains de ses parents, il le faisait d'une façon sarcastique et mordante qui laissait poindre son ressentiment. À compter de ce jour, il sembla avoir pris la décision de ne jamais se marier. Personne n'a souvenance et rien n'indique que, parmi ses nombreuses relations féminines, il y eut jamais la moindre possibilité d'un mariage. »

Il est toutefois resté un homme de famille et fut très proche de ses sœurs, beaux-frères, neveux et nièces. Le 30 novembre 1950, le quotidien Progrès du Saguenay annonce que Maurice Duplessis est devenu le parrain de la fille d'Antonio Talbot, ministre de la Voirie dans le gouvernement Duplessis.
Maurice Duplessis eut divers problèmes de santé au cours de sa vie, notamment le diabète. Bien qu'il ne fut pas le seul homme public de son temps à en souffrir, il eut aussi des problèmes d'alcoolisme pendant une bonne partie de sa vie. C'est en 1943 qu'il cessa définitivement de boire de l'alcool. En ce qui a trait à ses loisirs, Duplessis aimait particulièrement les sports. Il assistait régulièrement aux parties des Canadiens et écoutait à la radio les parties de baseball des Yankees de New York durant les séries mondiales. Peu actif physiquement, il aimait toutefois jouer au croquet et entraînait même une équipe de baseball à Trois-Rivières. Maurice Duplessis était atteint d'hypospadias, une malformation de l'urètre caractérisée notamment par l'emplacement anormal de son orifice.
Malgré l'image populiste qu'il arborait en public et certaines rumeurs qui ont longtemps persisté, même après sa mort, Duplessis était aussi un amateur d'opéra et de lecture. S'il aimait en particulier les ouvrages sur l'histoire et la politique, il lisait aussi les grands auteurs classiques de la littérature française et anglaise dont Rudyard Kipling, Tennyson et Shakespeare. Enfin, plus tard dans sa vie, il développa un goût pour la peinture et deviendra un collectionneur de tableaux. À son décès, sa sœur Jeanne-L. Balcer-Duplessis hérite de la collection du premier ministre. Elle cède au gouvernement provincial plusieurs œuvres d'art contre la remise des droits de succession et aussi pour rendre hommage à son frère. C'est le Musée national des beaux-arts du Québec qui hérite d'une grande partie de sa collection de peintures. On y retrouve des œuvres de Clarence Gagnon, Cornelius Krieghoff, Joseph Mallord William Turner, Auguste Renoir, Charles Jacque, Cornelis Springer, Johan Barthold Jongkind, etc.

## Hommages et distinctions
Maurice Duplessis a été honoré à maintes reprises et son nom, bien que polémique, a aussi été retenu pour décorer le paysage toponymique du Québec. Plusieurs fonds d'archives portant sur Maurice Duplessis sont disséminés un peu partout sur le territoire québécois, notamment à la Bibliothèque et Archives nationales du Québec.

### Ordres
- Commandeur de l'Ordre national du mérite agricole (1946)[16]
- Chevalier du Très vénérable ordre de Saint-Jean[16]

### Titre honorifique
- Conseiller du roi (30 décembre 1931)[16]

### Titres de civilité
- Monsieur le bâtonnier[89]
- L'honorable[271]

### Doctorats honorifiques
- Université Laval[272]
  - En droit (1937)
  - Doctorat honorifique (1952)
  - En sciences forestières (1955)
- Université de Sherbrooke (1956)[273]
- Université McGill[16]
- Université de Montréal[274]
  - En droit (1953)
- Université Bishop's[16]
- Université de Caen[16]

### Monuments
- Le Monument de Maurice L. Duplessis, œuvre de Jean-Jacques Cuvelier à Trois-Rivières[275]
- Le Monument Maurice-Duplessis, œuvre d'Émile Brunet près de l'Hôtel du Parlement, à Québec[249]
  - Le Musée national des beaux-arts du Québec possède quelques modèles préparatoires d'Émile Brunet précédant la finalisation de l'œuvre[276],[277],[278],[279].

### Toponymie
- Duplessis, région touristique de la Côte-Nord au Québec ;
- L'autoroute Duplessis, située à Québec et L'Ancienne-Lorette ;
- Le boulevard Maurice-Duplessis, une voie de Montréal ;
- Duplessis, une circonscription électorale provinciale du Québec ;
- Le pont Duplessis, situé à Trois-Rivières et le pont Maurice-Duplessis, dans le Nord-du-Québec ;
- La rivière Duplessis, qui coule dans la région des Laurentides, au Québec ;
- De nombreuses autres rues, boulevards et parcs[269].

## Dans la culture populaire

### Série de télévision
- Duplessis, feuilleton télésérie de sept épisodes, scénarisé par Denys Arcand et réalisé par Mark Blandford avec Jean Lapointe dans le rôle titre, diffusé en 1978[280].

### Théâtre
- Charbonneau et le Chef, drame historique en deux actes de John Thomas McDonough, écrit et publié en 1968[281],[282],[283].
- Le Gars de Québec, d'après Le Revizor de Gogol, comédie de Michel Tremblay parue en 1985[284],[285].

### Musique
Maurice Duplessis est mentionné dans les chansons suivantes, avec l'album entre parenthèses ainsi que l'année de publication, suivi de l'artiste ou du groupe de musique :
- Lindberg (Robert Charlebois avec Louise Forestier, 1968) - Robert Charlebois[286]
- La cave (Octobre, 2015) - Les Cowboys fringants[287]
- Boom Baby Boom (Manifestif, 2000) - Loco Locass[288]
- 2096 (chanson à boire) (Ça parle au diable, 2000) - Mes Aïeux[289]
- Asbestos (Fabriquer l'aube, 2013) - Vincent Vallières[290]
- Assemblée de cuisine (Courtepointes, 2005) - Arseniq 33[291]
- Montréalistan (Crime d'honneur, 2009) - Manu Militari[292]
- La Grande Bataille (En catimini, 1998) - La Chicane[293]
- Injustice (Face à soi-même, 2007) - Samian[294]
- Alerte aux enfants de la planète (Showman, 1990) - Marc Drouin[295]
- Tandem (La boîte noire, 2009) - Dramatik[296]
- Présidentiel (Les maigres blancs d'Amérique du Noir, 2013) - Alaclair Ensemble[297]
- Lèvres ouvertes (Légendes d'un peuple - Tome III, 2020) - Alexandre Belliard[298]
- Madeleine Parent (Légendes d'un peuple - Tome IV, 2020) - Alexandre Belliard[299]
- Mathieu-Boycotté (Il pleut des pavés, 2013) - Mise en demeure[300]
- L'Indien se meurt (Stronzettas, 2014) - Kramaslabovitch[301]
- No Biggie (Le Deuxième set, 2015) - Bad Nylon[302]
- Minimiser les erreurs (Le Sparadrap, 2018) - Matchless aka Problématik[303]
- Bientôt minuit (Farfadet, 2015) - Maxim Gabriel[304]

## Liste des discours du trône de Maurice Duplessis

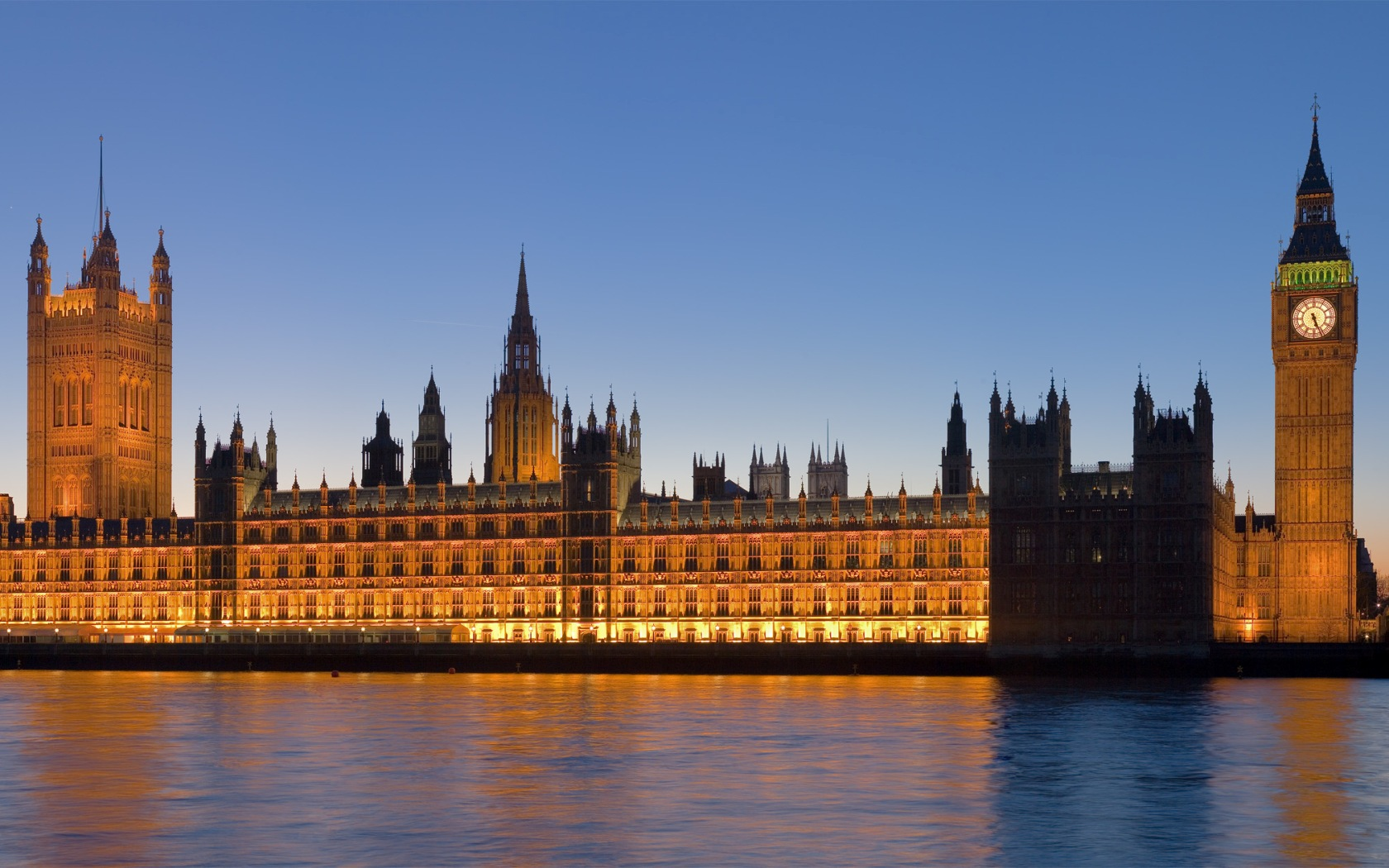
Le discours du trône est une pratique héritée de la tradition du parlementarisme britannique. Ci-haut, le Palais de Westminster, à Londres, à l'intérieur duquel se trouve le Parlement du Royaume-Uni.

Maurice Duplessis a prononcé un total de dix-huit discours du trône à l'Assemblée Législative du Québec. Dans le discours du 8 novembre 1950, Maurice Duplessis affirme qu'il considère Honoré Mercier comme son grand-père spirituel (il s'inspire de son autonomisme) et Lomer Gouin comme son oncle spirituel, l'Union nationale étant née d'une fusion entre le Parti conservateur du Québec et l'Action libérale nationale dirigée par Paul Gouin (fils de Lomer).
- 7 octobre 1936.
- 24 février 1937.
- 26 janvier 1938.
- 18 janvier 1939.
- 7 février 1945.
- 13 février 1946.
- 12 février 1947.
- 14 février 1948.
- 19 janvier 1949.
- 15 février 1950.
- 8 novembre 1950.
- 7 novembre 1951.
- 12 novembre 1953.
- 17 novembre 1954.
- 16 novembre 1955.
- 14 novembre 1956.
- 13 novembre 1957.
- 19 novembre 1958.

## Généalogie
- Jean-Baptiste Duplessis dit « Le Noblet » (1714-c. 1775), né à Sainte-Anne-de-Détroit (Détroit), épouse Françoise Lacerte (c. 1720-1800) - ils ont 6 enfants ensemble. Selon Marcel Trudel et Sylvie Tremblay, Jean-Baptiste Duplessis est soit un Panis, soit un Mascoutin, originaire de la région englobant le bassin des Grands Lacs et les Grandes Plaines qui est devenu l'esclave du noble Louis Gatineau Duplessis duquel il aurait pris le nom[309],[310],[311],[312],[313],[314]. Maurice Duplessis ne serait donc pas le descendant de Guillaume Guillemot Du Plessis-Kebodot, comme l'indique d'autres sources[315],[316].
  - Isidore Le Noblet Duplessis (1763-1849), sixième et dernier enfant de Jean-Baptiste Duplessis, né à Pointe-du-Lac (Trois-Rivières), épouse Émilie Rouette (c. 1766-1840) - ils ont 6 enfants ensemble[309],[311],[312],[317].
    - Joseph Le Noblet Duplessis senior (1795-1865), l'aîné d'Isidore Le Noblet Duplessis, né à Pointe-du-Lac (Trois-Rivières), épouse Marie-Rose Caron (1797-1866) - ils ont 7 enfants ensemble[309],[311],[312].
      - Joseph Le Noblet Duplessis junior (1820-1896), cadet de Joseph Le Noblet Duplessis senior, né à Yamachiche, cultivateur, épouse Marie-Louise Descoteaux Lefebvre (1826-c. 1900) - ils ont 4 enfants ensemble[309],[311],[312].
        - Nérée Le Noblet Duplessis (1855-1926), cadet de Joseph Le Noblet Duplessis junior, né à Yamachiche, avocat, député à l'Assemblée législative du Québec, maire et juge, épouse Berthe Genest (1861-1921) - ils ont 5 enfants ensemble[309],[311],[312].
          - Maurice Le Noblet Duplessis (1890-1959), cadet de Nérée Le Noblet Duplessis, avocat, député à l'Assemblée législative du Québec et premier ministre du Québec, est mort célibataire - aucun enfant n'est connu de lui[309],[311],[312].

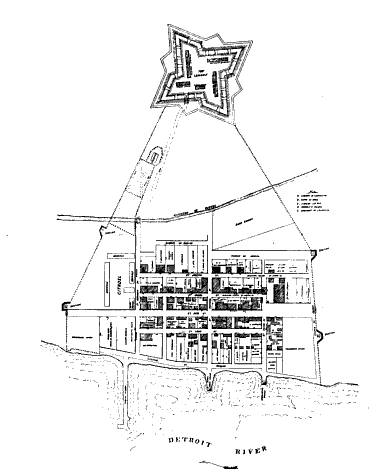
Plan de Sainte-Anne-de-Détroit et du Fort Lernoult (en), Michigan, États-Unis.
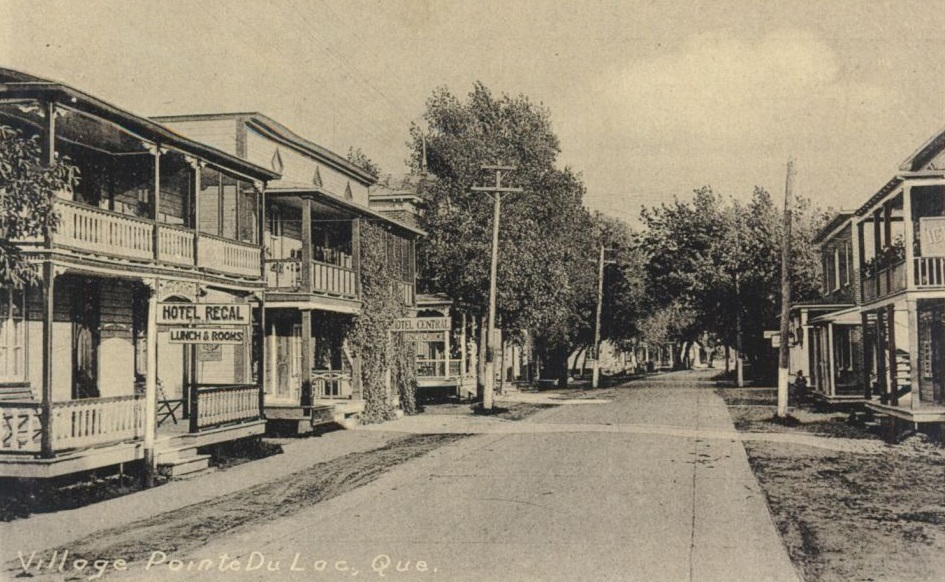
Pointe-du-Lac, Québec (Mauricie), Canada.
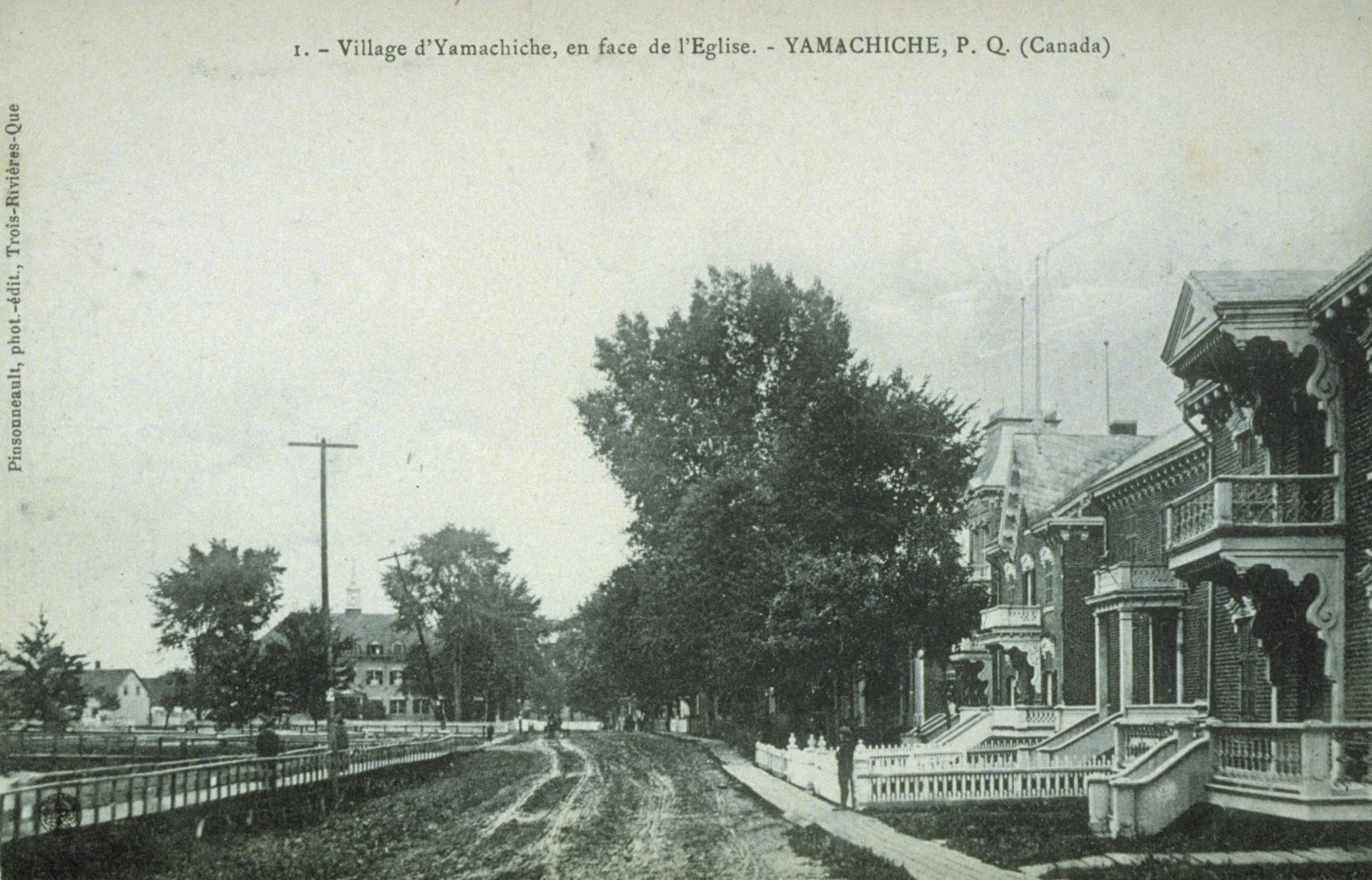
Yamachiche, Québec (Mauricie), Canada.
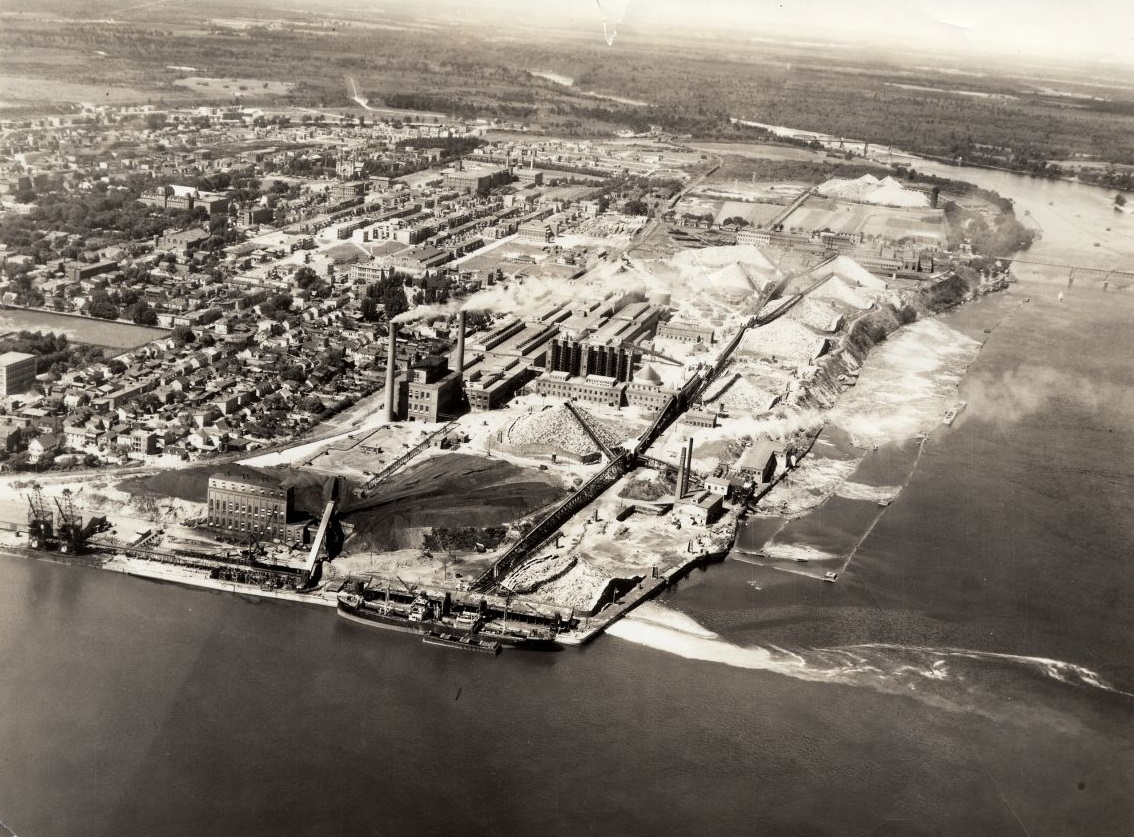
Trois-Rivières, Québec (Mauricie), Canada.

### Bibliographie

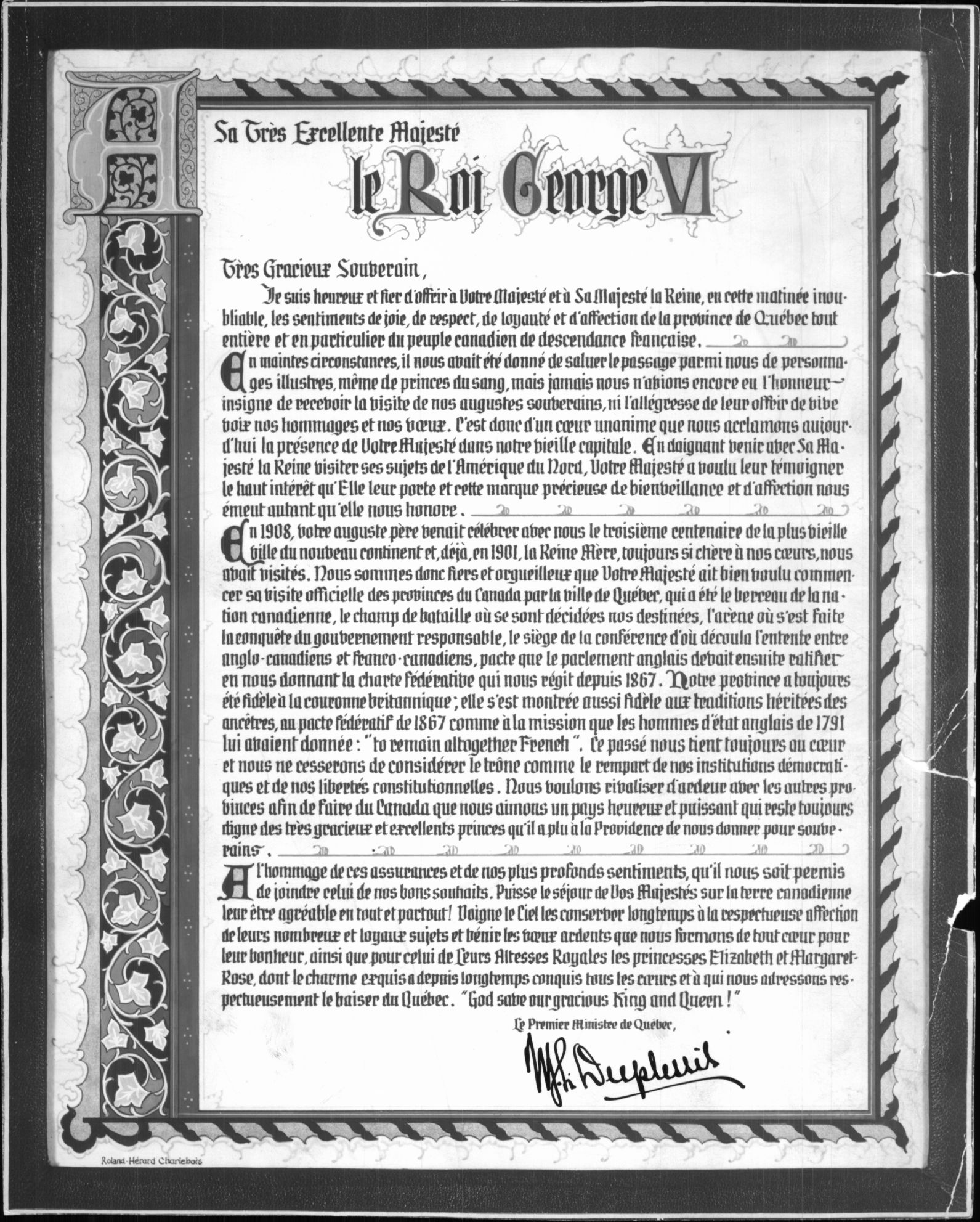
Lettre élogieuse de Maurice Duplessis adressée au roi George VI, 1939.

## Résultats électoraux

### Résultats électoraux de Maurice Duplessis
|       | Nom                    | Parti        | Nombre de voix | %      | Maj. |
| ----- | ---------------------- | ------------ | -------------- | ------ | ---- |
|       | Louis-Philippe Mercier | Libéral      | 1 612          | 54,8 % | 284  |
|       | Maurice Duplessis      | Conservateur | 1 328          | 45,2 % | -    |
| Total | Total                  | Total        | 2 940          | 100 %  |      |

|       | Nom                    | Parti        | Nombre de voix | %      | Maj. |
| ----- | ---------------------- | ------------ | -------------- | ------ | ---- |
|       | Maurice Duplessis      | Conservateur | 2 622          | 51,2 % | 126  |
|       | Louis-Philippe Mercier | Libéral      | 2 496          | 48,8 % | -    |
| Total | Total                  | Total        | 5 118          | 100 %  |      |

|       | Nom               | Parti        | Nombre de voix | %      | Maj. |
| ----- | ----------------- | ------------ | -------------- | ------ | ---- |
|       | Maurice Duplessis | Conservateur | 3 812          | 50,3 % | 41   |
|       | Philippe Bigué    | Libéral      | 3 771          | 49,7 % | -    |
| Total | Total             | Total        | 7 583          | 100 %  |      |

|       | Nom               | Parti        | Nombre de voix | %     | Maj.  |
| ----- | ----------------- | ------------ | -------------- | ----- | ----- |
|       | Maurice Duplessis | Conservateur | 4 873          | 57 %  | 1 202 |
|       | Léon Lajoie       | Libéral      | 3 671          | 43 %  | -     |
| Total | Total             | Total        | 8 544          | 100 % |       |

|       | Nom               | Parti           | Nombre de voix | %      | Maj.  |
| ----- | ----------------- | --------------- | -------------- | ------ | ----- |
|       | Maurice Duplessis | Union nationale | 5 628          | 69,3 % | 3 136 |
|       | Philippe Bigué    | Libéral         | 2 492          | 30,7 % | -     |
| Total | Total             | Total           | 8 120          | 100 %  |       |

|       | Nom               | Parti           | Nombre de voix | %      | Maj.  |
| ----- | ----------------- | --------------- | -------------- | ------ | ----- |
|       | Maurice Duplessis | Union nationale | 5 278          | 59,7 % | 1 713 |
|       | Atchez Pitt       | Libéral         | 3 565          | 40,3 % | -     |
| Total | Total             | Total           | 8 843          | 100 %  |       |

|       | Nom                 | Parti           | Nombre de voix | %      | Maj.  |
| ----- | ------------------- | --------------- | -------------- | ------ | ----- |
|       | Maurice Duplessis   | Union nationale | 12 576         | 66,7 % | 7 258 |
|       | Léopold Pinsonnault | Libéral         | 5 318          | 28,2 % | -     |
|       | Lucien Richard      | Bloc populaire  | 950            | 5 %    | -     |
| Total | Total               | Total           | 18 844         | 100 %  |       |

|       | Nom                     | Parti               | Nombre de voix | %      | Maj.   |
| ----- | ----------------------- | ------------------- | -------------- | ------ | ------ |
|       | Maurice Duplessis       | Union nationale     | 16 097         | 76,9 % | 12 261 |
|       | Alexandre-Marcel Lajoie | Libéral             | 3 836          | 18,3 % | -      |
|       | Paul-Henri Poliquin     | Union des électeurs | 997            | 4,8 %  | -      |
| Total | Total                   | Total               | 20 930         | 100 %  |        |

|       | Nom                    | Parti           | Nombre de voix | %      | Maj.  |
| ----- | ---------------------- | --------------- | -------------- | ------ | ----- |
|       | Maurice Duplessis      | Union nationale | 15 493         | 60,6 % | 5 435 |
|       | Joseph-Alfred Mongrain | Libéral         | 10 058         | 39,4 % | -     |
| Total | Total                  | Total           | 25 551         | 100 %  |       |

|       | Nom                       | Parti                | Nombre de voix | %      | Maj.  |
| ----- | ------------------------- | -------------------- | -------------- | ------ | ----- |
|       | Maurice Duplessis         | Union nationale      | 16 263         | 61,7 % | 6 327 |
|       | Lorne Berlinguet          | Libéral              | 9 936          | 37,7 % | -     |
|       | Henri-Georges Grenier     | Capital familial     | 93             | 0,4 %  | -     |
|       | Wilfrid-Édouard Terreault | Ouvrier progressiste | 52             | 0,2 %  | -     |
| Total | Total                     | Total                | 26 344         | 100 %  |       |

### Résultats électoraux du Parti conservateur du Québec sous Duplessis
| Partis | Partis                   | Chef                       | Candidats | Sièges | Sièges | Voix    | Voix   | Voix     |
| Partis | Partis                   | Chef                       | Candidats | 1931   | Élus   | Nb      | %      | +/-      |
| --- | ------------------------ | -------------------------- | --------- | ------ | ------ | ------- | ------ | -------- |
| | Libéral                  | Louis-Alexandre Taschereau | 90        | 79     | 47     | 251 127 | 46,8 % | -8,06 %  |
| | ALN                      | Paul Gouin                 | 52        | -      | 26     | 161 239 | 30,1 % | +30,06 % |
| | Conservateur             | Maurice Duplessis          | 34        | 11     | 16     | 98 435  | 18,4 % | -25,19 % |
| | Libéral indépendant      | Libéral indépendant        | 19        | 0      | 1      | 21 578  | 4 %    | +3,80 %  |
| | Ouvrier                  |                            | 2         | -      | -      | 2 238   | 0,4 %  | -0,02 %  |
| | Libéral ouvrier          | Libéral ouvrier            | 1         | -      | -      | 998     | 0,2 %  | -        |
| | Conservateur indépendant | Conservateur indépendant   | 1         | -      | -      | 37      | 0 %    | -0,25 %  |
| | Indépendant              | Indépendant                | 4         | -      | -      | 709     | 0,1 %  | -0,53 %  |
| Total | Total                    | Total                      | 203       | 90     | 90     | 536 361 | 100 %  |          |
| Le taux de participation lors de l'élection était de 76,2 % et 15 232 bulletins ont été rejetés. Il y avait 739 300 personnes inscrites sur la liste électorale pour l'élection, toutefois seules 724 260 personnes avaient plus d'un candidat dans leur district. |                          |                            |           |        |        |         |        |          |

### Résultats électoraux de l'Union nationale sous Duplessis
| Partis | Partis                      | Chef                        | Candidats | Sièges | Sièges | Voix    | Voix   | Voix    |
| Partis | Partis                      | Chef                        | Candidats | 1935   | Élus   | Nb      | %      | +/-     |
| --- | --------------------------- | --------------------------- | --------- | ------ | ------ | ------- | ------ | ------- |
| | Union nationale             | Maurice Duplessis           | 90        | 42     | 76     | 323 812 | 56,9 % | +8,47 % |
| | Libéral                     | Adélard Godbout             | 89        | 48     | 14     | 227 860 | 40 %   | -6,80 % |
| | Libéral indépendant         | Libéral indépendant         | 11        | -      | -      | 9 746   | 1,7 %  | -2,31 % |
| | Union nationale indépendant | Union nationale indépendant | 4         | -      | -      | 2 522   | 0,4 %  | -       |
| | Communiste                  |                             | 4         | -      | -      | 1 849   | 0,3 %  | -       |
| | Commonwealth coopératif     |                             | 1         | -      | -      | 1 469   | 0,3 %  | -       |
| | Conservateur opposition     | Conservateur opposition     | 2         | -      | -      | 1 066   | 0,2 %  | -       |
| | Candidat du peuple          |                             | 1         | -      | -      | 470     | 0,1 %  | -       |
| | Ouvrier                     |                             | 1         | -      | -      | 79      | 0 %    | -0,41 % |
| | Indépendant                 | Indépendant                 | 2         | -      | -      | 452     | 0,1 %  | -0,05 % |
| Total | Total                       | Total                       | 205       | 90     | 90     | 569 325 | 100 %  |         |
| Le taux de participation lors de l'élection était de 78,2 % et 4 930 bulletins ont été rejetés. Il y avait 734 025 personnes inscrites sur la liste électorale pour l'élection. |                             |                             |           |        |        |         |        |         |

| Partis | Partis                      | Chef                        | Candidats | Sièges | Sièges | Voix    | Voix   | Voix     |
| Partis | Partis                      | Chef                        | Candidats | 1936   | Élus   | Nb      | %      | +/-      |
| --- | --------------------------- | --------------------------- | --------- | ------ | ------ | ------- | ------ | -------- |
| | Libéral                     | Adélard Godbout             | 85        | 14     | 69     | 301 382 | 53,5 % | +14,07 % |
| | Union nationale             | Maurice Duplessis           | 85        | 76     | 15     | 220 402 | 39,1 % | -17,75 % |
| | Libéral indépendant         | Libéral indépendant         | 4         | -      | 1      | 3 862   | 0,7 %  | -        |
| | ALN                         |                             | 56        | -      | -      | 25 295  | 4,5 %  | +0,19 %  |
| | Commonwealth coopératif     |                             | 1         | -      | -      | 2 513   | 0,4 %  | -        |
| | Conservateur                |                             | 3         | -      | -      | 1 679   | 0,3 %  | -        |
| | ALN indépendant             |                             | 1         | -      | -      | 617     | 0,1 %  | -        |
| | Union nationale indépendant | Union nationale indépendant | 3         | -      | -      | 469     | 0,1 %  | -0,36 %  |
| | Ouvrier                     |                             | 3         | -      | -      | 410     | 0,1 %  | -0,06 %  |
| | ALN ouvrier                 |                             | 1         | -      | -      | 228     | 0 %    | -        |
| | Communiste                  |                             | 1         | -      | -      | 159     | 0 %    | -0,29 %  |
| | Indépendant                 | Indépendant                 | 5         | -      | 1      | 6 281   | 1,1 %  | +1,04 %  |
| Total | Total                       | Total                       | 248       | 90     | 86     | 563 297 | 100 %  |          |
| Le taux de participation lors de l'élection était de 77 % et 7 334 bulletins ont été rejetés. Il y avait 753 310 personnes inscrites sur la liste électorale pour l'élection, toutefois seules 741 131 personnes avaient plus d'un candidat dans leur district. |                             |                             |           |        |        |         |        |          |

| Partis | Partis                      | Chef                        | Candidats | Sièges | Sièges | Voix      | Voix   | Voix |
| Partis | Partis                      | Chef                        | Candidats | 1939   | Élus   | Nb        | %      | +/-  |
| --- | --------------------------- | --------------------------- | --------- | ------ | ------ | --------- | ------ | ---- |
| | Union nationale             | Maurice Duplessis           | 91        | 15     | 48     | 505 661   | 38 %   | %    |
| | Libéral                     | Adélard Godbout             | 90        | 70     | 37     | 523 316   | 39,3 % | %    |
| | Bloc populaire              | André Laurendeau            | 80        | -      | 4      | 191 564   | 14,4 % | %    |
| | Commonwealth coopératif     | Romuald-Joseph Lamoureux    | 24        | -      | 1      | 33 986    | 2,6 %  | %    |
| | Union des électeurs         |                             | 12        | -      | -      | 16 542    | 1,2 %  | -    |
| | Libéral indépendant         | Libéral indépendant         | 7         | -      | -      | 8 656     | 0,7 %  | -    |
| | Ouvrier indépendant         |                             | 2         | -      | -      | 8 355     | 0,6 %  | -    |
| | Ouvrier progressiste        |                             | 3         | -      | -      | 7 873     | 0,6 %  | -    |
| | Union nationale indépendant | Union nationale indépendant | 3         | -      | -      | 6 775     | 0,5 %  | -    |
| | FCC indépendant             | FCC indépendant             | 1         | -      | -      | 3 015     | 0,2 %  | -    |
| | Candidat du peuple          |                             | 1         | -      | -      | 2 583     | 0,2 %  | -    |
| | Nationaliste indépendant    |                             | 1         | -      | -      | 2 124     | 0,2 %  | -    |
| | Bloc populaire indépendant  |                             | 1         | -      | -      | 156       | 0 %    | -    |
| | Indépendant                 | Indépendant                 | 17        | 1      | 1      | 19 353    | 1,5 %  | -    |
| Total | Total                       | Total                       | 333       | 86     | 91     | 1 329 959 | 100 %  |      |
| Le taux de participation lors de l'élection était de 72,1 % et 15 591 bulletins ont été rejetés. Il y avait 1 865 396 personnes inscrites sur la liste électorale pour l'élection. |                             |                             |           |        |        |           |        |      |

| Partis | Partis                      | Chef                        | Candidats | Sièges | Sièges | Voix      | Voix   | Voix |
| Partis | Partis                      | Chef                        | Candidats | 1944   | Élus   | Nb        | %      | +/-  |
| --- | --------------------------- | --------------------------- | --------- | ------ | ------ | --------- | ------ | ---- |
| | Union nationale             | Maurice Duplessis           | 91        | 48     | 82     | 775 747   | 51,2 % | -    |
| | Libéral                     | Adélard Godbout             | 92        | 37     | 8      | 547 478   | 36,2 % | -    |
| | Union des électeurs         | Réal Caouette               | 92        | -      | -      | 140 050   | 9,3 %  | -    |
| | Commonwealth coopératif     |                             | 7         | -      | -      | 9 016     | 0,6 %  | -    |
| | Union nationale indépendant | Union nationale indépendant | 8         | -      | -      | 8 649     | 0,6 %  | -    |
| | Ouvrier progressiste        |                             | 1         | -      | -      | 4 899     | 0,3 %  | -    |
| | Libéral indépendant         | Libéral indépendant         | 7         | -      | -      | 2 968     | 0,2 %  | -    |
| | Ouvrier                     |                             | 1         | -      | -      | 1 098     | 0,1 %  | -    |
| | FCC indépendant             | FCC indépendant             | 1         | -      | -      | 110       | 0 %    | -    |
| | Indépendant                 | Indépendant                 | 4         | 0      | 2      | 23 956    | 1,6 %  | -    |
| Total | Total                       | Total                       | 304       | 85     | 92     | 1 513 971 | 100 %  |      |
| Le taux de participation lors de l'élection était de 75,2 % et 17 928 bulletins ont été rejetés. Il y avait 2 036 576 personnes inscrites sur la liste électorale pour l'élection. |                             |                             |           |        |        |           |        |      |

| Partis | Partis                      | Chef                        | Candidats | Sièges | Sièges | Voix      | Voix   | Voix |
| Partis | Partis                      | Chef                        | Candidats | 1948   | Élus   | Nb        | %      | +/-  |
| --- | --------------------------- | --------------------------- | --------- | ------ | ------ | --------- | ------ | ---- |
| | Union nationale             | Maurice Duplessis           | 91        | 82     | 68     | 847 983   | 50,5 % | -    |
| | Libéral                     | Georges-Émile Lapalme       | 92        | 8      | 23     | 768 539   | 45,8 % | -    |
| | Social démocratique         | Thérèse Casgrain            | 23        | -      | -      | 16 039    | 1 %    | -    |
| | Union nationale indépendant | Union nationale indépendant | 10        | -      | -      | 13 197    | 0,8 %  | -    |
| | Parti national              |                             | 1         | -      | -      | 9 734     | 0,6 %  | -    |
| | Libéral indépendant         | Libéral indépendant         | 8         | -      | -      | 4 966     | 0,3 %  | -    |
| | Ouvrier progressiste        |                             | 4         | -      | -      | 3 932     | 0,2 %  | -    |
| | Ouvrier                     |                             | 3         | -      | -      | 1 027     | 0,1 %  | -    |
| | Indépendant                 | Indépendant                 | 4         | 2      | 1      | 13 846    | 0,8 %  | -    |
| Total | Total                       | Total                       | 236       | 92     | 92     | 1 679 263 | 100 %  |      |
| Le taux de participation lors de l'élection était de 75,9 % et 25 648 bulletins ont été rejetés. Il y avait 2 246 998 personnes inscrites sur la liste électorale pour l'élection. |                             |                             |           |        |        |           |        |      |

| Partis | Partis                      | Chef                        | Candidats | Sièges | Sièges | Voix      | Voix   | Voix |
| Partis | Partis                      | Chef                        | Candidats | 1952   | Élus   | Nb        | %      | +/-  |
| --- | --------------------------- | --------------------------- | --------- | ------ | ------ | --------- | ------ | ---- |
| | Union nationale             | Maurice Duplessis           | 93        | 68     | 72     | 956 082   | 51,8 % | -    |
| | Libéral                     | Georges-Émile Lapalme       | 92        | 23     | 20     | 828 264   | 44,9 % | -    |
| | Social démocratique         | Thérèse Casgrain            | 26        | -      | -      | 11 232    | 0,6 %  | -    |
| | Ouvrier progressiste        |                             | 32        | -      | -      | 6 517     | 0,4 %  | -    |
| | Libéral indépendant         | Libéral indépendant         | 7         | -      | -      | 4 438     | 0,2 %  | -    |
| | Union nationale indépendant | Union nationale indépendant | 10        | -      | -      | 4 108     | 0,2 %  | -    |
| | Ouvrier                     |                             | 3         | -      | -      | 1 274     | 0,1 %  | -    |
| | Union nationale ouvrier     | Union nationale ouvrier     | 1         | -      | -      | 516       | 0 %    | -    |
| | Capital familial            |                             | 1         | -      | -      | 93        | 0 %    | -    |
| | Indépendant                 | Indépendant                 | 7         | 1      | 1      | 33 205    | 1,8 %  | -    |
| Total | Total                       | Total                       | 272       | 92     | 93     | 1 845 729 | 100 %  |      |
| Le taux de participation lors de l'élection était de 78,3 % et 28 781 bulletins ont été rejetés. Il y avait 2 393 360 personnes inscrites sur la liste électorale pour l'élection. |                             |                             |           |        |        |           |        |      |